# McLaren Racing
Pour les articles homonymes, voir McLaren.
McLaren Racing, fondée en 1963 par Bruce McLaren sous le nom Bruce McLaren Motor Racing Ltd (engagée sous la dénomination McLaren F1 Team en compétition), est la branche de McLaren Group chargée de l'engagement en compétition des voitures de la marque automobile britannique McLaren. L'écurie démarre en Formule 1 en 1966 avec son créateur au volant, ce qui en fait aujourd'hui la plus ancienne équipe engagée en continu dans ce championnat après Ferrari.
Autrefois présente en CanAm et endurance, McLaren Racing est aujourd'hui engagée en IndyCar avec l'équipe Arrow McLaren en plus de son activité en Formule 1. Respectivement vainqueur et triple-vainqueur des 24 Heures du Mans et des 500 miles d'Indianapolis, McLaren Racing vit ses plus belles années avec Alain Prost et Ayrton Senna du milieu des années 1980 au début des années 1990, en remportant six titres mondiaux des pilotes (trois chacun) et six titres constructeurs. Elles sont ponctuées par une saison 1988 record où les deux pilotes obtiennent quinze victoires en seize courses avec un moteur Honda. Les six autres champions du monde sur McLaren sont Emerson Fittipaldi (1974), James Hunt (1976), Niki Lauda (1984), Mika Häkkinen (1998 et 1999) et Lewis Hamilton (2008).
McLaren Racing est, derrière la Scuderia Ferrari, l'écurie la plus titrée de la Formule 1. Après une association longue de vingt ans avec Mercedes en tant que motoriste, McLaren commence un nouveau partenariat avec Honda à partir de 2015 qui s'achève en 2017 après trois années de mauvais résultats. McLaren s'associe avec le motoriste Renault de 2018 à 2020 puis retrouve le moteur Mercedes à partir de 2021. Par ailleurs, le dirigeant de la plupart des succès de l'écurie, Ron Dennis, est remplacé par Zak Brown en 2017 tandis que les monoplaces retrouvent leur livrée orange abandonnée en 1972. Elles doivent attendre neuf années pour renouer avec la victoire avec Daniel Ricciardo vainqueur du Grand Prix d'Italie 2021, et même onze saisons pour réaliser leur 48e doublé, avec la deuxième place de Lando Norris. 
En 2024, avec le tandem Lando Norris-Oscar Piastri au volant de la MCL38, l'écurie remporte son neuvième titre des constructeurs, 26 ans après le précédent. Mclaren annonce son retour en endurance pour la saison 2027 sous le nom McLaren Endurance Racing.

## Historique

### 1963-1966: naissance de l'écurie

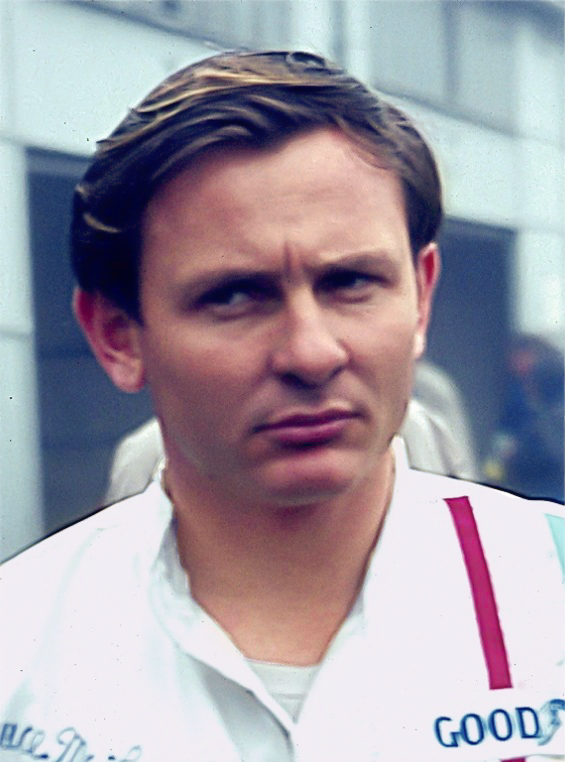
Bruce McLaren, fondateur de l'écurie, en 1966.

Pilote officiel de l'écurie Cooper à partir de 1958 en Formule 2 puis 1959 en Formule 1, le Néo-Zélandais Bruce McLaren devient cette année-là, à 22 ans à Sebring, le plus jeune vainqueur de Grand Prix. Lorsque son coéquipier et mentor Jack Brabham quitte l'écurie Cooper à la fin de l'année 1960 pour bâtir sa propre structure, Bruce McLaren devient le leader de l'équipe mais ne peut empêcher son lent déclin. Inspiré par l'exemple de Jack Brabham, il décide de créer sa propre écurie de course.
Le Bruce McLaren Motor Racing Ltd voit le jour durant l'hiver 1963-1964. Bruce McLaren engage des Cooper dans le championnat de Formule Tasmane, une série hivernale très réputée disputée en Océanie lors de l'inter-saison de Formule 1. Il est rapidement épaulé par Teddy Mayer, un juriste américain passionné de sport automobile qui faisait, à l'origine, office de manager pour son jeune frère Tim Mayer, engagé par Bruce McLaren en tant que deuxième pilote. Malgré la mort de Tim Mayer en février 1964, Bruce McLaren et Teddy Mayer décident de poursuivre l'aventure. En 1964, parallèlement à ses engagements en Formule 1, Bruce McLaren élargit les activités de son équipe aux épreuves d'endurance, notamment aux épreuves américaines richement dotées ; pour cela, il prend à nouveau comme base des châssis Cooper.
En 1966, l'équipe McLaren devient un constructeur à part entière en concevant son premier prototype de CanAm ainsi que la M2B, sa première monoplace de Formule 1.

### 1966-1969: premiers succès

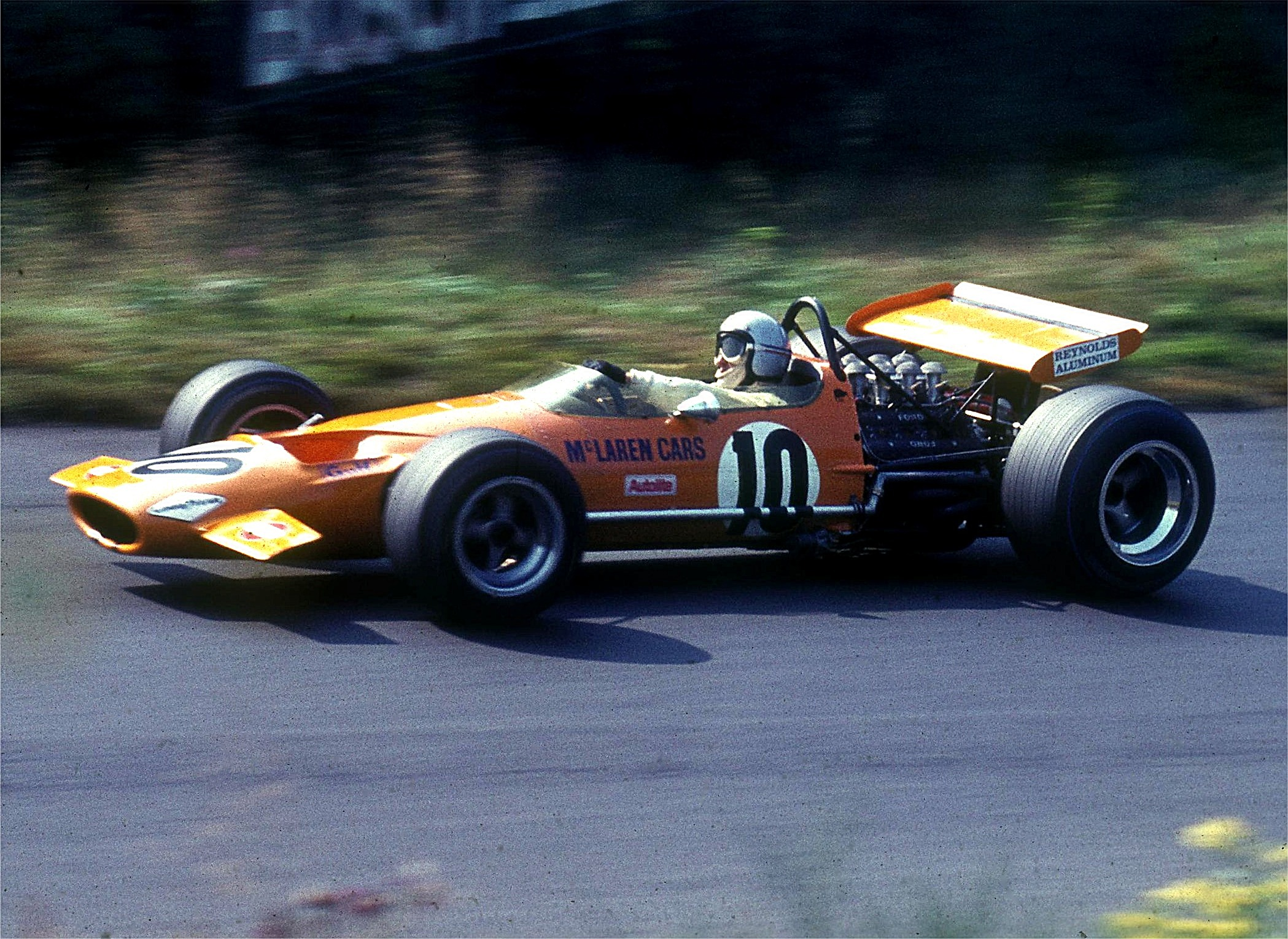
Bruce McLaren en 1969 au Nürburgring.

Si l'équipe de CanAm ne tarde pas à dominer ses rivales, il n'en est pas de même pour l'équipe de Formule 1, essentiellement faute d'une bonne motorisation. Pour sa première saison, McLaren jongle, sans grand succès, entre un V8 Ford de 4 200 cm3 issu des épreuves américaines et à la cylindrée rabaissée aux 3 000 cm3 réglementaires et un V8 Serenissima issu du fiasco A-T-S du comte Volpi.
En 1967, Bruce McLaren passe un accord de fourniture moteur avec British Racing Motors mais les retards de conception du V12 BRM obligent McLaren à se tourner, durant la majeure partie de l'année, vers le V8 BRM de 2 000 cm3 à la puissance insuffisante.
À partir de 1968, les résultats progressent. L'équipe est renforcée par l'arrivée du champion du monde en titre Denny Hulme, déjà équipier de McLaren en Can-Am, et bénéficie, comme Lotus et Matra, du V8 Ford-Cosworth, gage de performance et de fiabilité. Bruce McLaren remporte le premier succès de son équipe en Formule 1. Quelques semaines plus tard, Denny Hulme remporte deux victoires et lutte pour le titre mondial.
Perturbée en 1969 par le développement de deux programmes simultanés en Formule 1 (comme d'autres équipes, McLaren se fourvoie en croyant voir une solution d'avenir dans une monoplace à quatre roues motrices), l'écurie rate sa saison ; Denny Hulme parvient toutefois à gagner en fin d'année, au Mexique.

### 1970-1973: mort de Bruce McLaren et stagnation

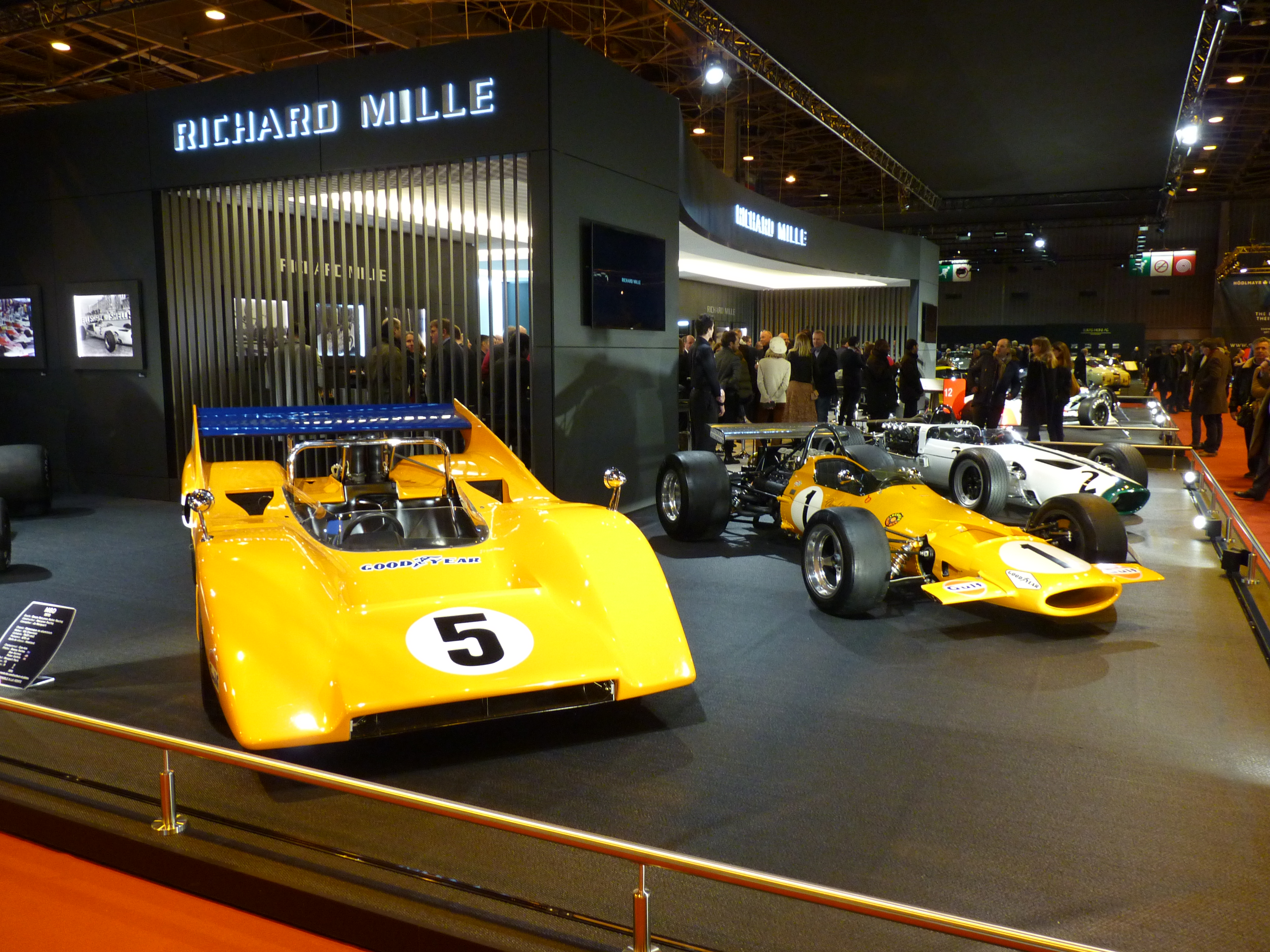
McLaren M8D (1970).

Bien engagée, la saison 1970 tourne au drame lorsque, début mai, Denny Hulme est victime d'un grave accident lors des essais des 500 Miles d'Indianapolis, nouvel objectif de McLaren. Hulme est en effet sévèrement brûlé aux mains.
Le 2 juin 1970, lors d'une séance d'essais privés sur le circuit de Goodwood, Bruce McLaren, déséquilibré par la perte de son capot moteur, perd le contrôle de son prototype M8D de CanAm et s'écrase sur un poste de commissaires en béton, le tuant instantanément. Teddy Mayer devient le seul dirigeant de l'écurie qui conclut la saison sans victoire.
La saison 1971 s'avère difficile pour l'écurie malgré la présence du fidèle Denny Hulme. La nouvelle M19A n'est pas compétitive et l'équipe ne gagne aucune course. Le Team Penske, qui engage ces mêmes voitures à titre privé sur les deux derniers Grands Prix, obtient le seul podium d'une McLaren, au Grand Prix du Canada.
McLaren remonte la pente en 1972 grâce à la victoire de Denny Hulme en Afrique du Sud. La nouvelle M19C apparaît à Monaco, et les pilotes Hulme et Peter Revson montent à onze reprises sur le podium ; l'écurie prend la troisième place du championnat du monde.
La progression se poursuit en 1973 avec la nouvelle M23 qui permet à Hulme d'obtenir une pole position et une victoire en début de saison puis, à Peter Revson de s'imposer à deux reprises en deuxième moitié du championnat ; McLaren finit à nouveau troisième du championnat.

### 1974-1976: premiers titres

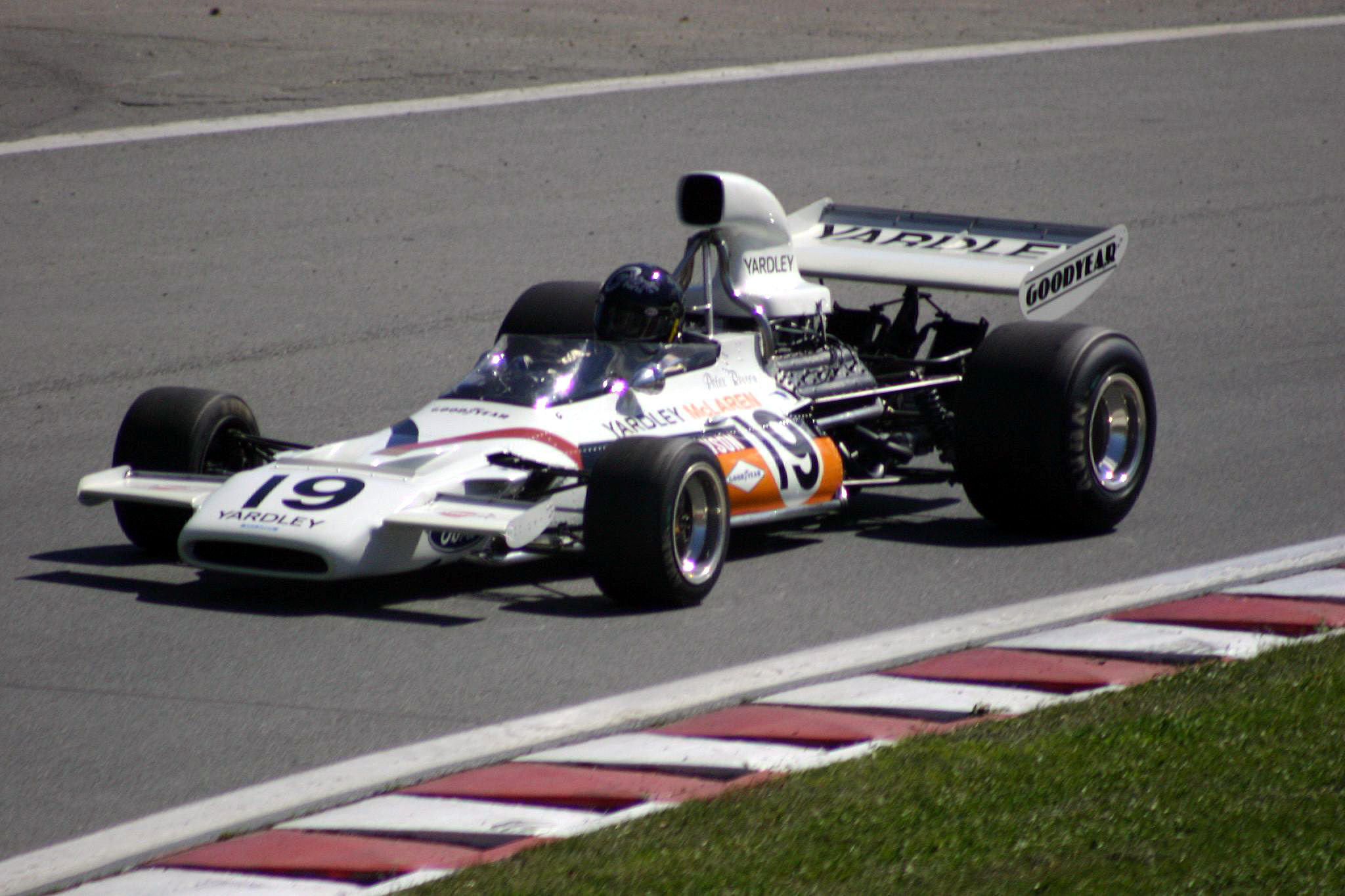
La Yardley McLaren M19C de 1972.

En 1974, McLaren recrute le Brésilien Emerson Fittipaldi, champion du monde en 1972, aux côtés de Hulme. Le Néo-Zélandais remporte la dernière victoire de sa carrière lors du premier Grand Prix de la saison, puis Fittipaldi s'impose au Brésil, en Belgique et au Canada et remporte son deuxième titre de champion du monde, le premier de McLaren. L'écurie décroche également son premier titre des constructeurs. Une troisième voiture est engagée sous les couleurs de Yardley avec Mike Hailwood au volant. Le Britannique signe un podium en Afrique du Sud mais, après une blessure en Allemagne, il quitte la Formule 1 et est remplacé par David Hobbs, puis Jochen Mass. Denny Hulme met un terme à sa carrière à la fin de la saison.
En 1975, McLaren n'est pas en mesure de conserver ses titres malgré les deux victoires de Fittipaldi et celle de Mass qui a remplacé Hulme ; l'écurie finit troisième du championnat, battue par Ferrari et Brabham. Fittipaldi, qui quitte l'équipe à la fin de la saison pour rejoindre Copersucar, est remplacé par James Hunt.
Dominés par Ferrari et Niki Lauda, champions du monde en titre, au début de la saison 1976, McLaren et Hunt reviennent aux avant-postes en milieu d'année puis profitent du grave accident de Lauda en Allemagne et de son absence pour se relancer. Hunt s'impose à six reprises et remporte le titre au dernier Grand Prix, après le retrait volontaire de Lauda sous une pluie diluvienne. La saison de Mass est plus décevante, avec deux podiums. McLaren finit vice-champion des constructeurs, derrière Ferrari.

### 1981-1983: rachat par Ron Dennis et lent retour aux avant-postes

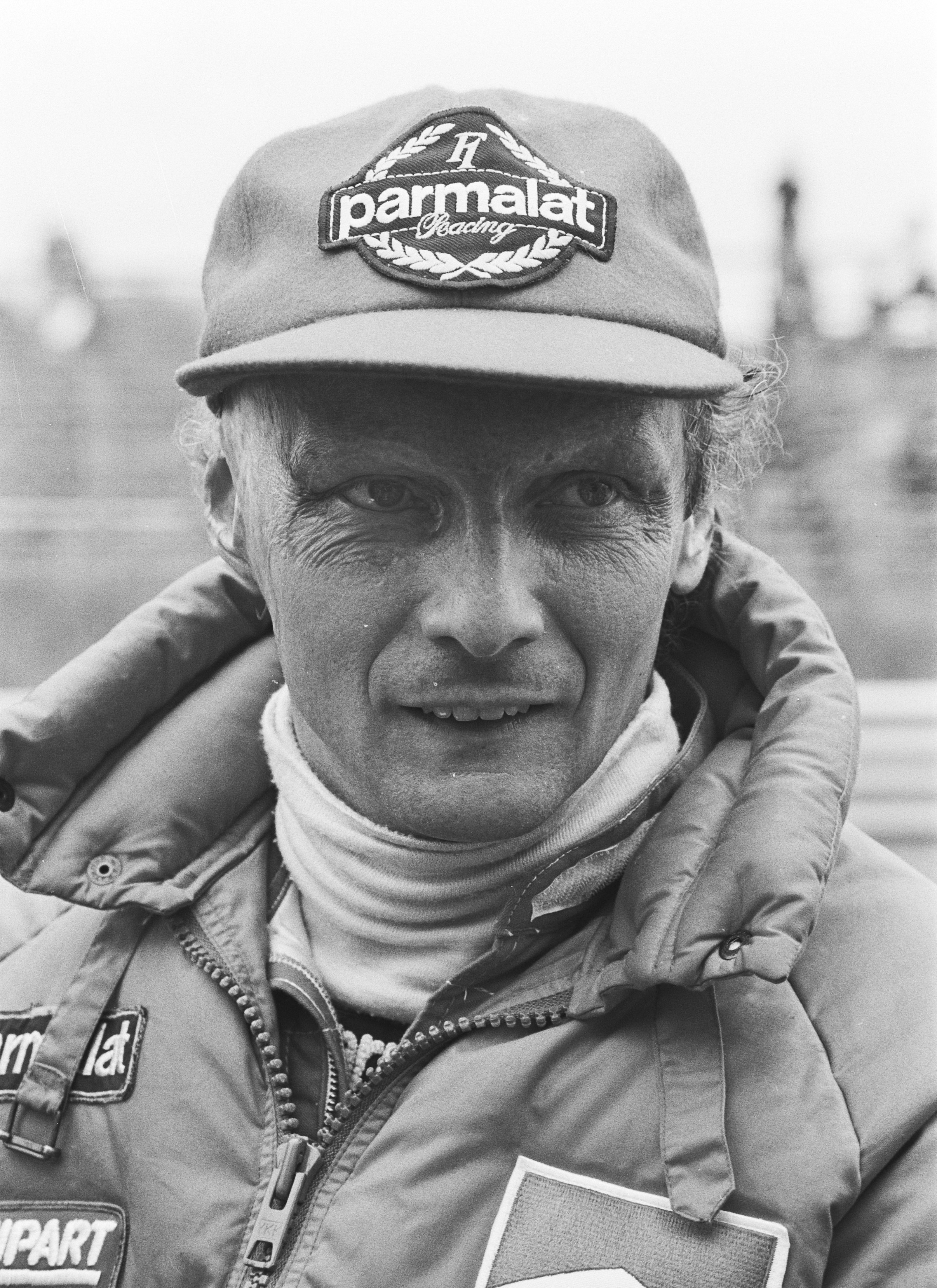
Niki Lauda, double champion du monde rejoint Mclaren en 1982.

La fin de l'année 1980 marque un grand tournant pour McLaren car Ron Dennis, le nouveau patron de l'équipe, recrute l'ingénieur John Barnard qui conçoit, pour la saison 1981, la première monoplace de Formule 1 en matériaux composites, qui offrent une plus grande légèreté et une meilleure rigidité. Les châssis changent de dénomination et sont désormais baptisés MP4, pour Marlboro Project 4. La MP4/1 fait ses débuts en Argentine, troisième Grand Prix de la saison. Après deux podiums successifs en Espagne puis en France, John Watson obtient, au Grand Prix de Grande-Bretagne, la première victoire d'une McLaren depuis quatre ans ; il obtient un quatrième podium au canada en fin de saison tandis qu'Andrea De Cesaris, au volant de la vieille M29F, ne marque qu'un point en début de saison. Ron Dennis le limoge en fin d'année, l'Italien se distinguant par ses nombreux accidents.
Pour la saison 1982, Ron Dennis convainc le double champion du monde Niki Lauda, retraité depuis 1979, de reprendre la compétition. Alors que certains émettent des doutes sur sa motivation, le vétéran autrichien remporte deux courses, tout comme son coéquipier Watson ; McLaren finit vice-champion chez les constructeurs à cinq points de Ferrari.
1983 commence idéalement pour McLaren, avec une victoire pour Watson et deux podiums pour Lauda lors des deux premiers Grands Prix. La suite est plus décevante car le moteur Cosworth atmosphérique est dépassé par les puissants moteurs turbocompressés de Renault, Ferrari et BMW tandis que le châssis MP4/1C accuse le poids des ans. Bien que les performances et la fiabilité se dégradent, Watson parvient à monter à deux reprises sur le podium tandis que Lauda, qui multiplie les abandons, ne marque que deux points en treize courses. Les voitures ne se qualifiant pas à Monaco, Ron Dennis, grâce au financement de TAG, convainc Porsche de fournir un V6 turbo. La MP4/1E, équipée du nouveau moteur TAG Porsche, fait son apparition aux Pays-Bas mais sa fiabilité désastreuse l'empêche de finir les Grand Prix qu'elle dispute. McLaren se classe cinquième du championnat des constructeurs.
À l'issue de la saison, Ron Dennis engage le Français Alain Prost, qui quitte Renault après une difficile fin de saison ayant entraîné de vives tensions au sein de l'équipe française, à la place de Watson.

### 1984-1993: l'ère Prost-Senna

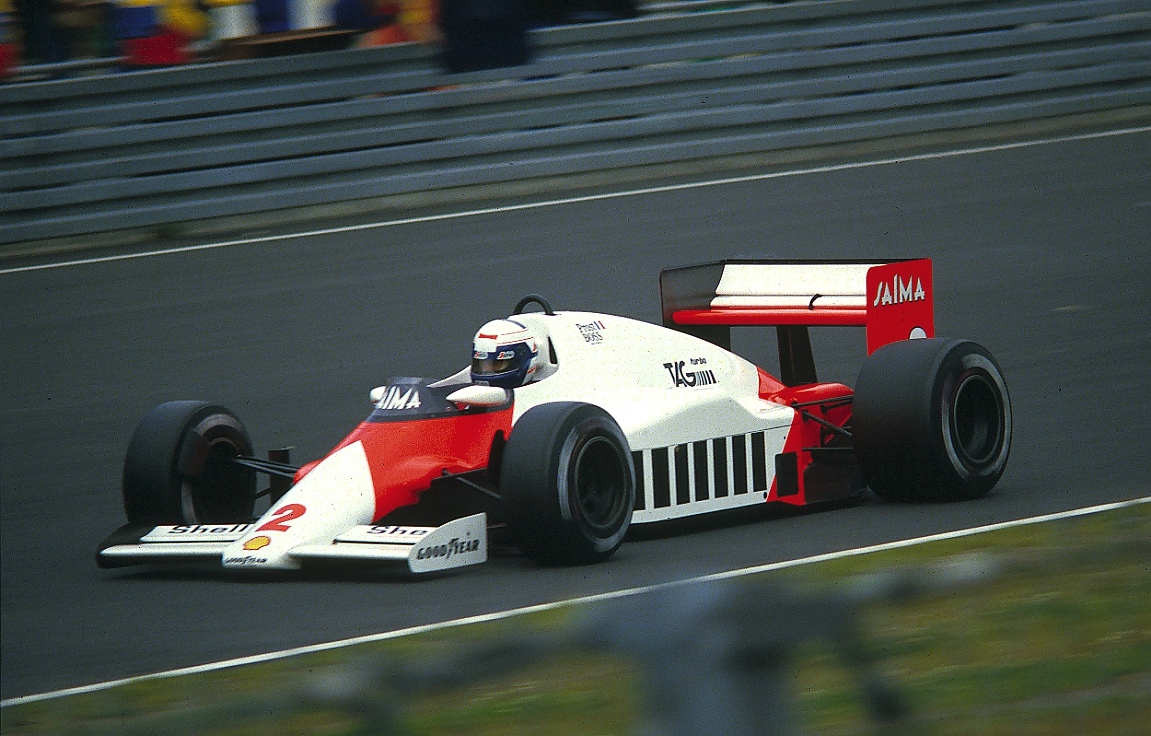
Alain Prost sur sa McLaren durant le Grand Prix d'Allemagne 1985

Nanti de cette équipe de rêve, et du tout nouveau moteur TAG Porsche, McLaren effectue une saison sans précédent en remportant douze Grands Prix (sept pour Prost et cinq pour Lauda) sur seize, s'adjugeant le titre de champion des constructeurs à trois courses de la fin. Lauda coiffe la couronne mondiale avec un demi-point d'avance sur Prost.
1985 est l'année du triomphe pour Prost et de la confirmation pour McLaren tandis que Niki Lauda prend sa retraite après une saison en demi-teinte marquée par une victoire au Grand Prix des Pays-Bas.
En 1986, malgré la domination des Williams équipées d'un moteur turbo Honda arrivé à maturité, Prost profite de la rivalité entre Mansell et Piquet, pour remporter son second titre à l'issue de la dernière course, grâce à sa maîtrise tactique et son pilotage très fin.
1987 est, sans surprise, dominée par les Williams mais l'ambiance de lutte intestine entre Mansell et Piquet convainc Honda de répondre à l'appel de Ron Dennis pour 1988. À cette même époque Ayrton Senna rejoint l'équipe McLaren formant, avec Alain Prost, la dream team. Le Mexicain Jo Ramírez, coordinateur sportif de McLaren, est chargé de gérer la relation explosive entre les deux pilotes tandis que le designer sud-africain Gordon Murray, ancien directeur technique de Brabham, met au point la monoplace pour 1988.
Le résultat ne se fait pas attendre. McLaren, qui remporte quinze des seize courses du championnat, est titrée à cinq épreuves de la fin, réalisant dix doublés et quinze pole positions. La MP4-4 s'avère la meilleure monoplace, bien aidée par le bloc Honda et Ayrton Senna voit son talent récompensé par le titre des pilotes.
1989 s'annonce sous les mêmes auspices, mais c'est l'année où les relations entre Alain Prost et Ayrton Senna se dégradent à cause d'un pacte de non-agression non respecté par le Brésilien à Imola pour le Grand Prix de St-Marin. La fureur de Prost, l'intervention de la presse enveniment les choses et aboutissent à une situation explosive trouvant son dénouement à Suzuka au Japon avec le fameux accrochage entre les deux pilotes McLaren. Prost devient champion du monde et quitte McLaren tandis que Senna est disqualifié de la course pour « aide extérieure ».
Au milieu de tout ceci, Ron Dennis peut néanmoins être content car il accroche un nouveau doublé pilote-constructeur au palmarès de son écurie.

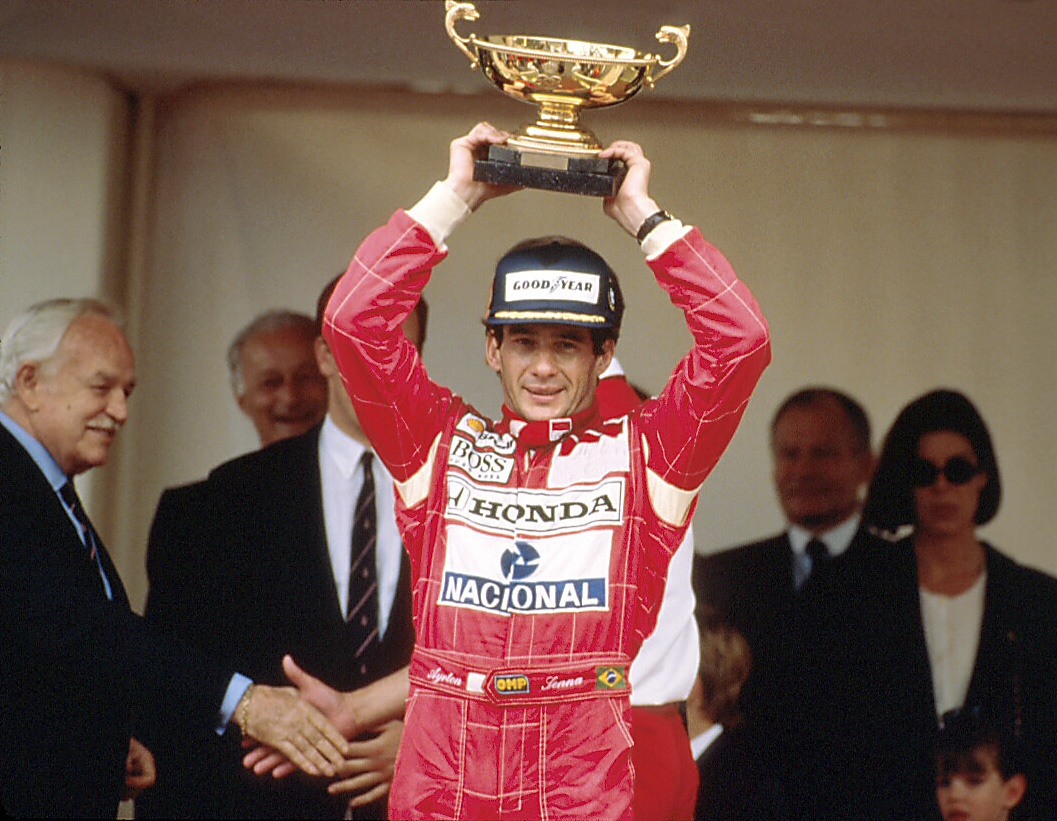
Ayrton Senna, vainqueur à Monaco en 1992.

En 1990, Prost part chez Ferrari et est remplacé par l'Autrichien Gerhard Berger. Senna et Prost luttent pour le titre toute la saison, mais le Brésilien est sacré après un nouvel accrochage à Suzuka, volontairement provoqué comme il l'avouera quelque temps après. Le début de saison 1991 est parfait pour Senna : quatre victoires sur quatre courses et 29 points d'avance sur Prost, alors son plus proche rival. La suite sera plus difficile, avec l'émergence des Williams-Renault qui dominent la suite de la saison. Toutefois, plusieurs erreurs les empêchent de rattraper Senna qui remporte son troisième titre mondial tandis que McLaren l'emporte pour la quatrième année consécutives. En 1992, les Williams sont encore plus fortes, et Senna et McLaren ne peuvent lutter. Senna finit même derrière le jeune allemand Michael Schumacher, à la quatrième place. Cette cuisante défaite pousse Honda à quitter la F1, et Senna hésite à poursuivre l'aventure. Il est pourtant bien au départ de la saison 1993, avec un moteur Cosworth et un nouvel équipier : l'Américain Michael Andretti. Senna résiste magnifiquement à l'association Prost-Williams pourtant supérieure, remportant cinq victoires. Andretti déçoit énormément, et est remplacé en fin de saison par le jeune finlandais Mika Häkkinen, qui parviendra à signer son premier podium au Grand Prix du Japon.

### 1994-2001: l'ère Häkkinen

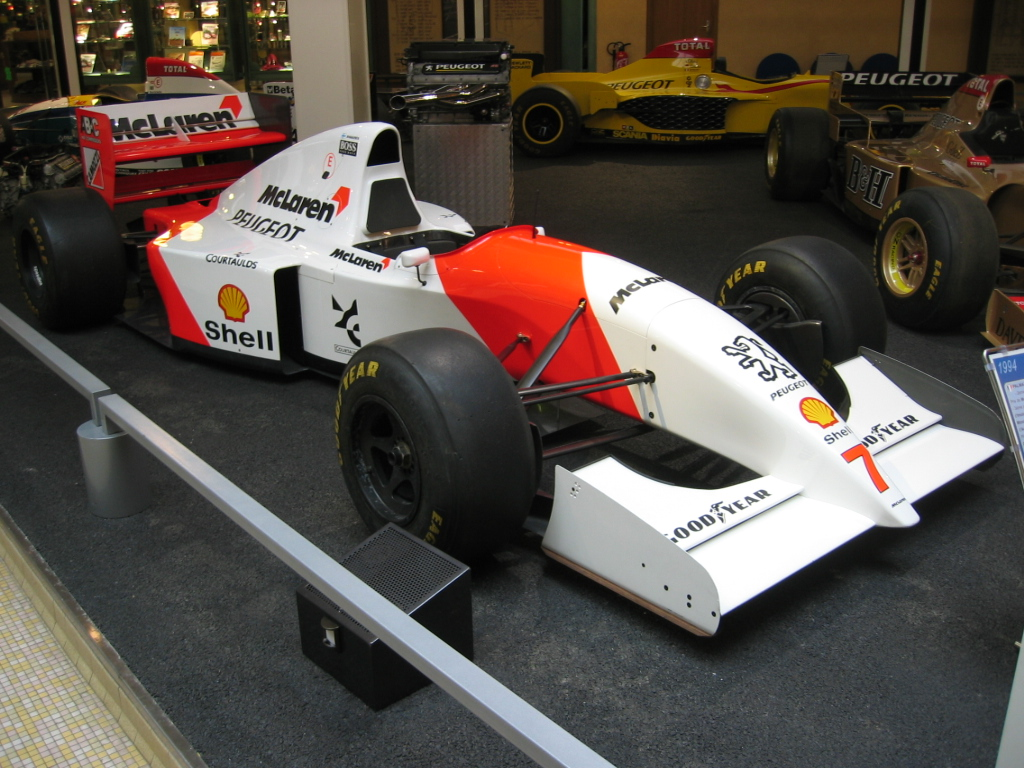
McLaren-Peugeot MP4/9 de 1994 au Musée Peugeot de Sochaux.

En 1994, McLaren perd Senna, parti chez Williams, et se lie au motoriste et constructeur automobile Peugeot. L'expérimenté Martin Brundle remplace Senna mais la saison est décevante, puisque McLaren ne remporte aucune course et doit se contenter de huit podiums. Le V10 français souffre d'une fiabilité désastreuse et les pilotes doivent abandonner à vingt reprises en seize courses. L'équipe anglaise se sépare d'ailleurs de Peugeot pour s'associer avec Mercedes.
Toutefois, la saison 1995 est extrêmement difficile, l'écurie pointant un temps à la sixième place au championnat. L'association avec Nigel Mansell est un échec absolu, le pilote ne rentre pas dans la voiture et manque les deux premiers Grand Prix, où il est remplacé par Mark Blundell. Après deux prestations calamiteuses, le champion du monde 1992 quitte l'écurie, et la Formule 1, et est remplacé par Blundell pour le reste de la saison. Mika Häkkinen signe les deux seuls podiums de l'écurie en Italie et au Japon, mais est victime d'un terrible accident durant les essais du Grand Prix d'Australie : sa voiture, déséquilibrée par une crevaison, heurte un mur en béton à plus de 200 km/h. Le pilote doit subir une trachéotomie à même la piste pour avoir la vie sauve.

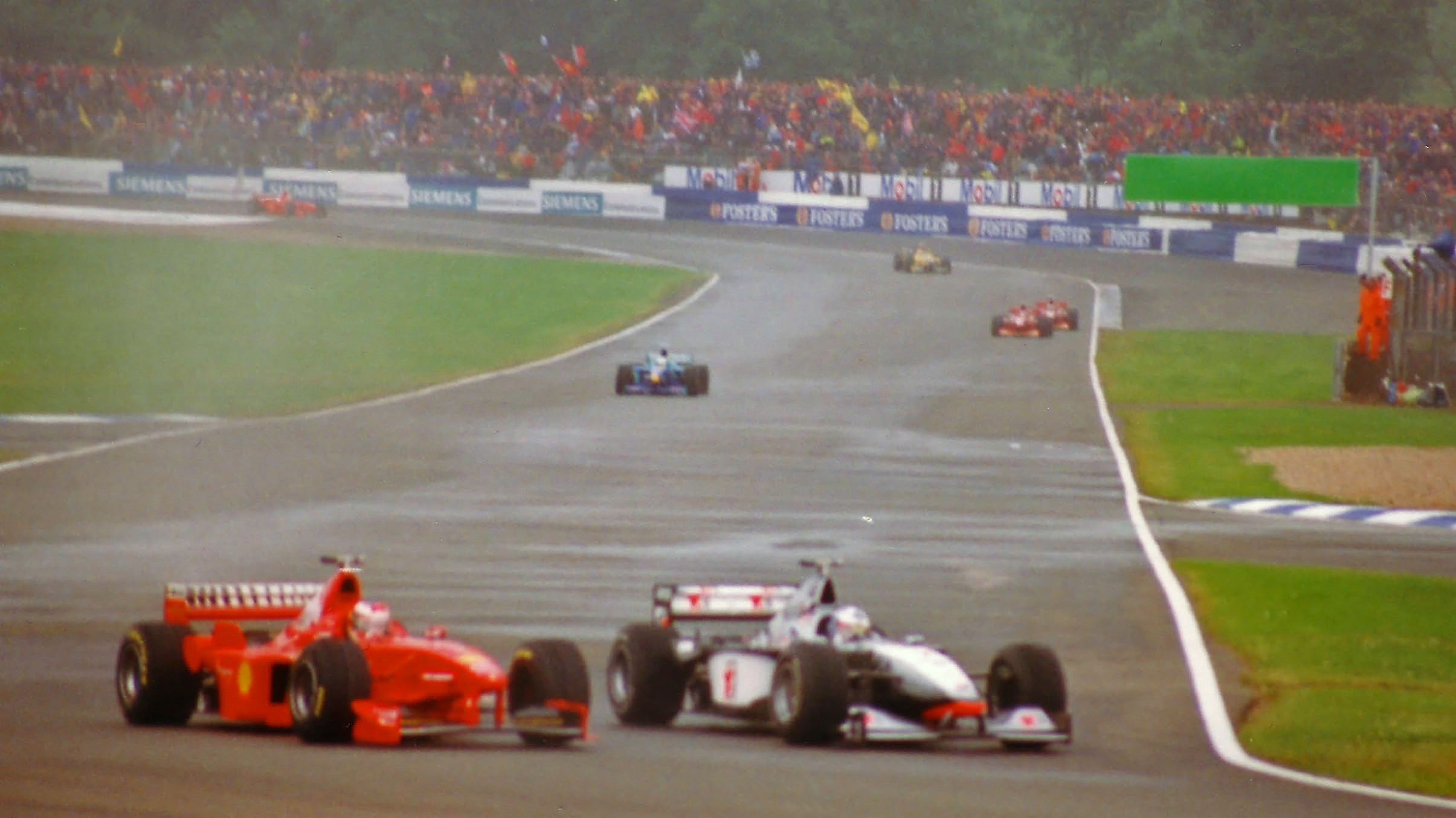
David Coulthard et sa McLaren en lutte avec Michael Schumacher lors du Grand Prix de Grande-Bretagne 1998.

En 1996, Ron Dennis recrute le jeune espoir écossais David Coulthard. Le début de saison est à nouveau difficile, la MP4/11 n'est pas fiable et en retrait des Williams, Ferrari et Benetton en matière de performances. La situation s'améliore par la suite et les pilotes signent six podiums. En fin de saison, McLaren perd le sponsoring de Marlboro et s'allie au cigarettier allemand West.
En 1997, les MP4-12 arborent une nouvelle livrée grise et noire. David Coulthard remporte le Grand Prix d'ouverture en Australie, signant la première victoire de l'écurie depuis 1993 puis récidive en Italie. Mika Häkkinen signe la première victoire de sa carrière lors du dernier Grand Prix de la saison à Jerez. Ces succès confirment le redressement de l'écurie, dont l'avenir s'annonce radieux à la suite du recrutement d'Adrian Newey, ingénieur très réputé et concepteur des Williams dominatrices les années précédentes.
En 1998, la MP4-13 conçue par Adrian Newey s'avère être la voiture la plus rapide du plateau, bien aidée par des pneumatiques Bridgestone plus performants que les Goodyear. Häkkinen et Coulthard signent le doublé en Australie, avec un tour d'avance sur Heinz-Harald Frentzen, troisième. Le Finlandais remporte la moitié des courses de la saison, soit huit victoires, et est sacré champion du monde lors du dernier Grand Prix, à Suzuka. McLaren renoue avec le titre des constructeurs. Les derniers titres de l'écurie remontaient à 1991. Les Flèches d'Argent ont toutefois été handicapées tout au long de la saison par une fiabilité médiocre, qui a permis à Michael Schumacher et Ferrari de rester dans la lutte pour les titres.
En 1999, plusieurs erreurs et problèmes de fiabilité coûtent de nombreux points et le titre constructeurs à McLaren, mais Häkkinen parvient à conserver son titre, de deux points face à Eddie Irvine.
En 2000, Häkkinen et Schumacher luttent de nouveau pour le titre, mais l'Allemand profite de la meilleure fiabilité de sa voiture pour être sacré.
En 2001, les Ferrari sont encore plus fortes, les Williams sont de retour au sommet avec BMW et Michelin. Tandis que Coulthard est le seul à pouvoir lutter avec Schumacher en début de saison (avec deux victoires notamment), Häkkinen est victime d'une terrible malchance, abandonnant à sept reprises. Malgré deux victoires, à Silverstone et Indianapolis, le Finlandais ne termine que cinquième et décide de prendre sa retraite. Il est remplacé par son jeune compatriote Kimi Räikkönen.

### 2002-2006: l'ère Räikkönen

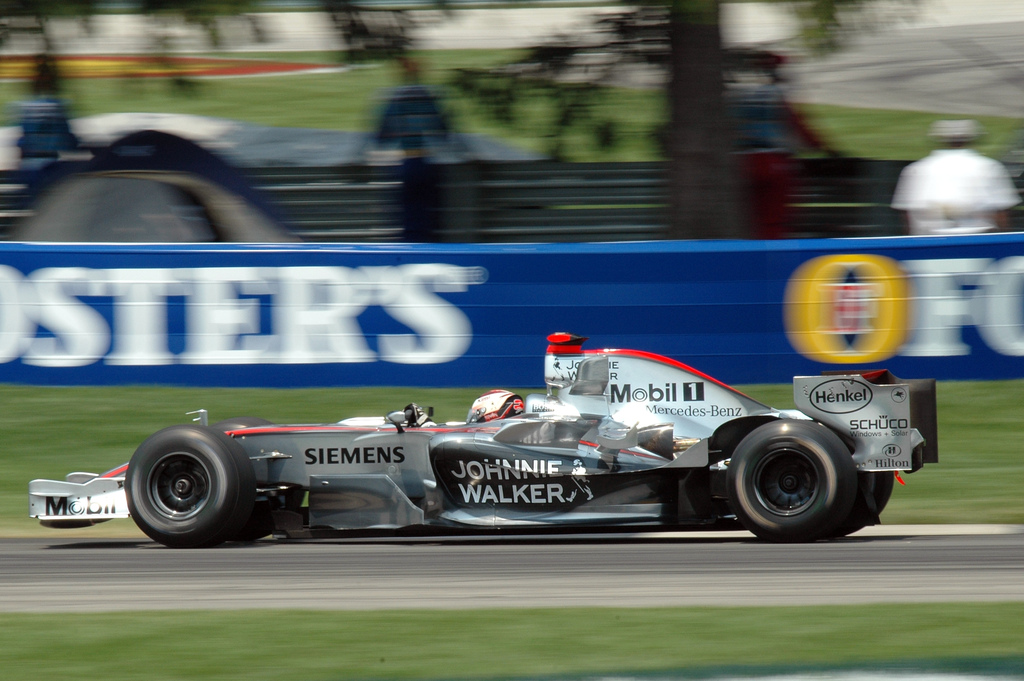
Kimi Räikkönen au Grand Prix des États-Unis 2006

En 2002, Ferrari écrase le championnat et McLaren doit se contenter d'une victoire de David Coulthard à Monaco et d'une troisième place finale au championnat du monde avec seulement 65 points, quasiment quatre fois moins que Ferrari.
En 2003, McLaren utilise une évolution de la voiture de 2002, remplaçant la MP4-18 qui ne sera finalement jamais prête. L'équipe anglaise reste troisième, s'impose à deux reprises (Coulthard en Australie et Kimi Räikkönen en Malaisie) et réduit considérablement l'écart qui la sépare de Ferrari. Räikkönen lutte jusqu'au bout pour le titre mondial face à Schumacher, grâce à de nombreuses places d'honneur, et à la première victoire de sa carrière, en Malaisie. Il échoue à deux points de l'Allemand. En fin de saison, McLaren recrute le Colombien Juan Pablo Montoya pour 2005.
En 2004, McLaren utilise la MP4-19, dérivée de la MP4-18 ; elle n'est ni performante, ni fiable et il faut attendre une version B, à la mi-saison, pour voir des progrès et une victoire de Räikkönen à Spa. McLaren termine au cinquième rang, son pire classement depuis 21 ans.
En 2005, la McLaren MP4-20, plus performante mais moins fiable, empêche Räikkönen de lutter pour le titre malgré sept victoires ; il est toutefois vice-champion, comme McLaren. Fin 2005, McLaren recrute le nouveau champion du monde Fernando Alonso pour 2007.
En 2006, la MP4-21 est plus fiable que son ainée mais moins performante. Il n'y a pas de victoire pour la première fois depuis 1996, et Montoya est renvoyé après une première moitié de saison décevante et un accrochage avec Räikkönen au départ à Indianapolis. Pedro de la Rosa, qui avait déjà roulé pour McLaren à l'occasion du Grand Prix de Bahreïn 2005, assure l'intérim jusqu'à la fin de la saison, terminant notamment deuxième en Hongrie.

### 2007-2012: l'ère Hamilton

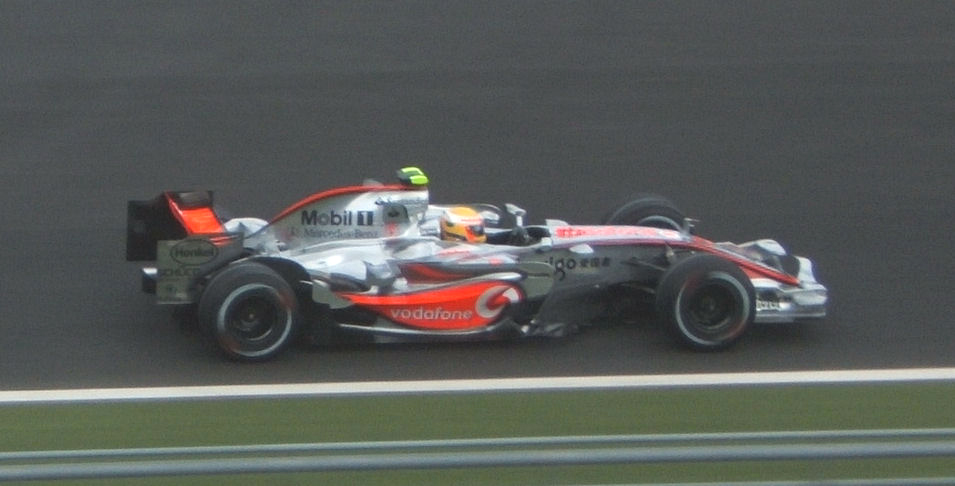
Lewis Hamilton au Grand Prix de France 2007

En 2007, McLaren accueille le double champion du monde Fernando Alonso et le jeune britannique Lewis Hamilton, champion en titre de GP2. La McLaren MP4-22 est très performante et les deux hommes vont se concurrencer toute la saison. Toutefois, la révélation de l'affaire d'espionnage de Ferrari à mi-saison va créer de nombreuses tensions et aboutir à l'exclusion de l'équipe britannique du championnat. Le duel entre Alonso et Hamilton va provoquer plusieurs erreurs (pénalité pour Alonso à Budapest, sortie de piste d'Alonso à Fuji, de Hamilton en Chine, problème électronique pour Hamilton au Brésil) dont va profiter Räikkönen, passé chez Ferrari, pour devenir champion du monde.
En 2008, Heikki Kovalainen remplace Alonso, et Hamilton devient le leader de l'équipe. Malgré une voiture moins performante au début de saison, Hamilton remporte les courses difficiles (Melbourne, Monaco, Silverstone) puis fait jeu égal avec Felipe Massa pour être sacré au dernier virage à Interlagos. Kovalainen, quant à lui, remporte une course, le Grand Prix de Hongrie, après l'abandon de Massa, réalise sa première pole position à Silverstone et monte sur le podium à trois reprises. McLaren termine à la seconde place du championnat.
En 2009, McLaren réalise un début de saison désastreux, avec une MP4-24 peu performante, elle n'inscrit ainsi que quatorze points en neuf courses et est provisoirement sixième. Elle relève peu à peu la tête avec deux victoires (à Budapest et Singapour), quatre pole positions (Europe, Italie, Singapour et Abou Dabi) et plusieurs podiums pour Hamilton en fin de saison, et une troisième place finale au championnat du monde, devant Ferrari.

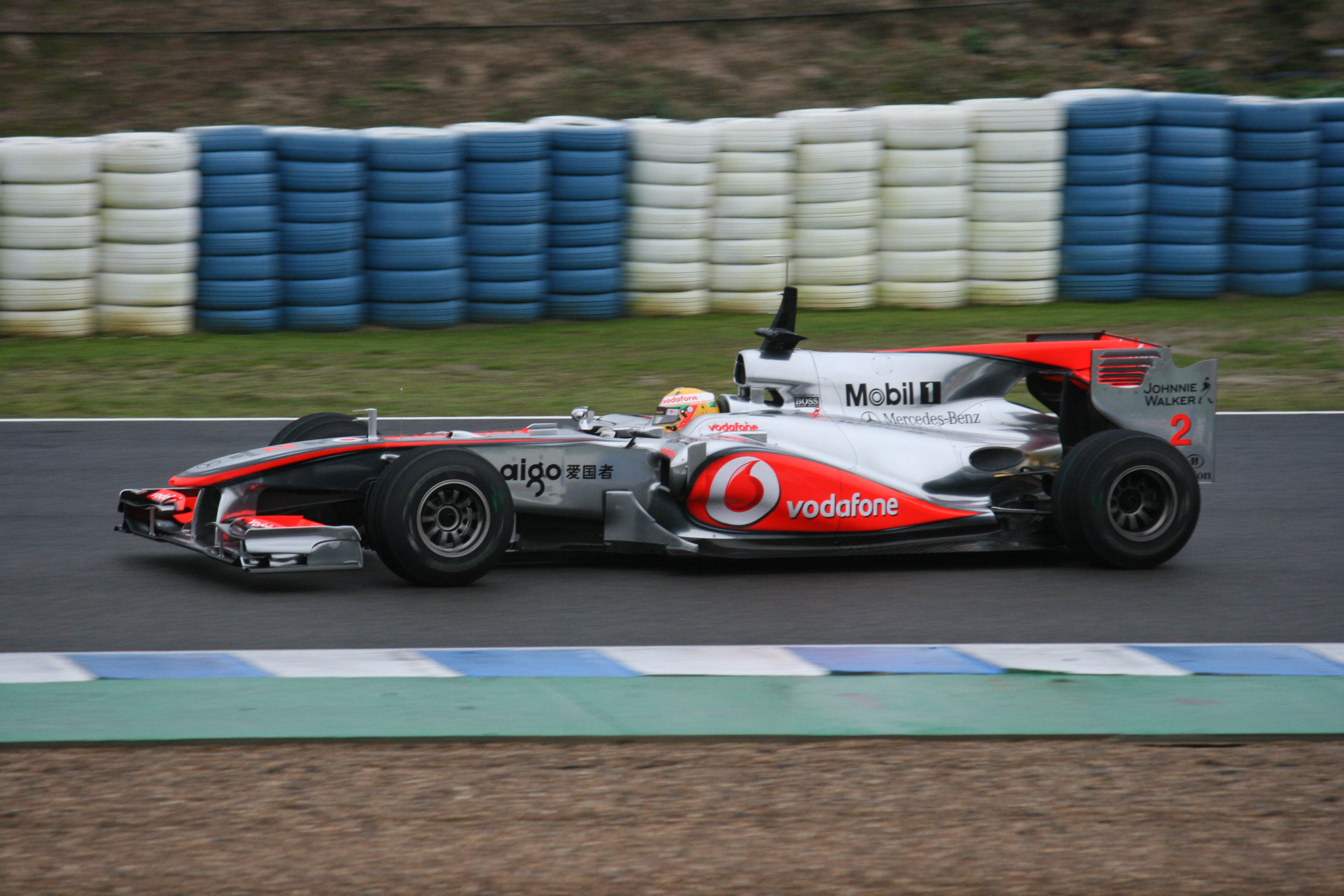
Lewis Hamilton teste la McLaren MP4-25 à Jerez

Le 16 novembre 2009, Mercedes-Benz annonce le rachat de 75,1 % de l'écurie Brawn GP Formula One Team qui devient l'écurie officielle du constructeur sous le nom de Mercedes Grand Prix. Le contrat moteur avec McLaren est toutefois prolongé jusqu'en 2015 mais l'équipe britannique doit racheter sous deux ans les 40 % du capital encore détenus par Mercedes et se passer de tout ou partie de l'aide financière du constructeur allemand. Pour épauler Lewis Hamilton, Jenson Button, champion du monde en titre, signe un contrat de trois ans et remplace Heikki Kovalainen. Le champion du monde réalise un excellent début de saison, avec deux victoires sous la pluie en Australie et en Chine, puis Hamilton prend le relais en Turquie, au Canada et en Belgique. Il est alors en lutte pour le titre, mais divers problèmes dans la dernière ligne droite le relèguent en quatrième position devant Button. McLaren termine à la seconde place du championnat tandis qu'Hamilton termine quatrième et Button cinquième.
Le duo rempile en 2011 et est le principal concurrent de Red Bull Racing, remportant six des sept épreuves non remportées par une Red Bull cette année-là. Button termine second avec trois victoires (Canada, Hongrie, Japon) et Hamilton cinquième avec trois victoires également (Chine, Allemagne, Abou Dabi). Pour la deuxième année consécutive, McLaren termine second du championnat des constructeurs.
En 2012, Jenson Button gagne la manche inaugurale en Australie. La MP4-27 n'est pourtant ni constante, ni fiable et les pilotes abandonnent assez régulièrement pour des causes techniques. À la mi-saison, Hamilton remporte le Grand Prix de Hongrie et le Grand Prix d'Italie et Button le Grand Prix de Belgique. Lors de ce Grand Prix, des tensions entre les deux pilotes apparaissent quand Hamilton critique le fait qu'on ne lui ait pas mis à disposition un nouvel aileron plus performant, ce qui le relègue à une seconde de Button en qualifications. Le 28 septembre, Hamilton annonce son départ pour Mercedes Grand Prix. En fin de saison, Hamilton gagne le Grand Prix des États-Unis et Button remporte la dernière course, au Brésil. Ferrari, avec une voiture plus fiable, prend néanmoins la deuxième place du championnat des constructeurs.

### 2013-2014: dernières années avec Mercedes-Benz

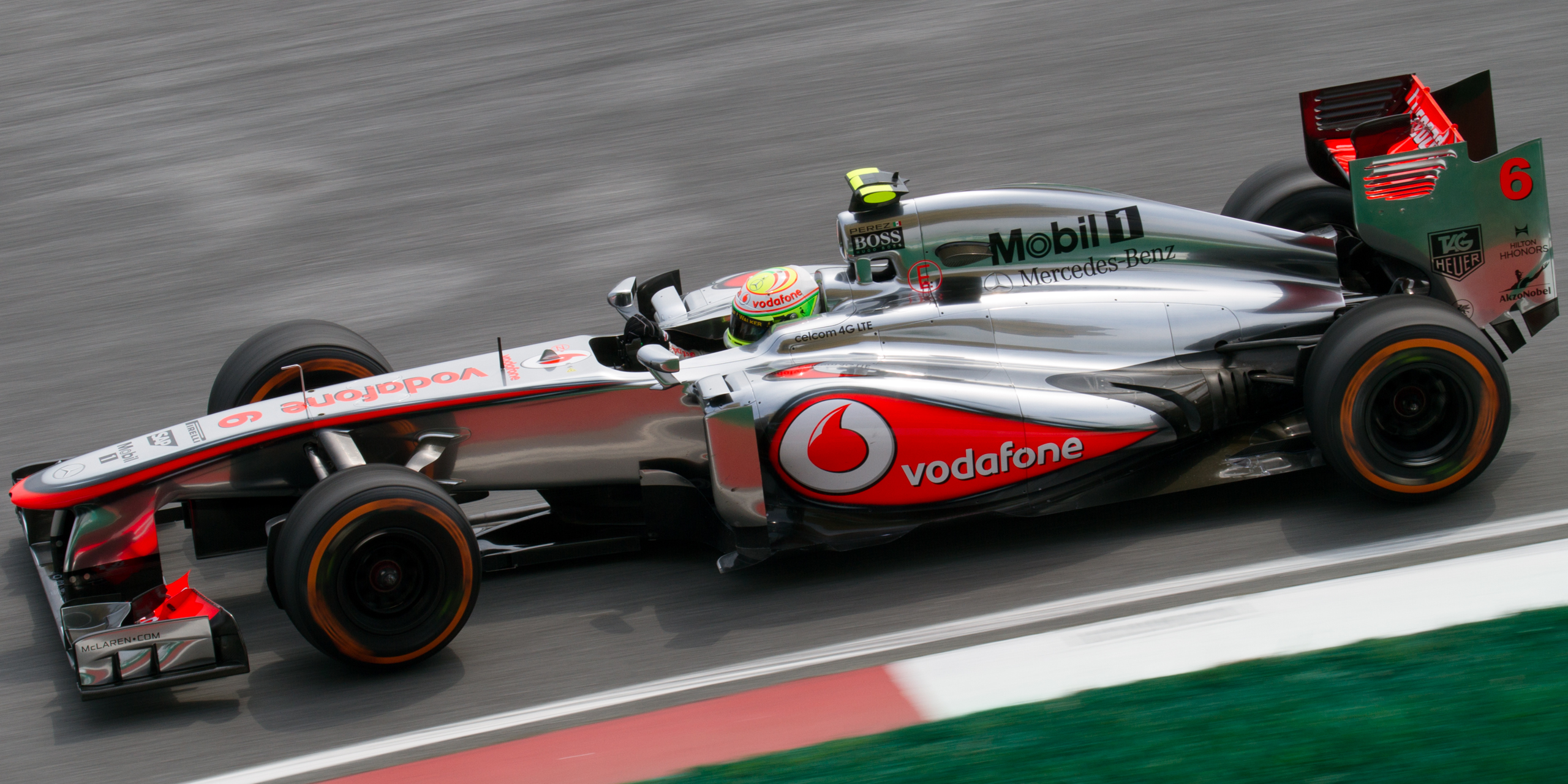
Sergio Pérez au Grand Prix de Malaisie 2013.

En 2013, pour remplacer Lewis Hamilton, McLaren promeut Sergio Pérez, auteur de trois podiums chez Sauber en 2012. Contrairement aux autres écuries, McLaren décide de partir d'une feuille blanche pour concevoir sa McLaren MP4-28 alors que la réglementation technique n'a pas beaucoup évoluée durant l'intersaison. Martin Whitmarsh est inquiet du rythme de sa McLaren envisage même un temps de revenir à la voiture de la saison précédente mise aux normes 2013,.
Dès le Grand Prix d'Australie, McLaren est dominé par les Red Bull Racing, Ferrari, Mercedes et même les Lotus. Jenson Button et Sergio Pérez se qualifient dixième et quinzième et terminent neuvième et onzième. En Malaisie, les voitures sont en Q3 mais seul Pérez inscrit les points de la neuvième place ; McLaren est repoussée au septième rang avec quatre points. Les choses s'améliorent avec la cinquième place de Button en Chine et la sixième de Pérez à Bahreïn où les coéquipiers se livrent à une lutte sans merci et le Mexicain touche la roue arrière de Button. Si Button se classe sixième à Monaco, faisant remonter l'équipe au contact de Force India, les deux courses suivantes se soldent par des scores vierges ; la série record de 64 Grands Prix consécutifs dans les points pour McLaren depuis le Grand Prix de Bahreïn 2010 est stoppée au Canada. À Silverstone, Pérez est une des victimes des nombreuses explosions de pneus ayant émaillé l'épreuve. Après huit Grands Prix, McLaren occupe le sixième rang du championnat avec 37 points et a 22 points de retard sur Force India. À partir du Grand Prix d'Allemagne, elle place à plusieurs reprises ses voitures dans les points, notamment au Brésil où Button, quatrième, réalise le meilleur résultat de la saison, Pérez finissant sixième. McLaren termine la saison 2013 à la cinquième place avec 122 points, son plus mauvais classement depuis 2004. Il s'agit de sa première saison sans victoire depuis 2006, sa première saison sans pole position depuis 2002 et sa première saison sans podium depuis 1980.
Deux annonces importantes sont faites au cours de l'année. Le 14 mars, le commanditaire principal Vodafone, présent depuis 2007, ne reconduit pas son contrat à l'issue de la saison. Le 16 mai, Honda annonce un partenariat avec l'équipe en 2015.

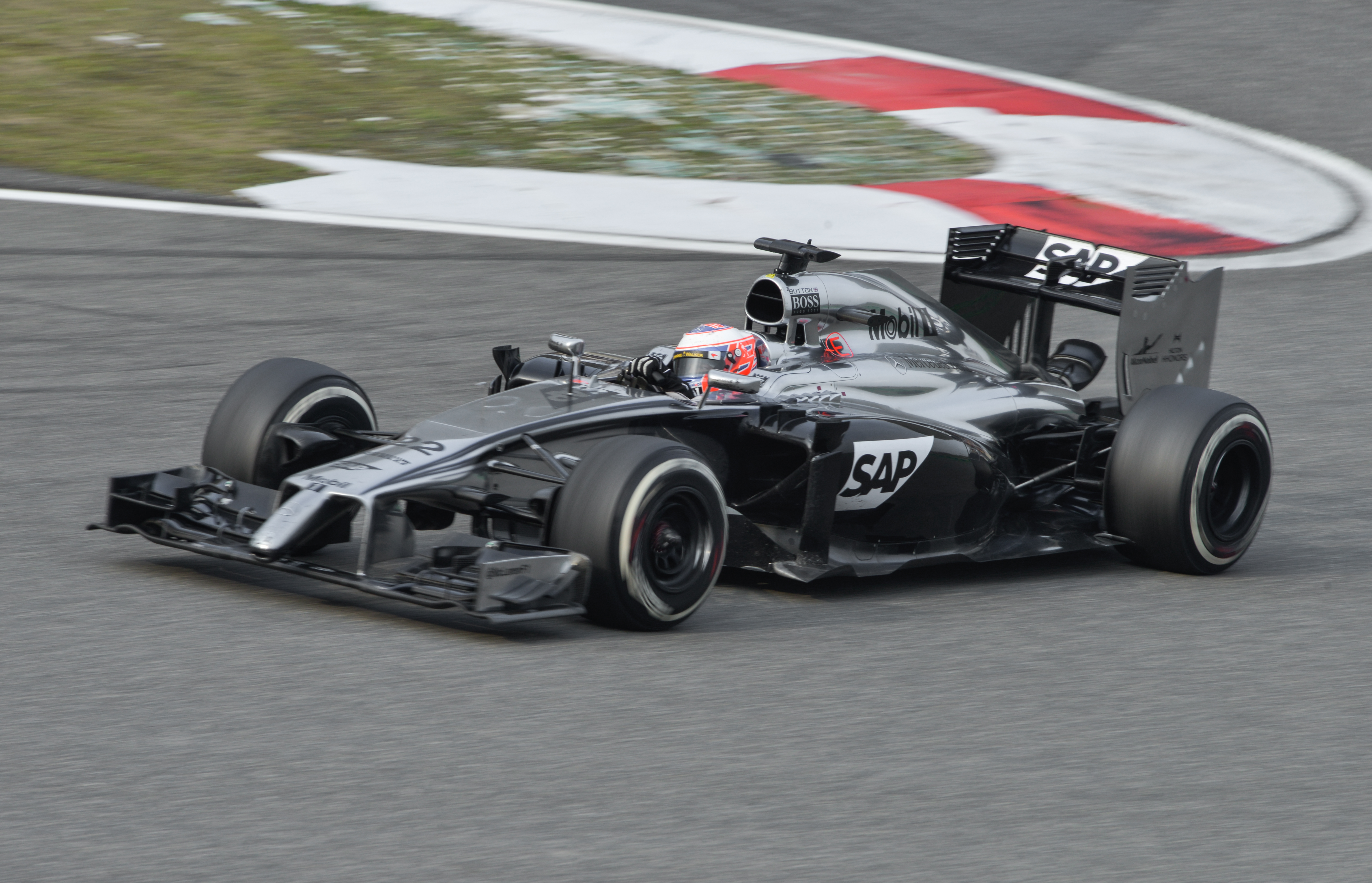
Jenson Button au Grand Prix de Chine 2014.

Après une saison décevante, Sergio Pérez est remplacé par le novice Kevin Magnussen. Peter Prodromou, adjoint d'Adrian Newey chez Red Bull Racing, est recruté en vue de la saison 2015 et du retour de Honda. Le 29 janvier, Éric Boullier, en provenance de Lotus F1 Team, devient directeur de la compétition. L'écurie reste sans partenaire commercial principal. Lors des quatre premières courses, McLaren signe des accords ponctuels avec ses partenaires techniques. Mobil 1, Esso, Gulf Air et SAP se succèdent ainsi sur les pontons de la McLaren MP4-29. En Australie, Kevin Magnussen obtient son premier podium en Formule 1 en se classant deuxième, juste devant son coéquipier Jenson Button ; ce podium, le premier depuis le Grand Prix du Brésil 2012, permet à l'équipe de pointer en tête du championnat du monde pour la première fois depuis le Grand Prix de Chine 2012.
La MP4-29 manque toutefois de performances et de fiabilité et l'équipe commet plusieurs erreurs stratégiques. Si Button et Magnussen terminent sixième et neuvième en Malaisie, les trois Grands Prix suivants ne voient aucune McLaren inscrire de points, repoussant l'écurie britannique à la sixième place après le Grand Prix d'Espagne. Les pilotes marquent ensuite lors de toutes les autres manches de la saison, avec notamment une sixième place de Jenson Button à Monaco, une quatrième au Canada et en Grande-Bretagne. Après la onzième manche de la saison, le Grand Prix de Hongrie, McLaren est sixième du classement des constructeurs avec 97 points, la dernière des quatre équipes motorisées par Mercedes.
McLaren remonte à la cinquième position et, en fin de saison, occupe régulièrement les cinq premières places. Jenson Button s'y classe quatre fois sur les cinq derniers Grands Prix et Kevin Magnussen est cinquième en Russie. Elle conclut sa vingtième et dernière saison avec Mercedes à la cinquième place avec 181 points.

### 2015-2017: retour de Honda en tant que motoriste et trois saisons difficiles

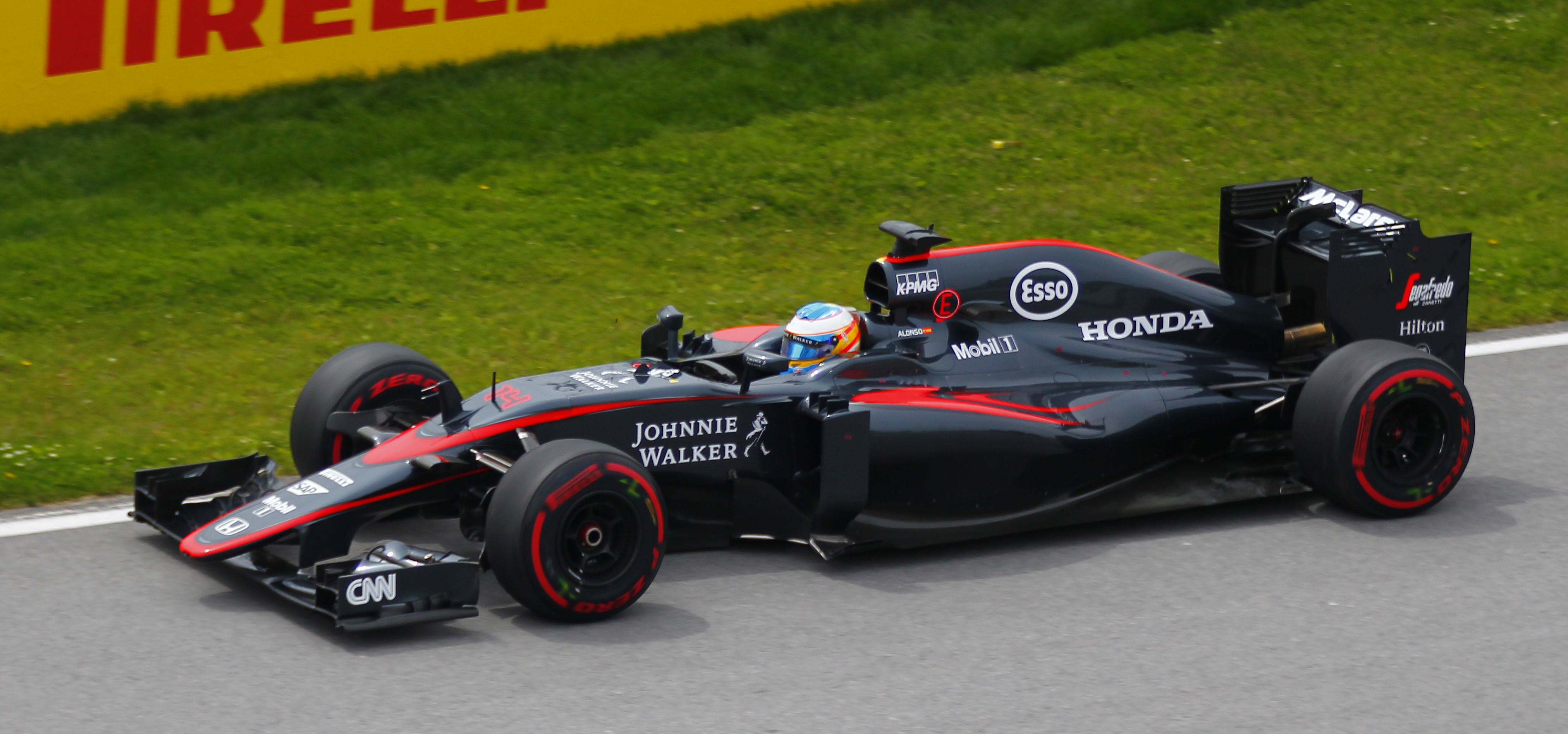
Fernando Alonso au Grand Prix du Canada 2015

En 2015, Jenson Button reste dans l'équipe et Fernando Alonso fait son retour après son départ à l'issue de la saison 2007. Le duo de champions du monde pilote une McLaren MP4-30 motorisée par un bloc V6 Honda qui manque nettement de performance et de fiabilité.
Fernando Alonso, victime d'une violente sortie de piste lors des tests hivernaux à Barcelone déclare forfait au Grand Prix d'Australie et est remplacé par Kevin Magnussen qui se qualifie en dernière ligne, aux côtés de son coéquipier qui concède plus de cinq secondes sur la pole position de Lewis Hamilton. Magnussen ne prend pas le départ à cause d'un problème moteur et Button termine onzième et dernier à deux tours du vainqueur Lewis Hamilton. Durant la première moitié de saison, les McLaren, en fond de grille, ne devancent régulièrement que la modeste écurie Manor Marussia. En Malaisie, Alonso et Button se qualifient en neuvième ligne et abandonnent tous deux. Les deux monoplaces terminent la course en Chine. À Bahreïn, seul Fernando Alonso prend le départ car Jenson Button connaît un problème d'électricité dans le tour de formation ; il termine à la porte des points.
À partir du Grand Prix d'Espagne, McLaren progresse en qualifications et devance les Sauber mais, après cinq Grands Prix, n'a pas inscrit le moindre point. À Monaco, alors qu'Alonso abandonne, Button inscrit les premiers points de son équipe en terminant huitième. Les Grands Prix du Canada et d'Autriche se soldent par un nouveau double abandon. En Grande-Bretagne, Fernando Alonso profite de la pluie pour marquer son premier point en terminant dixième. Au Grand Prix de Hongrie, marqué par de nombreux incidents de course, Alonso termine cinquième et Button neuvième, réalisant sa meilleure performance de la saison ; c'est la seule fois de l'année où les deux voitures terminent dans les points. Malgré cette progression, McLaren ne marque que dix points supplémentaires sur le reste de la saison (avec Jenson Button neuvième en Russie et sixième aux États-Unis). Sans la moindre victoire, la moindre pole position, le moindre podium, le moindre meilleur tour, le moindre tour en tête, et avec 27 points, McLaren Racing obtient son pire résultat depuis 1980 en se classant neuvième du classement des constructeurs. Button (seizième) et Alonso (dix-septième) réalisent leurs pires résultats depuis 2008 et 2001.

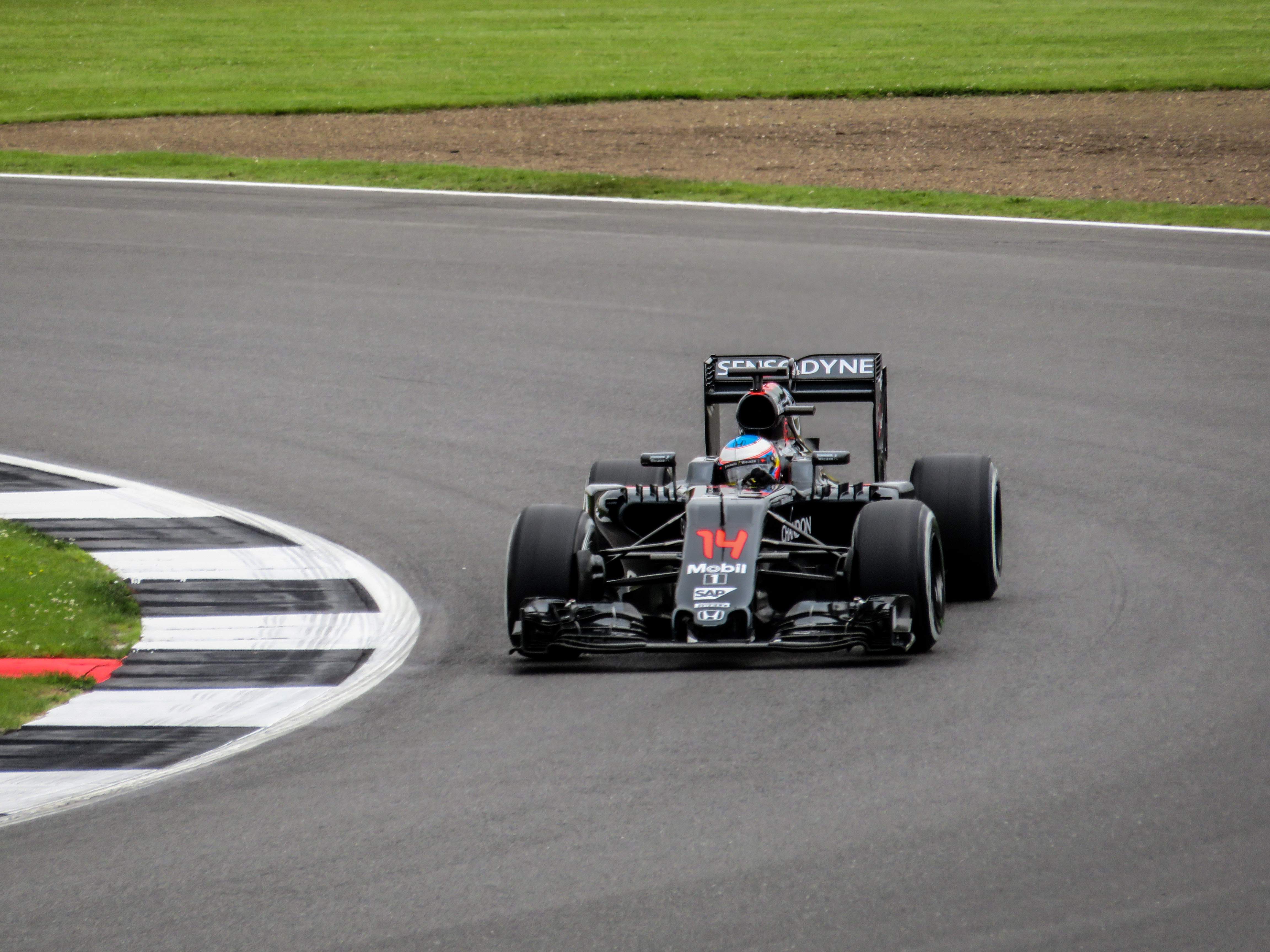
Fernando Alonso au Grand Prix de Grande-Bretagne 2016

Pour l'ouverture de la saison 2016, en Australie, les deux voitures sont en sixième ligne ; Jenson Button termine quatorzième tandis que Fernando Alonso est victime d'un spectaculaire accident consécutif à un accrochage avec Esteban Gutiérrez : la MP4-31 part en tonneaux et atterrit sur le toit. Il déclare forfait pour le Grand Prix de Bahreïn et est remplacé par Stoffel Vandoorne qui inscrit le premier point de l'équipe tandis que Button abandonne sur casse moteur. En Chine, aucun pilote ne marque de point.
Alonso se classe sixième en Russie et cinquième à Monaco et Button s'élance depuis la troisième place et à termine sixième en Autriche. Les McLaren se retrouvent souvent dans aux alentours de la septième place, avec l'un ou l'autre de ses pilotes. En Italie, Alonso réalise le premier meilleur tour de McLaren depuis le Grand Prix de Malaisie 2013, le premier d'un moteur Honda depuis le Grand Prix du Portugal 1992. Fernando Alonso se classe dixième et Jenson Button quinzième du championnat tandis qu'avec 76 points récoltés, mais toujours sans podium, grâce à un moteur Honda plus fiable quoi que toujours en net déficit de puissance par rapport à ses concurrents, McLaren remonte à la sixième place.

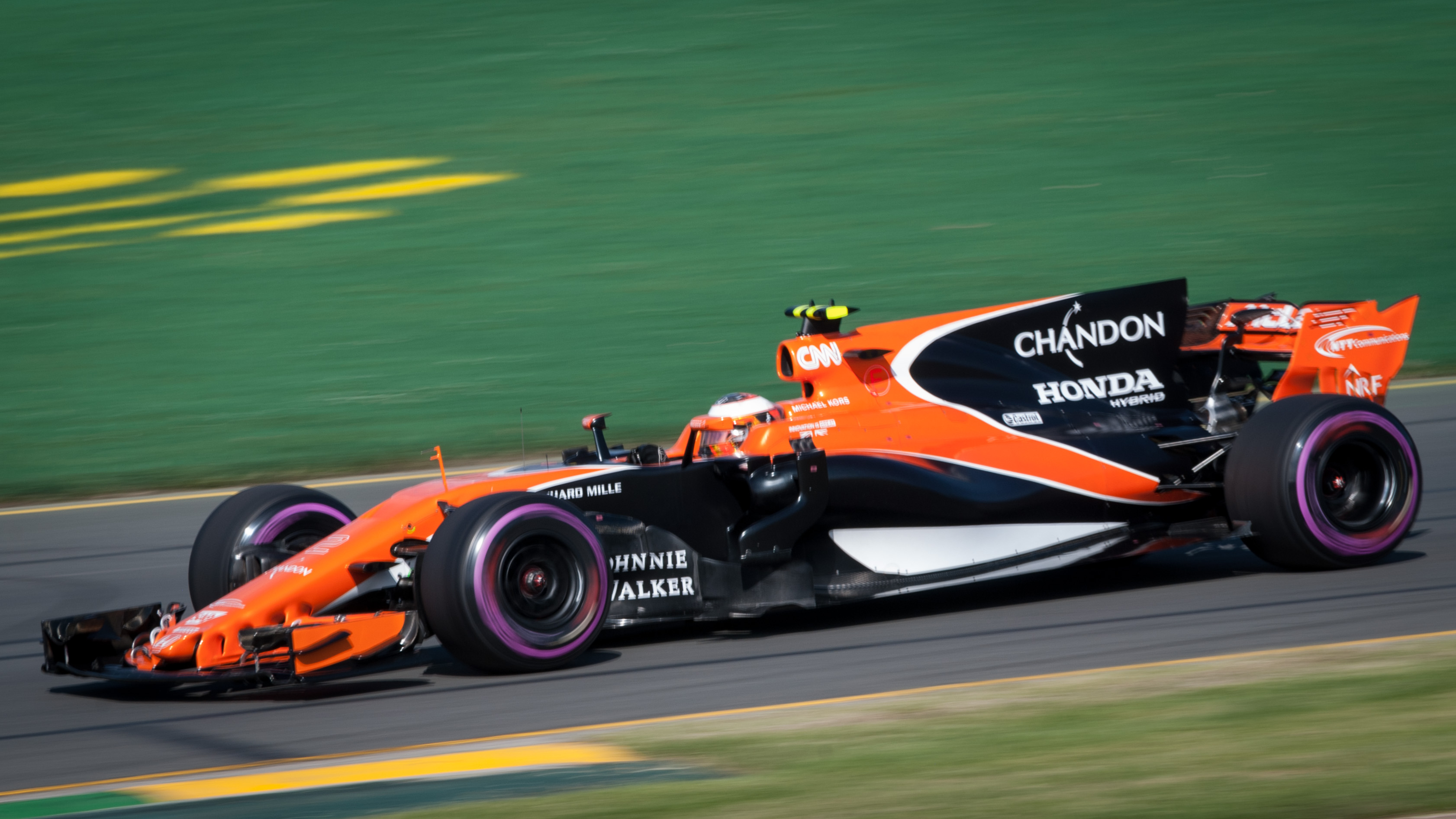
Stoffel Vandoorne au Grand Prix d'Australie 2017

En 2017, le Belge Stoffel Vandoorne devient titulaire et prend la place de Button, parti à la retraite. McLaren ne marque aucun point dans les sept premiers Grand Prix, son pire début de saison. Lors des quatre premiers Grands Prix, seul Vandoorne reçoit le drapeau à damier, à deux reprises, en raison des nombreuses défaillances du moteur japonais. Certaines casses moteurs contraignent même le Belge à ne pas prendre le départ à Bahreïn et Alonso à Sotchi. En Azerbaïdjan, McLaren inscrit ses premiers points grâce à la neuvième place d'Alonso. Le Grand Prix de Hongrie voit la meilleure performance de la saison pour les McLaren, Alonso terminant sixième et réalisant le meilleur tour quand Vandoorne termine neuvième. Lors de la reprise, à Spa-Francorchamps, tout comme à Monza, Alonso et Vandoorne, en proie à des soucis mécaniques, peinent à décoller du milieu du peloton. Les McLaren-Honda accumulent les pénalités mécaniques et s'élancent souvent du fond de grille, tant sont nécessaires des changements d'éléments du groupe propulseur japonais, si ce n'est le moteur dans son entier. L'écurie termine le championnat 2017 à la neuvième et avant-dernière place du classement constructeurs, avec 30 points, dont 17 marqués par Alonso, au mieux sixième en Hongrie, alors que Vandoorne compte deux septièmes places, à Singapour et à Sepang.

### 2018-2020: nouveau partenariat avec Renault

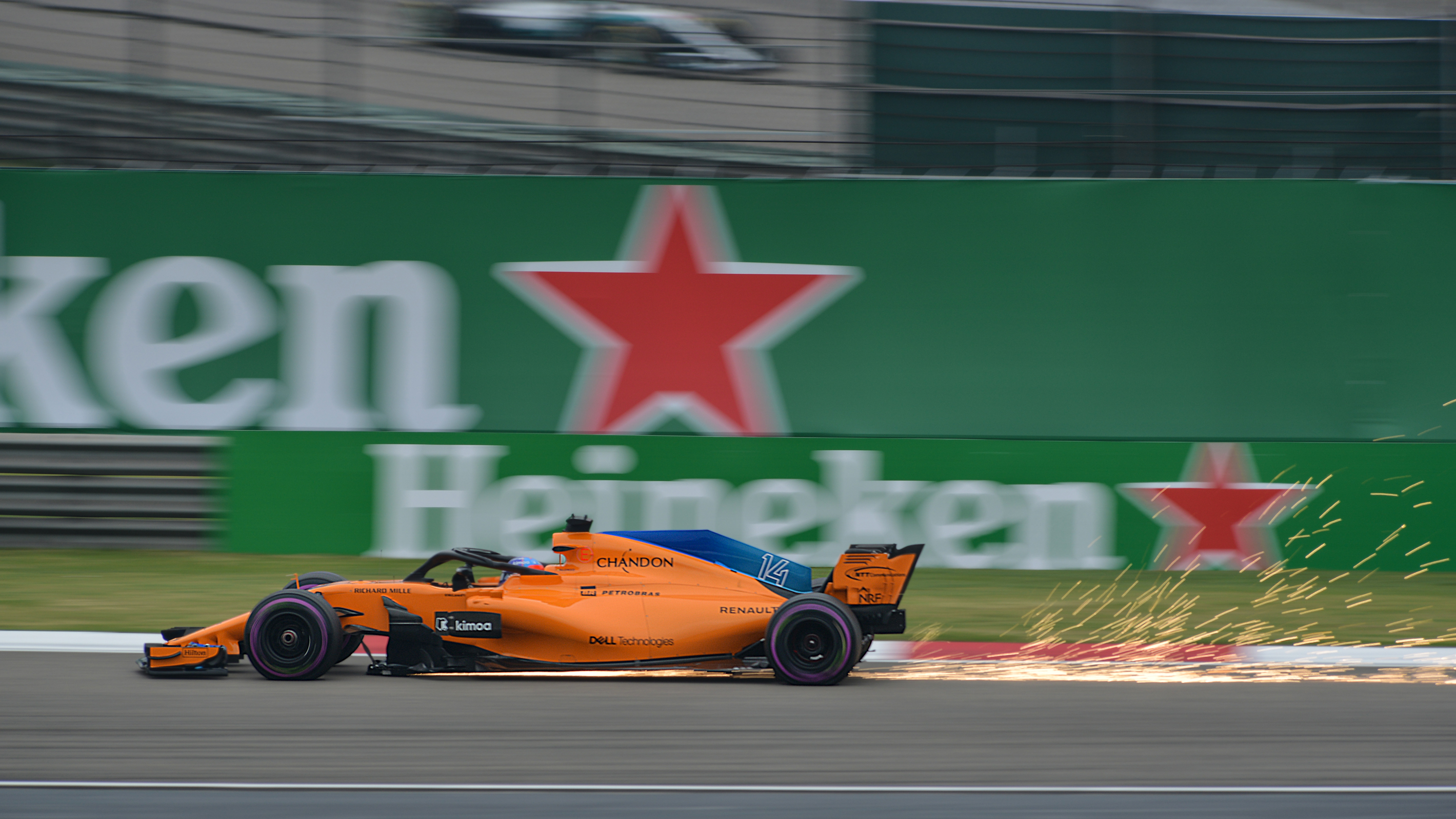
Fernando Alonso avec la McLaren MCL33 lors des essais libres 3 du Grand Prix de Chine 2018.

Le 15 septembre 2017, l'écurie annonce la fin de son partenariat avec Honda à l'issue de la saison et la signature d'un contrat avec Renault jusqu'en 2020. 2018 commence bien pour l'écurie, Fernando Alonso terminant dans les points lors des cinq premières courses. Après deux abandons, à Monaco et au Canada (boîte de vitesses puis échappement) l'Espagnol obtient trois huitièmes places en cinq courses. Stoffel Vandoorne marque quelques points en première partie de saison mais est largement dominé par son coéquipier.
En août, Fernando Alonso annonce qu'il se retire de la discipline à l'issue de la saison. Le 16 août, McLaren annonce son remplacement par son compatriote Carlos Sainz Jr. pour 2019,. Début septembre, l'écurie annonce la titularisation de Lando Norris pour remplacer Stoffel Vandoorne, qui n'aura fait que deux saisons dans la catégorie-reine,
À la reprise, l'Espagnol abandonne deux fois (carambolage au départ et problème d'électricité) et Vandoorne ne marque aucun point. À Singapour, Alonso termine septième et Vandoorne douzième. En Russie et au Japon, les pilotes terminent hors des points. Alonso abandonne aux États-Unis et au Mexique (accrochage puis surchauffe) ; Vandoorne se classe huitième au Mexique. Les pilotes ne marquant plus lors des dernières courses de la saison, McLaren se classe sixième du championnat, avec 62 points.

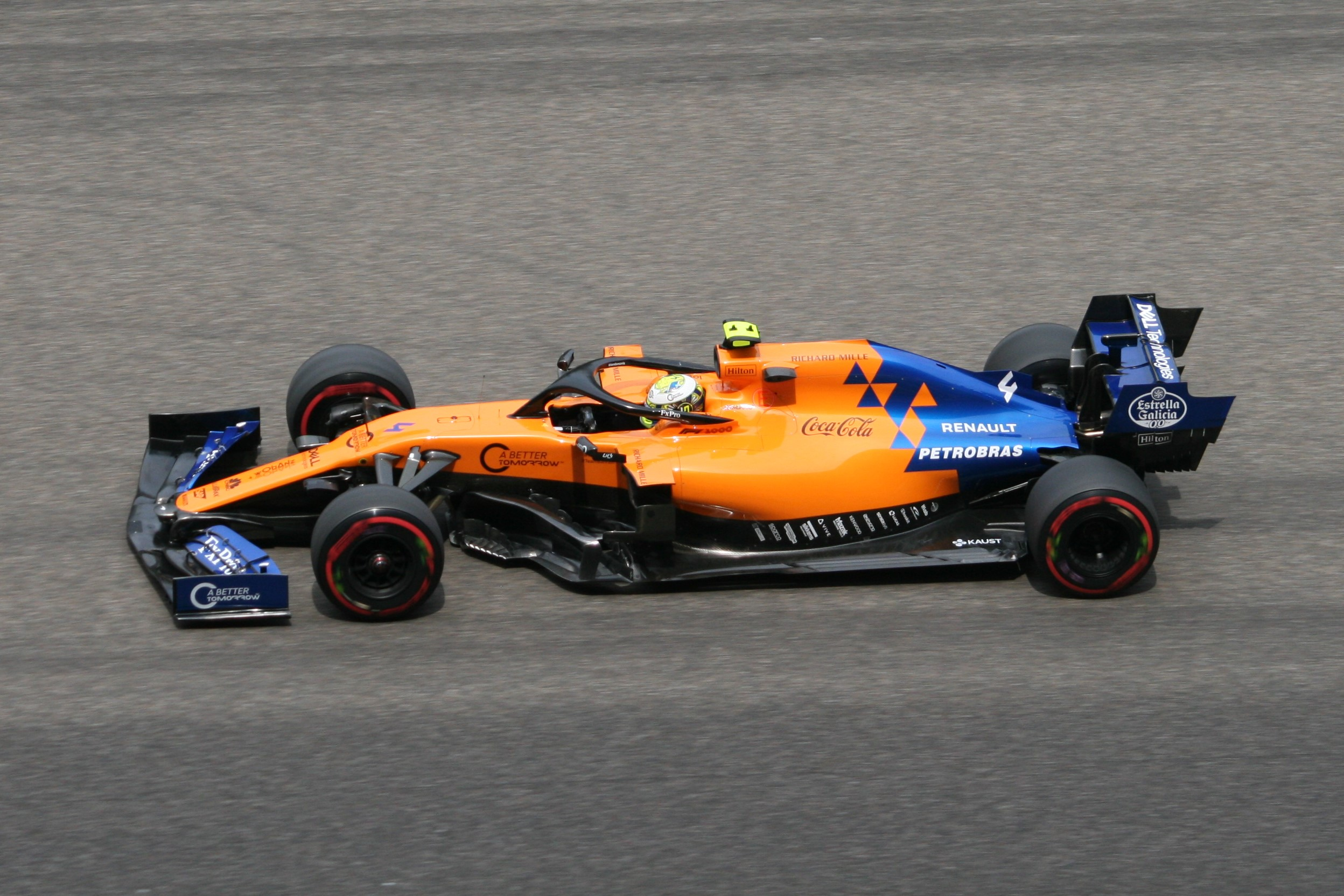
Lando Norris, avec la McLaren MCL34, au Grand Prix de Chine 2019.

Lors du Grand Prix inaugural de la saison 2019, à Melbourne, Carlos Sainz Jr. part dix-huitième et son coéquipier Lando Norris huitième ; Norris termine hors des points et Sainz abandonne sur casse moteur. À Bahreïn, le Britannique, sixième, marque ses premiers points tandis que Sainz abandonne sur un problème de boîte de vitesses. En Chine, Sainz et Norris se qualifient en fond de grille ; lors du premier tour, les deux ont un accrochage avec Daniil Kvyat : Norris abandonne et Sainz termine quatorzième. En Azerbaïdjan, ils terminent septième et huitième.
En Espagne, Norris et Sainz profitent d'une pénalité de Daniel Ricciardo pour partir dixième et douzième ; Sainz termine huitième et Norris abandonne après un accrochage avec Lance Stroll. À Monaco, partis neuvième et douzième, ils terminent sixième et onzième. Au Canada, le pilote espagnol est pénalisé de trois places pour avoir gêné Alexander Albon lors la deuxième partie des qualifications et part onzième ; aucun pilote ne marque, Norris abandonnant sur bris de suspension et Sainz terminant onzième. En France et en Autriche, Sainz et Norris terminent sixième et neuvième puis huitième et sixième.
Le 9 juillet 2019, l'écurie britannique reconduit ses pilotes pour la saison 2020.
Pour son Grand Prix national, à Silverstone, les pilotes terminent sixième et onzième. En Allemagne, Sainz se qualifie septième mais Norris, pénalisé après le changement de trois éléments de son unité de puissance, part dix-neuvième et abandonne à cause d'une perte de puissance quand Sainz termine cinquième. En Hongrie, partis septième et huitième, les pilotes terminent cinquième et neuvième. En Belgique, ils abandonnent à cause d'une nouvelle perte de puissance. En Italie, Sainz abandonne à cause d'une roue mal fixée tandis que Norris marque le point de la dixième place. Sainz et Norris partis septième et neuvième à Singapour, terminent septième et douzième.
Le 28 septembre 2019, McLaren annonce un contrat de motorisation par Mercedes dès la saison 2021, jusqu'à la fin de la saison 2024.
En Russie, partis cinquième et septième, les pilotes terminent sixième et huitième. Au Japon, Sainz et Norris terminent en cinquième et onzième positions. Au Mexique, ils terminent hors des points, Norris abandonnant volontairement et Sainz terminant treizième. Aux États-Unis, Norris et Sainz terminent septième et huitième. Au Brésil, Norris se qualifie onzième tandis que Sainz est victime d'une perte de puissance ; Sainz, quatrième sous le drapeau à damier, obtient son premier podium grâce à la pénalisation de Lewis Hamilton ; c'est le 486e podium de McLaren après une absence de 5 ans et 8 mois. Norris, termine huitième. Pour la dernière course de la saison, à Abou Dabi, Norris et Sainz terminent huitième et dixième.
McLaren se classe quatrième du championnat des constructeurs avec 145 points, sa meilleure position depuis le début de l'ère hybride. Carlos Sainz Jr. termine sixième avec 96 points et un podium, et Lando Norris termine onzième avec 49 points.
Le retour en forme de l'écurie de Woking se confirme dès la course inaugurale de la saison 2020, en Autriche, Norris obtenant à bord de la McLaren MCL35M son premier podium et le premier meilleur tour en course de sa carrière. Les deux pilotes McLaren marquent chacun des points dans douze des dix-sept Grands Prix de la saison. Sainz signe le second podium de l'équipe lors du Grand Prix d'Italie en terminant deuxième, dans les échappements de Pierre Gasly. Lors de la dernière course de l'année à Abou Dabi McLaren conquiert la troisième place du championnat des constructeurs grâce aux 18 points marqués par Lando Norris et Carlos Sainz Jr.. Cette course marque la fin du partenariat entre McLaren et le motoriste de Viry-Châtillon.

### 2021-2024: retour vers les sommets

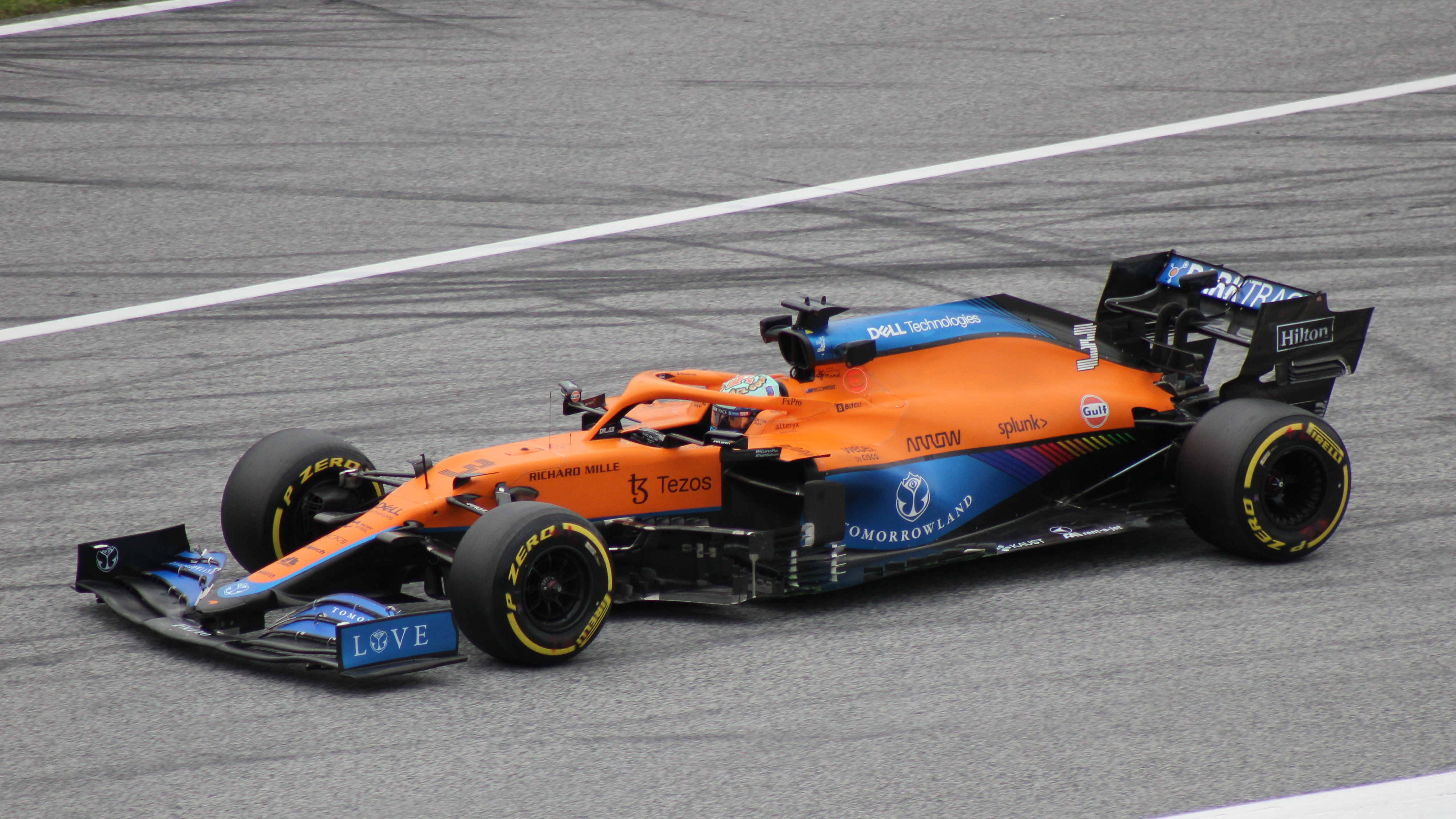
Daniel Ricciardo

Début 2021, pour se réserver le droit de posséder une des douze entrées en Formule E (comme en 2021 avec sa filiale McLaren Applied dont le contrat s'achève en 2022), McLaren signe une option d'engagement en Formule E à partir de 2022.

Pour 2021, McLaren troque son moteur Renault contre une unité de puissance Mercedes, son partenaire des saisons 1995 à 2014, alors que Daniel Ricciardo remplace Carlos Sainz (parti chez Ferrari), aux côtés de Norris,. Après trois troisièmes places de Lando Norris à Imola, Monaco et Spielberg, les voitures orange papaye obtiennent leur premier doublé depuis le Grand Prix du Canada 2010 et leur première victoire depuis celui du Brésil 2012 quand Daniel Ricciardo s'impose devant Lando Norris à Monza, le 12 septembre 2021,,. Quelques jours plus tard, le pilote britannique sécurise pour McLaren sa première pole position depuis neuf ans à l'occasion du Grand Prix de Russie. Mais après avoir mené 30 tours et signé le record du tour, il ne termine que septième, après avoir décidé de rester en piste avec des pneus slicks, alors qu’une averse s’abattait sur le tracé. Avec 275 points, 5 podiums et une victoire au compteur, McLaren termine quatrième du championnat du monde. 

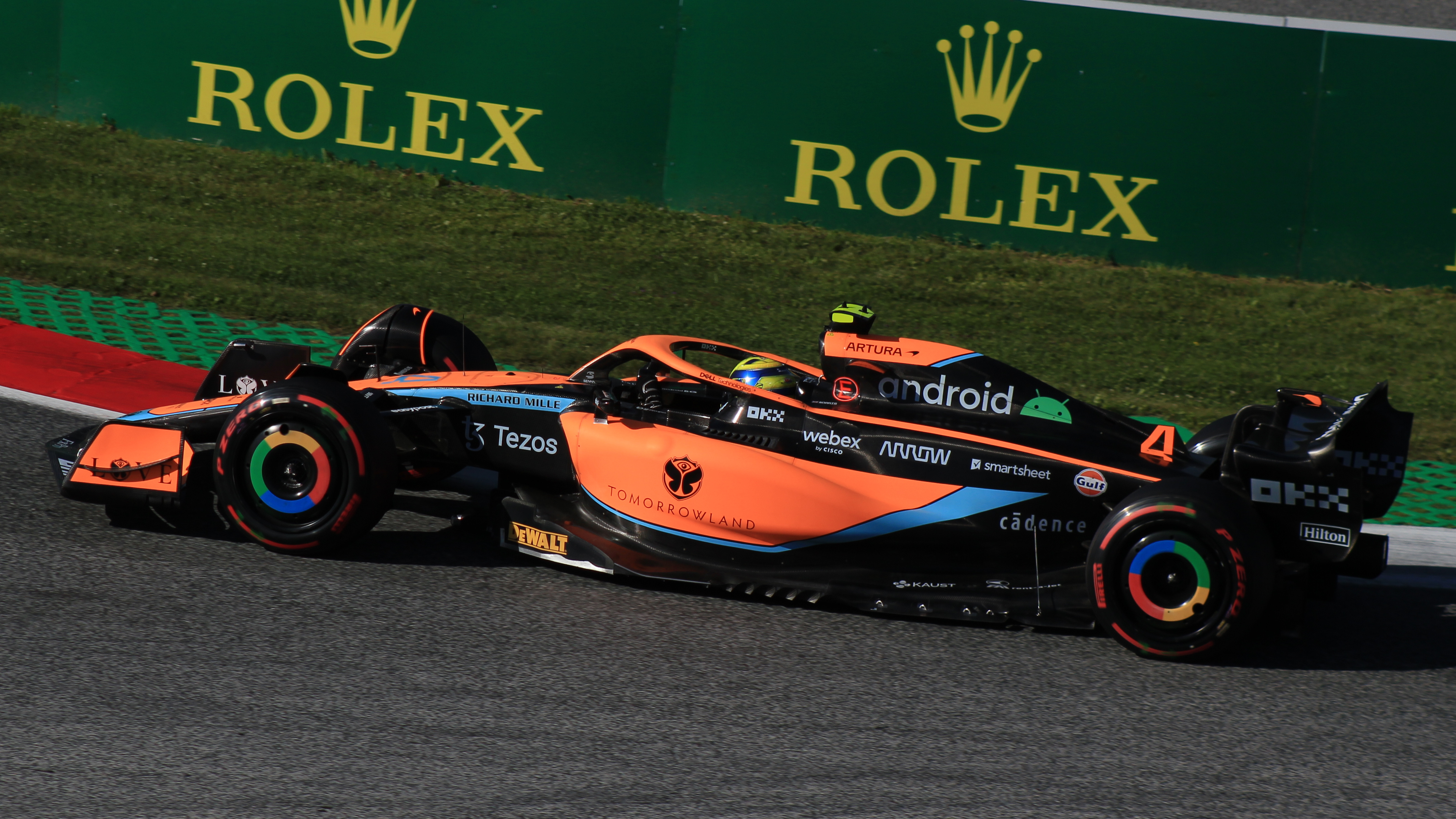
Lando Norris, lors du Grand Prix d'Autriche 2022, à bord de la McLaren MCL36.

 L'équipe se classe cinquième du championnat du monde 2022, avec 159 points. Daniel Ricciardo est remplacé par son compatriote Oscar Piastri pour l'année suivante.
McLaren débute mal sa saison 2023, la MCL60 évolue en deuxième moitié du peloton sur les huit premières courses. La situation s'améliore à partir de l'Autriche, l'équipe devient une candidate régulière pour le podium et finit le championnat à la quatrième place avec 302 points.
Après un début de saison 2024 en dessous des attentes, McLaren renoue avec la victoire grâce au premier succès de Lando Norris à Miami. Le Britannique remporte quatre victoires, se pose en principal concurrent de Max Verstappen dans la lutte pour le titre mondial et finit vice-champion. Oscar Piastri remporte également ses deux premiers succès. McLaren renoue avec le titre des constructeurs, après 26 ans de disette.

## Résultats en championnat du monde de Formule 1
Depuis ses débuts en 1966, McLaren a remporté le championnat du monde des constructeurs à neuf reprises et douze fois celui des pilotes, le plus récent en 2008, remporté par Lewis Hamilton et le titre constructeur le plus récent Championnat du monde de Formule 1 2024.
Par ailleurs, si Graham Hill est le seul pilote de l'histoire à avoir un jour remporté les trois grandes compétitions automobiles que sont les 500 Miles d'Indianapolis, les 24 Heures du Mans et le Grand Prix de Monaco, McLaren est la seule écurie à avoir réalisé ce triplé (bien de Mercedes-Benz, en tant que constructeur, y soit également parvenu).
- 3 victoires aux Indy 500 :
  - 1972 : Mark Donohue — McLaren Offenhauser M16C
  - 1974 : Johnny Rutherford — McLaren Offenhauser M16C/D
  - 1976 : Johnny Rutherford — McLaren Offenhauser M16E
- 1 victoire aux 24 Heures du Mans :
  - 1995 : JJ Lehto / Yannick Dalmas / Masanori Sekiya — McLaren F1 GTR

| Saison | Écurie                                       | Châssis                                           | Moteur                         | Pneus              | Pilotes                                                                         | Grands Prix disputés | Points inscrits | Classement |
| ------ | -------------------------------------------- | ------------------------------------------------- | ------------------------------ | ------------------ | ------------------------------------------------------------------------------- | -------------------- | --------------- | ---------- |
| 1966   | Bruce McLaren Motor Racing                   | McLaren M2B                                       | Ford V8 Serenissima V8         | Firestone          | Bruce McLaren                                                                   | 6                    | 2 1             | 9e 12e     |
| 1967   | Bruce McLaren Motor Racing                   | McLaren M4B McLaren M5A                           | BRM V8 BRM V12                 | Goodyear           | Bruce McLaren                                                                   | 6                    | 3               | 8e         |
| 1968   | Bruce McLaren Motor Racing                   | McLaren M5A McLaren M7A                           | BRM V12 Ford-Cosworth V8       | Goodyear           | Denny Hulme Bruce McLaren                                                       | 12                   | 3 49            | 10e 2e     |
| 1969   | Bruce McLaren Motor Racing                   | McLaren M7A McLaren M7C McLaren M9A               | Ford-Cosworth V8               | Goodyear Dunlop    | Denny Hulme Bruce McLaren Derek Bell                                            | 11                   | 38              | 4e         |
| 1970   | Bruce McLaren Motor Racing                   | McLaren M7C McLaren M7D McLaren M14A McLaren M14D | Ford-Cosworth V8 Alfa Romeo V8 | Goodyear Firestone | Denny Hulme Bruce McLaren Andrea De Adamich Peter Gethin Dan Gurney Nanni Galli | 13                   | 34 0            | 4e 9e      |
| 1971   | Bruce McLaren Motor Racing                   | McLaren M7C McLaren M14A McLaren M19A             | Ford-Cosworth V8               | Goodyear           | Denny Hulme Peter Gethin Jackie Oliver                                          | 11                   | 10              | 6e         |
| 1972   | Yardley Team McLaren                         | McLaren M19A McLaren M19C                         | Ford-Cosworth V8               | Goodyear           | Denny Hulme Peter Revson Brian Redman Jody Scheckter                            | 12                   | 47              | 3e         |
| 1973   | Yardley Team McLaren                         | McLaren M19A McLaren M19C McLaren M23             | Ford-Cosworth V8               | Goodyear           | Jody Scheckter Denny Hulme Peter Revson Jacky Ickx                              | 15                   | 58              | 3e         |
| 1974   | Marlboro Team Texaco Yardley Team McLaren    | McLaren M23                                       | Ford-Cosworth V8               | Goodyear           | Emerson Fittipaldi Denny Hulme Mike Hailwood David Hobbs Jochen Mass            | 15                   | 73              | Champion   |
| 1975   | Marlboro Team Texaco                         | McLaren M23                                       | Ford-Cosworth V8               | Goodyear           | Emerson Fittipaldi Jochen Mass                                                  | 14                   | 63              | 3e         |
| 1976   | Marlboro Team McLaren                        | McLaren M23                                       | Ford-Cosworth V8               | Goodyear           | James Hunt Jochen Mass                                                          | 16                   | 75              | 2e         |
| 1977   | Marlboro Team McLaren                        | McLaren M23 McLaren M26                           | Ford-Cosworth V8               | Goodyear           | James Hunt Jochen Mass Bruno Giacomelli Gilles Villeneuve                       | 17                   | 60              | 3e         |
| 1978   | Marlboro Team McLaren Löwenbräu Team McLaren | McLaren M23 McLaren M26                           | Ford-Cosworth V8               | Goodyear           | James Hunt Patrick Tambay Bruno Giacomelli                                      | 16                   | 15              | 8e         |
| 1979   | Marlboro Team McLaren Löwenbräu Team McLaren | McLaren M26 McLaren M28 McLaren M29               | Ford-Cosworth V8               | Goodyear           | John Watson Patrick Tambay                                                      | 15                   | 15              | 7e         |
| 1980   | Marlboro Team McLaren                        | McLaren M29 McLaren M30                           | Ford-Cosworth V8               | Goodyear           | John Watson Alain Prost Stephen South                                           | 14                   | 11              | 9e         |
| 1981   | Marlboro McLaren International               | McLaren M29F McLaren MP4/1                        | Ford-Cosworth V8               | Michelin           | John Watson Andrea De Cesaris                                                   | 15                   | 28              | 6e         |
| 1982   | Marlboro McLaren International               | McLaren MP4/1 McLaren MP4/1B                      | Ford-Cosworth V8               | Michelin           | John Watson Niki Lauda                                                          | 15                   | 69              | 2e         |
| 1983   | Marlboro McLaren International               | McLaren MP4/1C McLaren MP4/1E                     | Ford-Cosworth V8 TAG V6 turbo  | Michelin           | John Watson Niki Lauda                                                          | 15                   | 34 0            | 5e 18e     |
| 1984   | Marlboro McLaren International               | McLaren MP4/2                                     | TAG V6 turbo                   | Michelin           | Alain Prost Niki Lauda                                                          | 16                   | 143,5           | Champion   |
| 1985   | Marlboro McLaren International               | McLaren MP4/2B                                    | TAG V6 turbo                   | Goodyear           | Niki Lauda John Watson Alain Prost                                              | 16                   | 90              | Champion   |
| 1986   | Marlboro McLaren International               | McLaren MP4/2C                                    | TAG V6 turbo                   | Goodyear           | Alain Prost Keke Rosberg                                                        | 16                   | 96              | 2e         |
| 1987   | Marlboro McLaren International               | McLaren MP4/3                                     | TAG V6 turbo                   | Goodyear           | Alain Prost Stefan Johansson                                                    | 16                   | 76              | 2e         |
| 1988   | Honda Marlboro McLaren                       | McLaren MP4/4                                     | Honda V6 turbo                 | Goodyear           | Alain Prost Ayrton Senna                                                        | 16                   | 199             | Champion   |
| 1989   | Honda Marlboro McLaren                       | McLaren MP4/5                                     | Honda V10                      | Goodyear           | Ayrton Senna Alain Prost                                                        | 16                   | 141             | Champion   |
| 1990   | Honda Marlboro McLaren                       | McLaren MP4/5B                                    | Honda V10                      | Goodyear           | Ayrton Senna Gerhard Berger                                                     | 16                   | 121             | Champion   |
| 1991   | Honda Marlboro McLaren                       | McLaren MP4/6                                     | Honda V12                      | Goodyear           | Ayrton Senna Gerhard Berger                                                     | 16                   | 139             | Champion   |
| 1992   | Honda Marlboro McLaren                       | McLaren MP4/6B McLaren MP4/7A                     | Honda V12                      | Goodyear           | Ayrton Senna Gerhard Berger                                                     | 16                   | 99              | 2e         |
| 1993   | Marlboro McLaren                             | McLaren MP4/8                                     | Ford-Cosworth V8               | Goodyear           | Michael Andretti Mika Häkkinen Ayrton Senna                                     | 16                   | 84              | 2e         |
| 1994   | Marlboro McLaren Peugeot                     | McLaren MP4/9                                     | Peugeot V10                    | Goodyear           | Mika Häkkinen Philippe Alliot Martin Brundle                                    | 16                   | 42              | 4e         |
| 1995   | Marlboro McLaren Mercedes                    | McLaren MP4/10 McLaren MP4/10B McLaren MP4/10C    | Mercedes V10                   | Goodyear           | Mark Blundell Nigel Mansell Mika Häkkinen Jan Magnussen                         | 17                   | 30              | 4e         |
| 1996   | Marlboro McLaren Mercedes                    | McLaren MP4/11 McLaren MP4/11B                    | Mercedes V10                   | Goodyear           | Mika Häkkinen David Coulthard                                                   | 16                   | 49              | 4e         |
| 1997   | West McLaren Mercedes                        | McLaren MP4-12                                    | Mercedes V10                   | Goodyear           | Mika Häkkinen David Coulthard                                                   | 17                   | 63              | 4e         |
| 1998   | West McLaren Mercedes                        | McLaren MP4-13                                    | Mercedes V10                   | Bridgestone        | Mika Häkkinen David Coulthard                                                   | 16                   | 156             | Champion   |
| 1999   | West McLaren Mercedes                        | McLaren MP4-14                                    | Mercedes V10                   | Bridgestone        | Mika Häkkinen David Coulthard                                                   | 16                   | 124             | 2e         |
| 2000   | West McLaren Mercedes                        | McLaren MP4-15                                    | Mercedes V10                   | Bridgestone        | Mika Häkkinen David Coulthard                                                   | 17                   | 152             | 2e         |
| 2001   | West McLaren Mercedes                        | McLaren MP4-16                                    | Mercedes V10                   | Bridgestone        | Mika Häkkinen David Coulthard                                                   | 17                   | 102             | 2e         |
| 2002   | West McLaren Mercedes                        | McLaren MP4-17                                    | Mercedes V10                   | Michelin           | David Coulthard Kimi Räikkönen                                                  | 17                   | 65              | 3e         |
| 2003   | West McLaren Mercedes                        | McLaren MP4-17D                                   | Mercedes V10                   | Michelin           | David Coulthard Kimi Räikkönen                                                  | 16                   | 142             | 3e         |
| 2004   | West McLaren Mercedes                        | McLaren MP4-19 McLaren MP4-19B                    | Mercedes V10                   | Michelin           | David Coulthard Kimi Räikkönen                                                  | 18                   | 69              | 5e         |
| 2005   | Team McLaren Mercedes                        | McLaren MP4-20                                    | Mercedes V10                   | Michelin           | Kimi Räikkönen Juan Pablo Montoya Pedro de la Rosa Alexander Wurz               | 19                   | 182             | 2e         |
| 2006   | Team McLaren Mercedes                        | McLaren MP4-21                                    | Mercedes V8                    | Michelin           | Kimi Räikkönen Juan Pablo Montoya Pedro de la Rosa                              | 18                   | 110             | 3e         |
| 2007   | Vodafone McLaren Mercedes                    | McLaren MP4-22                                    | Mercedes V8                    | Bridgestone        | Fernando Alonso Lewis Hamilton                                                  | 17                   | 0 (218)         | Exclue     |
| 2008   | Vodafone McLaren Mercedes                    | McLaren MP4-23                                    | Mercedes V8                    | Bridgestone        | Lewis Hamilton Heikki Kovalainen                                                | 18                   | 151             | 2e         |
| 2009   | Vodafone McLaren Mercedes                    | McLaren MP4-24                                    | Mercedes V8                    | Bridgestone        | Lewis Hamilton Heikki Kovalainen                                                | 17                   | 71              | 3e         |
| 2010   | Vodafone McLaren Mercedes                    | McLaren MP4-25                                    | Mercedes V8                    | Bridgestone        | Jenson Button Lewis Hamilton                                                    | 19                   | 454             | 2e         |
| 2011   | Vodafone McLaren Mercedes                    | McLaren MP4-26                                    | Mercedes V8                    | Pirelli            | Jenson Button Lewis Hamilton                                                    | 19                   | 497             | 2e         |
| 2012   | Vodafone McLaren Mercedes                    | McLaren MP4-27                                    | Mercedes V8                    | Pirelli            | Jenson Button Lewis Hamilton                                                    | 20                   | 378             | 3e         |
| 2013   | Vodafone McLaren Mercedes                    | McLaren MP4-28                                    | Mercedes V8                    | Pirelli            | Jenson Button Sergio Pérez                                                      | 19                   | 122             | 5e         |
| 2014   | McLaren Mercedes                             | McLaren MP4-29                                    | Mercedes V6 turbo hybride      | Pirelli            | Jenson Button Kevin Magnussen                                                   | 19                   | 181             | 5e         |
| 2015   | McLaren Honda                                | McLaren MP4-30                                    | Honda V6 turbo hybride         | Pirelli            | Jenson Button Fernando Alonso Kevin Magnussen                                   | 19                   | 27              | 9e         |
| 2016   | McLaren-Honda Formula 1 Team                 | McLaren MP4-31                                    | Honda V6 turbo hybride         | Pirelli            | Jenson Button Fernando Alonso Stoffel Vandoorne                                 | 21                   | 76              | 6e         |
| 2017   | McLaren-Honda Formula 1 Team                 | McLaren MCL32                                     | Honda V6 turbo hybride         | Pirelli            | Fernando Alonso Stoffel Vandoorne Jenson Button                                 | 20                   | 30              | 9e         |
| 2018   | McLaren Formula 1 Team                       | McLaren MCL33                                     | Renault V6 turbo hybride       | Pirelli            | Fernando Alonso Stoffel Vandoorne                                               | 21                   | 62              | 6e         |
| 2019   | McLaren Formula 1 Team                       | McLaren MCL34                                     | Renault V6 turbo hybride       | Pirelli            | Carlos Sainz Jr. Lando Norris                                                   | 21                   | 145             | 4e         |
| 2020   | McLaren Formula 1 Team                       | McLaren MCL35                                     | Renault V6 turbo hybride       | Pirelli            | Carlos Sainz Jr. Lando Norris                                                   | 17                   | 202             | 3e         |
| 2021   | McLaren Formula 1 Team                       | McLaren MCL35M                                    | Mercedes V6 turbo hybride      | Pirelli            | Daniel Ricciardo Lando Norris                                                   | 22                   | 275             | 4e         |
| 2022   | McLaren Formula 1 Team                       | McLaren MCL36                                     | Mercedes V6 turbo hybride      | Pirelli            | Daniel Ricciardo Lando Norris                                                   | 22                   | 159             | 5e         |
| 2023   | McLaren Formula 1 Team                       | McLaren MCL60                                     | Mercedes V6 turbo hybride      | Pirelli            | Lando Norris Oscar Piastri                                                      | 22                   | 302             | 4e         |
| 2024   | McLaren Formula 1 Team                       | McLaren MCL38                                     | Mercedes V6 turbo hybride      | Pirelli            | Lando Norris Oscar Piastri                                                      | 24                   | 666             | Champion   |
| 2025   | McLaren Formula 1 Team                       | McLaren MCL39                                     | Mercedes V6 turbo hybride      | Pirelli            | Lando Norris Oscar Piastri                                                      | 14                   | 559             | 1er        |

| Saison | Écurie                                       | Châssis                                        | Moteur                                                                 | Pneumatiques | Pilotes            | Courses | Courses | Courses | Courses | Courses | Courses | Courses | Courses | Courses | Courses | Courses | Courses | Courses | Courses | Courses | Courses | Courses | Courses | Courses | Courses | Courses | Courses | Courses | Courses | Points inscrits | Classement |
| Saison | Écurie                                       | Châssis                                        | Moteur                                                                 | Pneumatiques | Pilotes            | 1       | 2       | 3       | 4       | 5       | 6       | 7       | 8       | 9       | 10      | 11      | 12      | 13      | 14      | 15      | 16      | 17      | 18      | 19      | 20      | 21      | 22      | 23      | 24      | Points inscrits | Classement |
| --- | -------------------------------------------- | ---------------------------------------------- | ---------------------------------------------------------------------- | ------------ | ------------------ | ------- | ------- | ------- | ------- | ------- | ------- | ------- | ------- | ------- | ------- | ------- | ------- | ------- | ------- | ------- | ------- | ------- | ------- | ------- | ------- | ------- | ------- | ------- | ------- | --------------- | ---------- |
| 1966 | Bruce McLaren Motor Racing                   | McLaren M2B                                    | Ford V8 406 3.0 Serenissima V8                                         | F            |                    | MON     | BEL     | FRA     | GBR     | P-B     | ALL     | ITA     | USA     | MEX     |         |         |         |         |         |         |         |         |         |         |         |         |         |         |         | 2 1             | 9e 11e     |
| 1966 | Bruce McLaren Motor Racing                   | McLaren M2B                                    | Ford V8 406 3.0 Serenissima V8                                         | F            | Bruce McLaren      | Abd.    | Np.     | Forf    | 6e      | Np.     |         |         | 5e      | Abd.    |         |         |         |         |         |         |         |         |         |         |         |         |         |         |         | 2 1             | 9e 11e     |
| 1967 | Bruce McLaren Motor Racing                   | McLaren M4B McLaren M5A                        | BRM V8 P56 BRM V12 P142                                                | G            |                    | AFS     | MON     | P-B     | BEL     | FRA     | GBR     | ALL     | CAN     | ITA     | USA     | MEX     |         |         |         |         |         |         |         |         |         |         |         |         |         | 3               | 8e         |
| 1967 | Bruce McLaren Motor Racing                   | McLaren M4B McLaren M5A                        | BRM V8 P56 BRM V12 P142                                                | G            | Bruce McLaren      |         | 4e      | Abd.    |         |         |         |         | 7e      | Abd.    | Abd.    | Abd.    |         |         |         |         |         |         |         |         |         |         |         |         |         | 3               | 8e         |
| 1968 | Bruce McLaren Motor Racing                   | McLaren M5A McLaren M7A                        | BRM V12 P142 Ford Cosworth V8 DFV                                      | G            |                    | AFS     | ESP     | MON     | BEL     | P-B     | FRA     | GBR     | ALL     | ITA     | CAN     | USA     | MEX     |         |         |         |         |         |         |         |         |         |         |         |         | 3 49            | 10e 2e     |
| 1968 | Bruce McLaren Motor Racing                   | McLaren M5A McLaren M7A                        | BRM V12 P142 Ford Cosworth V8 DFV                                      | G            | Denny Hulme        | 5e      | 2e      | 5e      | Abd.    | Abd.    | 5e      | 4e      | 7e      | 1er     | 1er     | Abd.    | Abd.    |         |         |         |         |         |         |         |         |         |         |         |         | 3 49            | 10e 2e     |
| 1968 | Bruce McLaren Motor Racing                   | McLaren M5A McLaren M7A                        | BRM V12 P142 Ford Cosworth V8 DFV                                      | G            | Bruce McLaren      |         | Abd.    | Abd.    | 1er     | Abd.    | 8e      | 7e      | 13e     | Abd.    | 2e      | 6e      | 2e      |         |         |         |         |         |         |         |         |         |         |         |         | 3 49            | 10e 2e     |
| 1969 | Bruce McLaren Motor Racing                   | McLaren M7A McLaren M7C McLaren M9A            | Ford Cosworth V8 DFV                                                   | G            |                    | AFS     | ESP     | MON     | P-B     | FRA     | GBR     | ALL     | ITA     | CAN     | USA     | MEX     |         |         |         |         |         |         |         |         |         |         |         |         |         | 38              | 4e         |
| 1969 | Bruce McLaren Motor Racing                   | McLaren M7A McLaren M7C McLaren M9A            | Ford Cosworth V8 DFV                                                   | G            | Denny Hulme        | 3e      | 4e      | 6e      | 4e      | 8e      | Abd.    | Abd.    | 7e      | Abd.    | Abd.    | 1er     |         |         |         |         |         |         |         |         |         |         |         |         |         | 38              | 4e         |
| 1969 | Bruce McLaren Motor Racing                   | McLaren M7A McLaren M7C McLaren M9A            | Ford Cosworth V8 DFV                                                   | G            | Bruce McLaren      | 5e      | 2e      | 5e      | Abd.    | 4e      | 3e      | 3e      | 4e      | 5e      | Np.     | Np.     |         |         |         |         |         |         |         |         |         |         |         |         |         | 38              | 4e         |
| 1969 | Bruce McLaren Motor Racing                   | McLaren M7A McLaren M7C McLaren M9A            | Ford Cosworth V8 DFV                                                   | G            | Derek Bell         |         |         |         |         |         | Abd.    |         |         |         |         |         |         |         |         |         |         |         |         |         |         |         |         |         |         | 38              | 4e         |
| 1970 | Bruce McLaren Motor Racing                   | McLaren M14A McLaren M7D McLaren M14D          | Ford Cosworth V8 DFV Alfa Romeo V8 T33                                 | G            |                    | AFS     | ESP     | MON     | BEL     | P-B     | FRA     | GBR     | ALL     | AUT     | ITA     | CAN     | USA     | MEX     |         |         |         |         |         |         |         |         |         |         |         | 34 0            | 4e 9e      |
| 1970 | Bruce McLaren Motor Racing                   | McLaren M14A McLaren M7D McLaren M14D          | Ford Cosworth V8 DFV Alfa Romeo V8 T33                                 | G            | Denny Hulme        | 2e      | Abd.    | 4e      |         |         | 4e      | 3e      | 3e      | Abd.    | 4e      | Abd.    | 7e      | 3e      |         |         |         |         |         |         |         |         |         |         |         | 34 0            | 4e 9e      |
| 1970 | Bruce McLaren Motor Racing                   | McLaren M14A McLaren M7D McLaren M14D          | Ford Cosworth V8 DFV Alfa Romeo V8 T33                                 | G            | Bruce McLaren      | Abd.    | 2e      | Abd.    |         |         |         |         |         |         |         |         |         |         |         |         |         |         |         |         |         |         |         |         |         | 34 0            | 4e 9e      |
| 1970 | Bruce McLaren Motor Racing                   | McLaren M14A McLaren M7D McLaren M14D          | Ford Cosworth V8 DFV Alfa Romeo V8 T33                                 | G            | Andrea De Adamich  |         | Nq.     | Nq.     |         | Nq.     | Nc.     | Np.     | Nq.     | 12e     | 8e      | Abd.    | Nq.     |         |         |         |         |         |         |         |         |         |         |         |         | 34 0            | 4e 9e      |
| 1970 | Bruce McLaren Motor Racing                   | McLaren M14A McLaren M7D McLaren M14D          | Ford Cosworth V8 DFV Alfa Romeo V8 T33                                 | G            | Peter Gethin       |         |         |         |         | Abd.    |         |         | Abd.    | 10e     | Nc.     | 6e      | 14e     | Abd.    |         |         |         |         |         |         |         |         |         |         |         | 34 0            | 4e 9e      |
| 1970 | Bruce McLaren Motor Racing                   | McLaren M14A McLaren M7D McLaren M14D          | Ford Cosworth V8 DFV Alfa Romeo V8 T33                                 | G            | Dan Gurney         |         |         |         |         | Abd.    | 6e      | Abd.    |         |         |         |         |         |         |         |         |         |         |         |         |         |         |         |         |         | 34 0            | 4e 9e      |
| 1970 | Bruce McLaren Motor Racing                   | McLaren M14A McLaren M7D McLaren M14D          | Ford Cosworth V8 DFV Alfa Romeo V8 T33                                 | G            | Nanni Galli        |         |         |         |         |         |         |         |         |         | Nq.     |         |         |         |         |         |         |         |         |         |         |         |         |         |         | 34 0            | 4e 9e      |
| 1971 | Bruce McLaren Motor Racing                   | McLaren M19A McLaren M14A                      | Ford Cosworth V8 DFV                                                   | G            |                    | AFS     | ESP     | MON     | P-B     | FRA     | GBR     | ALL     | AUT     | ITA     | CAN     | USA     |         |         |         |         |         |         |         |         |         |         |         |         |         | 10              | 6e         |
| 1971 | Bruce McLaren Motor Racing                   | McLaren M19A McLaren M14A                      | Ford Cosworth V8 DFV                                                   | G            | Denny Hulme        | 6e      | 5e      | 4e      | 12e     | Abd.    | Abd.    | Abd.    | Abd.    |         | 4e      | Abd.    |         |         |         |         |         |         |         |         |         |         |         |         |         | 10              | 6e         |
| 1971 | Bruce McLaren Motor Racing                   | McLaren M19A McLaren M14A                      | Ford Cosworth V8 DFV                                                   | G            | Peter Gethin       | Abd.    | 8e      | Abd.    | Nc.     | 9e      | Abd.    | Abd.    |         |         |         |         |         |         |         |         |         |         |         |         |         |         |         |         |         | 10              | 6e         |
| 1971 | Bruce McLaren Motor Racing                   | McLaren M19A McLaren M14A                      | Ford Cosworth V8 DFV                                                   | G            | Jackie Oliver      |         |         |         |         |         | Abd.    |         | 9e      | 7e      |         |         |         |         |         |         |         |         |         |         |         |         |         |         |         | 10              | 6e         |
| 1972 | Yardley Team McLaren                         | McLaren M19A McLaren M19C                      | Ford Cosworth V8 DFV                                                   | G            |                    | ARG     | AFS     | ESP     | MON     | BEL     | FRA     | GBR     | ALL     | AUT     | ITA     | CAN     | USA     |         |         |         |         |         |         |         |         |         |         |         |         | 47              | 3e         |
| 1972 | Yardley Team McLaren                         | McLaren M19A McLaren M19C                      | Ford Cosworth V8 DFV                                                   | G            | Denny Hulme        | 2e      | 1er     | Abd.    | 15e     | 3e      | 7e      | 5e      | Abd.    | 2e      | 3e      | 3e      | 3e      |         |         |         |         |         |         |         |         |         |         |         |         | 47              | 3e         |
| 1972 | Yardley Team McLaren                         | McLaren M19A McLaren M19C                      | Ford Cosworth V8 DFV                                                   | G            | Peter Revson       | Abd.    | 3e      | 5e      |         | 7e      |         | 3e      |         | 3e      | 4e      | 2e      | 18e     |         |         |         |         |         |         |         |         |         |         |         |         | 47              | 3e         |
| 1972 | Yardley Team McLaren                         | McLaren M19A McLaren M19C                      | Ford Cosworth V8 DFV                                                   | G            | Brian Redman       |         |         |         | 5e      |         | 9e      |         | 5e      |         |         |         |         |         |         |         |         |         |         |         |         |         |         |         |         | 47              | 3e         |
| 1972 | Yardley Team McLaren                         | McLaren M19A McLaren M19C                      | Ford Cosworth V8 DFV                                                   | G            | Jody Scheckter     |         |         |         |         |         |         |         |         |         |         |         | 9e      |         |         |         |         |         |         |         |         |         |         |         |         | 47              | 3e         |
| 1973 | Yardley Team McLaren                         | McLaren M19A McLaren M19C McLaren M23          | Ford Cosworth V8 DFV                                                   | G            |                    | ARG     | BRE     | AFS     | ESP     | BEL     | MON     | SUE     | FRA     | GBR     | P-B     | ALL     | AUT     | ITA     | CAN     | USA     |         |         |         |         |         |         |         |         |         | 58              | 3e         |
| 1973 | Yardley Team McLaren                         | McLaren M19A McLaren M19C McLaren M23          | Ford Cosworth V8 DFV                                                   | G            | Jody Scheckter     |         |         | 9e      |         |         |         |         | Abd.    | Abd.    |         |         |         |         | Abd.    | Abd.    |         |         |         |         |         |         |         |         |         | 58              | 3e         |
| 1973 | Yardley Team McLaren                         | McLaren M19A McLaren M19C McLaren M23          | Ford Cosworth V8 DFV                                                   | G            | Denny Hulme        | 5e      | 3e      | 5e      | 6e      | 7e      | 6e      | 1er     | 8e      | 3e      | Abd.    | 12e     | 8e      | 15e     | 12e     | 4e      |         |         |         |         |         |         |         |         |         | 58              | 3e         |
| 1973 | Yardley Team McLaren                         | McLaren M19A McLaren M19C McLaren M23          | Ford Cosworth V8 DFV                                                   | G            | Peter Revson       | 8e      | Abd.    | 2e      | 4e      | Abd.    | 5e      | 7e      |         | 1er     | 4e      | 9e      | Abd.    | 3e      | 1er     | 5e      |         |         |         |         |         |         |         |         |         | 58              | 3e         |
| 1973 | Yardley Team McLaren                         | McLaren M19A McLaren M19C McLaren M23          | Ford Cosworth V8 DFV                                                   | G            | Jacky Ickx         |         |         |         |         |         |         |         |         |         |         | 3e      |         |         |         |         |         |         |         |         |         |         |         |         |         | 58              | 3e         |
| 1974 | Marlboro Team Texaco Yardley Team McLaren    | McLaren M23                                    | Ford Cosworth V8 DFV                                                   | G            |                    | ARG     | BRE     | AFS     | ESP     | BEL     | MON     | SUE     | P-B     | FRA     | GBR     | ALL     | AUT     | ITA     | CAN     | USA     |         |         |         |         |         |         |         |         |         | 73              | Champion   |
| 1974 | Marlboro Team Texaco Yardley Team McLaren    | McLaren M23                                    | Ford Cosworth V8 DFV                                                   | G            | Emerson Fittipaldi | 10e     | 1er     | 7e      | 3e      | 1er     | 5e      | 4e      | 3e      | Abd.    | 2e      | Abd.    | Abd.    | 2e      | 1er     | 4e      |         |         |         |         |         |         |         |         |         | 73              | Champion   |
| 1974 | Marlboro Team Texaco Yardley Team McLaren    | McLaren M23                                    | Ford Cosworth V8 DFV                                                   | G            | Denny Hulme        | 1er     | 12e     | 9e      | 6e      | 6e      | Abd.    | Abd.    | Abd.    | 6e      | 7e      | Dsq.    | 2e      | 6e      | 6e      | Abd.    |         |         |         |         |         |         |         |         |         | 73              | Champion   |
| 1974 | Marlboro Team Texaco Yardley Team McLaren    | McLaren M23                                    | Ford Cosworth V8 DFV                                                   | G            | Mike Hailwood      | 4e      | 5e      | 3e      | 9e      | 7e      | Abd.    | Abd.    | 4e      | 7e      | Abd.    | 15e     |         |         |         |         |         |         |         |         |         |         |         |         |         | 73              | Champion   |
| 1974 | Marlboro Team Texaco Yardley Team McLaren    | McLaren M23                                    | Ford Cosworth V8 DFV                                                   | G            | David Hobbs        |         |         |         |         |         |         |         |         |         |         |         | 7e      | 9e      |         |         |         |         |         |         |         |         |         |         |         | 73              | Champion   |
| 1974 | Marlboro Team Texaco Yardley Team McLaren    | McLaren M23                                    | Ford Cosworth V8 DFV                                                   | G            | Jochen Mass        |         |         |         |         |         |         |         |         |         |         |         |         |         | 16e     | 7e      |         |         |         |         |         |         |         |         |         | 73              | Champion   |
| 1975 | Marlboro Team Texaco                         | McLaren M23                                    | Ford Cosworth V8 DFV                                                   | G            |                    | ARG     | BRE     | AFS     | ESP     | MON     | BEL     | SUE     | P-B     | FRA     | GBR     | ALL     | AUT     | ITA     | USA     |         |         |         |         |         |         |         |         |         |         | 63              | 3e         |
| 1975 | Marlboro Team Texaco                         | McLaren M23                                    | Ford Cosworth V8 DFV                                                   | G            | Emerson Fittipaldi | 1er     | 2e      | Nc.     | Np.     | 2e      | 7e      | 8e      | Abd.    | 4e      | 1er     | Abd.    | 9e      | 2e      | 2e      |         |         |         |         |         |         |         |         |         |         | 63              | 3e         |
| 1975 | Marlboro Team Texaco                         | McLaren M23                                    | Ford Cosworth V8 DFV                                                   | G            | Jochen Mass        | 14e     | 3e      | 6e      | 1er     | 6e      | Abd.    | Abd.    | Abd.    | 3e      | 7e      | Abd.    | 4e      | Abd.    | 3e      |         |         |         |         |         |         |         |         |         |         | 63              | 3e         |
| 1976 | Marlboro Team McLaren                        | McLaren M23 McLaren M26                        | Ford Cosworth V8 DFV                                                   | G            |                    | BRE     | AFS     | USO     | ESP     | BEL     | MON     | SUE     | FRA     | GBR     | ALL     | AUT     | P-B     | ITA     | CAN     | USE     | JAP     |         |         |         |         |         |         |         |         | 75              | 2e         |
| 1976 | Marlboro Team McLaren                        | McLaren M23 McLaren M26                        | Ford Cosworth V8 DFV                                                   | G            | James Hunt         | Abd.    | 2e      | Abd.    | 1er     | Abd.    | Abd.    | 5e      | 1er     | Dsq.    | 1er     | 4e      | 1er     | Abd.    | 1er     | 1er     | 3e      |         |         |         |         |         |         |         |         | 75              | 2e         |
| 1976 | Marlboro Team McLaren                        | McLaren M23 McLaren M26                        | Ford Cosworth V8 DFV                                                   | G            | Jochen Mass        | 6e      | 3e      | 5e      | Abd.    | 6e      | 5e      | 11e     | 15e     | Abd.    | 3e      | 7e      | 9e      | Abd.    | 5e      | 4e      | Abd.    |         |         |         |         |         |         |         |         | 75              | 2e         |
| 1977 | Marlboro Team McLaren                        | McLaren M23 McLaren M26                        | Ford Cosworth V8 DFV                                                   | G            |                    | ARG     | BRE     | AFS     | USO     | ESP     | MON     | BEL     | SUE     | FRA     | GBR     | ALL     | AUT     | P-B     | ITA     | USE     | CAN     | JAP     |         |         |         |         |         |         |         | 60              | 3e         |
| 1977 | Marlboro Team McLaren                        | McLaren M23 McLaren M26                        | Ford Cosworth V8 DFV                                                   | G            | James Hunt         | Abd.    | 2e      | 4e      | 7e      | Abd.    | Abd.    | 7e      | 12e     | 3e      | 1er     | Abd.    | Abd.    | Abd.    | Abd.    | 1er     | Abd.    | 1er     |         |         |         |         |         |         |         | 60              | 3e         |
| 1977 | Marlboro Team McLaren                        | McLaren M23 McLaren M26                        | Ford Cosworth V8 DFV                                                   | G            | Jochen Mass        | Abd.    | Abd.    | 5e      | Abd.    | 4e      | 4e      | Abd.    | 2e      | 9e      | 4e      | Abd.    | 6e      | Abd.    | 4e      | Abd.    | 3e      | Abd.    |         |         |         |         |         |         |         | 60              | 3e         |
| 1977 | Marlboro Team McLaren                        | McLaren M23 McLaren M26                        | Ford Cosworth V8 DFV                                                   | G            | Bruno Giacomelli   |         |         |         |         |         |         |         |         |         |         |         |         |         | Abd.    |         |         |         |         |         |         |         |         |         |         | 60              | 3e         |
| 1977 | Marlboro Team McLaren                        | McLaren M23 McLaren M26                        | Ford Cosworth V8 DFV                                                   | G            | Gilles Villeneuve  |         |         |         |         |         |         |         |         |         | 11e     |         |         |         |         |         |         |         |         |         |         |         |         |         |         | 60              | 3e         |
| 1978 | Marlboro Team McLaren Löwenbräu Team McLaren | McLaren M26                                    | Ford Cosworth V8 DFV                                                   | G            |                    | ARG     | BRE     | AFS     | USO     | MON     | BEL     | ESP     | SUE     | FRA     | GBR     | ALL     | AUT     | P-B     | ITA     | USE     | CAN     |         |         |         |         |         |         |         |         | 15              | 8e         |
| 1978 | Marlboro Team McLaren Löwenbräu Team McLaren | McLaren M26                                    | Ford Cosworth V8 DFV                                                   | G            | James Hunt         | 4e      | Abd.    | Abd.    | Abd.    | Abd.    | Abd.    | 6e      | 8e      | 3e      | Abd.    | Dsq.    | Abd.    | 10e     | Abd.    | 7e      | Abd.    |         |         |         |         |         |         |         |         | 15              | 8e         |
| 1978 | Marlboro Team McLaren Löwenbräu Team McLaren | McLaren M26                                    | Ford Cosworth V8 DFV                                                   | G            | Patrick Tambay     | 6e      | Abd.    | Abd.    | 12e     | 7e      |         | Abd.    | 4e      | 9e      | 6e      | Abd.    | Abd.    | 9e      | 5e      | 6e      | 8e      |         |         |         |         |         |         |         |         | 15              | 8e         |
| 1978 | Marlboro Team McLaren Löwenbräu Team McLaren | McLaren M26                                    | Ford Cosworth V8 DFV                                                   | G            | Bruno Giacomelli   |         |         |         |         |         | 8e      |         |         | Abd.    | 7e      |         |         | Abd.    | 14e     |         |         |         |         |         |         |         |         |         |         | 15              | 8e         |
| 1979 | Marlboro Team McLaren Löwenbräu Team McLaren | McLaren M26 McLaren M28 McLaren M29            | Ford Cosworth V8 DFV                                                   | G            |                    | ARG     | BRE     | AFS     | USO     | ESP     | BEL     | MON     | FRA     | GBR     | ALL     | AUT     | P-B     | ITA     | CAN     | USE     |         |         |         |         |         |         |         |         |         | 15              | 7e         |
| 1979 | Marlboro Team McLaren Löwenbräu Team McLaren | McLaren M26 McLaren M28 McLaren M29            | Ford Cosworth V8 DFV                                                   | G            | John Watson        | 3e      | 8e      | Abd.    | Abd.    | Abd.    | 6e      | 4e      | 11e     | 4e      | 5e      | 9e      | Abd.    | Abd.    | 6e      | 6e      |         |         |         |         |         |         |         |         |         | 15              | 7e         |
| 1979 | Marlboro Team McLaren Löwenbräu Team McLaren | McLaren M26 McLaren M28 McLaren M29            | Ford Cosworth V8 DFV                                                   | G            | Patrick Tambay     | Abd.    | Abd.    | 10e     | Abd.    | 13e     | Nq.     | Nq.     | 10e     | 7e      | Abd.    | 10e     | Abd.    | Abd.    | Abd.    | Abd.    |         |         |         |         |         |         |         |         |         | 15              | 7e         |
| 1980 | Marlboro Team McLaren                        | McLaren M29 McLaren M30                        | Ford Cosworth V8 DFV                                                   | G            |                    | ARG     | BRE     | ADS     | USO     | BEL     | MON     | FRA     | GBR     | ALL     | AUT     | P-B     | ITA     | CAN     | USE     |         |         |         |         |         |         |         |         |         |         | 11              | 9e         |
| 1980 | Marlboro Team McLaren                        | McLaren M29 McLaren M30                        | Ford Cosworth V8 DFV                                                   | G            | John Watson        | Abd.    | 11e     | 11e     | 4e      | Nc.     | Nq.     | 7e      | 8e      | Abd.    | Abd.    | Abd.    | Abd.    | 4e      | Nc.     |         |         |         |         |         |         |         |         |         |         | 11              | 9e         |
| 1980 | Marlboro Team McLaren                        | McLaren M29 McLaren M30                        | Ford Cosworth V8 DFV                                                   | G            | Alain Prost        | 6e      | 5e      | Np.     |         | Abd.    | Abd.    | Abd.    | 6e      | 11e     | 7e      | 6e      | 7e      | Np.     |         |         |         |         |         |         |         |         |         |         |         | 11              | 9e         |
| 1980 | Marlboro Team McLaren                        | McLaren M29 McLaren M30                        | Ford Cosworth V8 DFV                                                   | G            | Stephen South      |         |         |         | Nq.     |         |         |         |         |         |         |         |         |         |         |         |         |         |         |         |         |         |         |         |         | 11              | 9e         |
| 1981 | Marlboro McLaren International               | McLaren M29F McLaren MP4/1                     | Ford Cosworth V8 DFV                                                   | M            |                    | USO     | BRE     | ARG     | SMR     | BEL     | MON     | ESP     | FRA     | GBR     | ALL     | AUT     | P-B     | ITA     | CAN     | LSV     |         |         |         |         |         |         |         |         |         | 28              | 6e         |
| 1981 | Marlboro McLaren International               | McLaren M29F McLaren MP4/1                     | Ford Cosworth V8 DFV                                                   | M            | John Watson        | Abd.    | 8e      | Abd.    | 10e     | 7e      | Abd.    | 3e      | 2e      | 1er     | 6e      | 6e      | Abd.    | Abd.    | 2e      | 7e      |         |         |         |         |         |         |         |         |         | 28              | 6e         |
| 1981 | Marlboro McLaren International               | McLaren M29F McLaren MP4/1                     | Ford Cosworth V8 DFV                                                   | M            | Andrea De Cesaris  | Abd.    | Abd.    | 11e     | 6e      | Abd.    | Abd.    | Abd.    | 11e     | Abd.    | Abd.    | 8e      | Np.     | 7e      | Abd.    | 12e     |         |         |         |         |         |         |         |         |         | 28              | 6e         |
| 1982 | Marlboro McLaren International               | McLaren MP4/1 McLaren MP4/1B                   | Ford Cosworth V8 DFV                                                   | M            |                    | ADS     | BRE     | USO     | SMR     | BEL     | MON     | USE     | CAN     | P-B     | GBR     | FRA     | ALL     | AUT     | SUI     | ITA     | LSV     |         |         |         |         |         |         |         |         | 69              | 2e         |
| 1982 | Marlboro McLaren International               | McLaren MP4/1 McLaren MP4/1B                   | Ford Cosworth V8 DFV                                                   | M            | John Watson        | 6e      | 2e      | 6e      |         | 1er     | Abd.    | 1er     | 3e      | 9e      | Abd.    | Abd.    | Abd.    | Abd.    | 13e     | 4e      | 2e      |         |         |         |         |         |         |         |         | 69              | 2e         |
| 1982 | Marlboro McLaren International               | McLaren MP4/1 McLaren MP4/1B                   | Ford Cosworth V8 DFV                                                   | M            | Niki Lauda         | 4e      | Abd.    | 1er     |         | Dsq.    | Abd.    | Abd.    | Abd.    | 4e      | 1er     | 8e      | Np.     | 5e      | 3e      | Abd.    | Abd.    |         |         |         |         |         |         |         |         | 69              | 2e         |
| 1983 | Marlboro McLaren International               | McLaren MP4/1C McLaren MP4/1E                  | Ford Cosworth V8 DFV Ford Cosworth V8 DFY TAG Porsche V6 turbo TTE PO1 | M            |                    | BRE     | EUO     | FRA     | SMR     | BEL     | MON     | EUE     | CAN     | GBR     | ALL     | AUT     | P-B     | ITA     | EUR     | ADS     |         |         |         |         |         |         |         |         |         | 34 0            | 5e 18e     |
| 1983 | Marlboro McLaren International               | McLaren MP4/1C McLaren MP4/1E                  | Ford Cosworth V8 DFV Ford Cosworth V8 DFY TAG Porsche V6 turbo TTE PO1 | M            | John Watson        | Abd.    | 1er     | Abd.    | 5e      | Abd.    | Nq.     | 3e      | 6e      | 9e      | 5e      | 9e      | 3e      | Abd.    | Abd.    | Dsq.    |         |         |         |         |         |         |         |         |         | 34 0            | 5e 18e     |
| 1983 | Marlboro McLaren International               | McLaren MP4/1C McLaren MP4/1E                  | Ford Cosworth V8 DFV Ford Cosworth V8 DFY TAG Porsche V6 turbo TTE PO1 | M            | Niki Lauda         | 3e      | 2e      | Abd.    | Abd.    | Abd.    | Nq.     | Abd.    | Abd.    | 6e      | Dsq.    | 6e      | Abd.    | Abd.    | Abd.    | Abd.    |         |         |         |         |         |         |         |         |         | 34 0            | 5e 18e     |
| 1984 | Marlboro McLaren International               | McLaren MP4/2                                  | TAG Porsche V6 turbo TTE PO1                                           | M            |                    | BRE     | ADS     | BEL     | SMR     | FRA     | MON**   | CAN     | DET     | DAL     | GBR     | ALL     | AUT     | P-B     | ITA     | EUR     | POR     |         |         |         |         |         |         |         |         | 143,5           | Champion   |
| 1984 | Marlboro McLaren International               | McLaren MP4/2                                  | TAG Porsche V6 turbo TTE PO1                                           | M            | Alain Prost        | 1er     | 2e      | Abd.    | 1er     | 7e      | 1er     | 3e      | 4e      | Abd.    | Abd.    | 1er     | Abd.    | 1er     | Abd.    | 1er     | 1er     |         |         |         |         |         |         |         |         | 143,5           | Champion   |
| 1984 | Marlboro McLaren International               | McLaren MP4/2                                  | TAG Porsche V6 turbo TTE PO1                                           | M            | Niki Lauda         | Abd.    | 1er     | Abd.    | Abd.    | 1er     | Abd.    | 2e      | Abd.    | Abd.    | 1er     | 2e      | 1er     | 2e      | 1er     | 4e      | 2e      |         |         |         |         |         |         |         |         | 143,5           | Champion   |
| 1985 | Marlboro McLaren International               | McLaren MP4/2B                                 | TAG Porsche V6 turbo TTE PO1                                           | G            |                    | BRE     | POR     | SMR     | MON     | CAN     | DET     | FRA     | GBR     | ALL     | AUT     | P-B     | ITA     | BEL     | EUR     | ADS     | AUS     |         |         |         |         |         |         |         |         | 90              | Champion   |
| 1985 | Marlboro McLaren International               | McLaren MP4/2B                                 | TAG Porsche V6 turbo TTE PO1                                           | G            | Niki Lauda         | Abd.    | Abd.    | 4e      | Abd.    | Abd.    | Abd.    | Abd.    | Abd.    | 5e      | Abd.    | 1er     | Abd.    | Np.     |         | Abd.    | Abd.    |         |         |         |         |         |         |         |         | 90              | Champion   |
| 1985 | Marlboro McLaren International               | McLaren MP4/2B                                 | TAG Porsche V6 turbo TTE PO1                                           | G            | John Watson        |         |         |         |         |         |         |         |         |         |         |         |         |         | 7e      |         |         |         |         |         |         |         |         |         |         | 90              | Champion   |
| 1985 | Marlboro McLaren International               | McLaren MP4/2B                                 | TAG Porsche V6 turbo TTE PO1                                           | G            | Alain Prost        | 1er     | Abd.    | Dsq.    | 1er     | 3e      | Abd.    | 3e      | 1er     | 2e      | 1er     | 2e      | 1er     | 3e      | 4e      | 3e      | Abd.    |         |         |         |         |         |         |         |         | 90              | Champion   |
| 1986 | Marlboro McLaren International               | McLaren MP4/2C                                 | TAG Porsche V6 turbo TTE PO1                                           | G            |                    | BRE     | ESP     | SMR     | MON     | BEL     | CAN     | DET     | FRA     | GBR     | ALL     | HON     | AUT     | ITA     | POR     | MEX     | AUS     |         |         |         |         |         |         |         |         | 96              | 2e         |
| 1986 | Marlboro McLaren International               | McLaren MP4/2C                                 | TAG Porsche V6 turbo TTE PO1                                           | G            | Alain Prost        | Abd.    | 3e      | 1er     | 1er     | 6e      | 2e      | 3e      | 2e      | 3e      | 6e      | Abd.    | 1er     | Dsq.    | 2e      | 2e      | 1er     |         |         |         |         |         |         |         |         | 96              | 2e         |
| 1986 | Marlboro McLaren International               | McLaren MP4/2C                                 | TAG Porsche V6 turbo TTE PO1                                           | G            | Keke Rosberg       | Abd.    | 4e      | 5e      | 2e      | Abd.    | 4e      | Abd.    | 4e      | Abd.    | 5e      | Abd.    | 9e      | 4e      | Abd.    | Abd.    | Abd.    |         |         |         |         |         |         |         |         | 96              | 2e         |
| 1987 | Marlboro McLaren International               | McLaren MP4/3                                  | TAG Porsche V6 turbo TTE PO1                                           | G            |                    | BRE     | SMR     | BEL     | MON     | DET     | FRA     | GBR     | ALL     | HON     | AUT     | ITA     | POR     | ESP     | MEX     | JAP     | AUS     |         |         |         |         |         |         |         |         | 76              | 2e         |
| 1987 | Marlboro McLaren International               | McLaren MP4/3                                  | TAG Porsche V6 turbo TTE PO1                                           | G            | Alain Prost        | 1er     | Abd.    | 1er     | 9e      | 3e      | 3e      | Abd.    | 7e      | 3e      | 6e      | 15e     | 1er     | 2e      | Abd.    | 7e      | Abd.    |         |         |         |         |         |         |         |         | 76              | 2e         |
| 1987 | Marlboro McLaren International               | McLaren MP4/3                                  | TAG Porsche V6 turbo TTE PO1                                           | G            | Stefan Johansson   | 3e      | 4e      | 2e      | Abd.    | 7e      | 8e      | Abd.    | 2e      | Abd.    | 7e      | 6e      | 5e      | 3e      | Abd.    | 3e      | Abd.    |         |         |         |         |         |         |         |         | 76              | 2e         |
| 1988 | Honda Marlboro McLaren                       | McLaren MP4/4                                  | Honda V6 turbo RA168E                                                  | G            |                    | BRE     | SMR     | MON     | MEX     | CAN     | DET     | FRA     | GBR     | ALL     | HON     | BEL     | ITA     | POR     | ESP     | JAP     | AUS     |         |         |         |         |         |         |         |         | 199             | Champion   |
| 1988 | Honda Marlboro McLaren                       | McLaren MP4/4                                  | Honda V6 turbo RA168E                                                  | G            | Alain Prost        | 1er     | 2e      | 1er     | 1er     | 2e      | 2e      | 1er     | Abd.    | 2e      | 2e      | 2e      | Abd.    | 1er     | 1er     | 2e      | 1er     |         |         |         |         |         |         |         |         | 199             | Champion   |
| 1988 | Honda Marlboro McLaren                       | McLaren MP4/4                                  | Honda V6 turbo RA168E                                                  | G            | Ayrton Senna       | Dsq.    | 1er     | Abd.    | 2e      | 1er     | 1er     | 2e      | 1er     | 1er     | 1er     | 1er     | 10e     | 6e      | 4e      | 1er     | 2e      |         |         |         |         |         |         |         |         | 199             | Champion   |
| 1989 | Honda Marlboro McLaren                       | McLaren MP4/5                                  | Honda V10 RA109A                                                       | G            |                    | BRE     | SMR     | MON     | MEX     | CAN     | DET     | FRA     | GBR     | ALL     | HON     | BEL     | ITA     | POR     | ESP     | JAP     | AUS     |         |         |         |         |         |         |         |         | 141             | Champion   |
| 1989 | Honda Marlboro McLaren                       | McLaren MP4/5                                  | Honda V10 RA109A                                                       | G            | Ayrton Senna       | 11e     | 1er     | 1er     | 1er     | Abd.    | 7e      | Abd.    | Abd.    | 1er     | 2e      | 1er     | Abd.    | Abd.    | 1er     | Dsq.    | Abd.    |         |         |         |         |         |         |         |         | 141             | Champion   |
| 1989 | Honda Marlboro McLaren                       | McLaren MP4/5                                  | Honda V10 RA109A                                                       | G            | Alain Prost        | 2e      | 2e      | 2e      | 5e      | 1er     | Abd.    | 1er     | 1er     | 2e      | 4e      | 2e      | 1er     | 2e      | 3e      | Abd.    | Abd.    |         |         |         |         |         |         |         |         | 141             | Champion   |
| 1990 | Honda Marlboro McLaren                       | McLaren MP4/5B                                 | Honda V10 RA109E                                                       | G            |                    | USA     | BRE     | SMR     | MON     | CAN     | MEX     | FRA     | GBR     | ALL     | HON     | BEL     | ITA     | POR     | ESP     | JAP     | AUS     |         |         |         |         |         |         |         |         | 121             | Champion   |
| 1990 | Honda Marlboro McLaren                       | McLaren MP4/5B                                 | Honda V10 RA109E                                                       | G            | Ayrton Senna       | 1er     | 3e      | Abd.    | 1er     | 1er     | 20e*    | 3e      | 3e      | 1er     | 2e      | 1er     | 1er     | 2e      | Abd.    | Abd.    | Abd.    |         |         |         |         |         |         |         |         | 121             | Champion   |
| 1990 | Honda Marlboro McLaren                       | McLaren MP4/5B                                 | Honda V10 RA109E                                                       | G            | Gerhard Berger     | Abd.    | 2e      | 2e      | 3e      | 4e      | 3e      | 5e      | 14e*    | 3e      | 16e*    | 3e      | 3e      | 4e      | Abd.    | Abd.    | 4e      |         |         |         |         |         |         |         |         | 121             | Champion   |
| 1991 | Honda Marlboro McLaren                       | McLaren MP4/6                                  | Honda V12 RA121E                                                       | G            |                    | USA     | BRE     | SMR     | MON     | CAN     | MEX     | FRA     | GBR     | ALL     | HON     | BEL     | ITA     | POR     | ESP     | JAP     | AUS     |         |         |         |         |         |         |         |         | 139             | Champion   |
| 1991 | Honda Marlboro McLaren                       | McLaren MP4/6                                  | Honda V12 RA121E                                                       | G            | Ayrton Senna       | 1er     | 1er     | 1er     | 1er     | Abd.    | 3e      | 3e      | 4e      | 7e      | 1er     | 1er     | 2e      | 2e      | 5e      | 2e      | 1er     |         |         |         |         |         |         |         |         | 139             | Champion   |
| 1991 | Honda Marlboro McLaren                       | McLaren MP4/6                                  | Honda V12 RA121E                                                       | G            | Gerhard Berger     | Abd.    | 3e      | 2e      | Abd.    | Abd.    | Abd.    | Abd.    | 2e      | 4e      | 4e      | 2e      | 4e      | Abd.    | Abd.    | 1er     | 3e      |         |         |         |         |         |         |         |         | 139             | Champion   |
| 1992 | Honda Marlboro McLaren                       | McLaren MP4/6B McLaren MP4/7A                  | Honda V12 RA121E Honda V12 RA122E/B                                    | G            |                    | ADS     | MEX     | BRE     | ESP     | SMR     | MON     | CAN     | FRA     | GBR     | ALL     | HON     | BEL     | ITA     | POR     | JAP     | AUS     |         |         |         |         |         |         |         |         | 99              | 2e         |
| 1992 | Honda Marlboro McLaren                       | McLaren MP4/6B McLaren MP4/7A                  | Honda V12 RA121E Honda V12 RA122E/B                                    | G            | Ayrton Senna       | 3e      | Abd.    | Abd.    | 9e*     | 3e      | 1er     | Abd.    | Abd.    | Abd.    | 2e      | 1er     | 5e      | 1er     | 3e      | Abd.    | Abd.    |         |         |         |         |         |         |         |         | 99              | 2e         |
| 1992 | Honda Marlboro McLaren                       | McLaren MP4/6B McLaren MP4/7A                  | Honda V12 RA121E Honda V12 RA122E/B                                    | G            | Gerhard Berger     | 5e      | 4e      | Abd.    | 4e      | Abd.    | Abd.    | 1er     | Abd.    | 5e      | Abd.    | 3e      | Abd.    | 4e      | 2e      | 2e      | 1er     |         |         |         |         |         |         |         |         | 99              | 2e         |
| 1993 | Marlboro McLaren                             | McLaren MP4/8                                  | Ford-Cosworth V8 HBD7 Ford-Cosworth V8 HBA8                            | G            |                    | ADS     | BRE     | EUR     | SMR     | ESP     | MON     | CAN     | FRA     | GBR     | ALL     | HON     | BEL     | ITA     | POR     | JAP     | AUS     |         |         |         |         |         |         |         |         | 84              | 2e         |
| 1993 | Marlboro McLaren                             | McLaren MP4/8                                  | Ford-Cosworth V8 HBD7 Ford-Cosworth V8 HBA8                            | G            | Michael Andretti   | Abd.    | Abd.    | Abd.    | Abd.    | 5e      | 8e      | 14e     | 6e      | Abd.    | Abd.    | Abd.    | 8e      | 3e      |         |         |         |         |         |         |         |         |         |         |         | 84              | 2e         |
| 1993 | Marlboro McLaren                             | McLaren MP4/8                                  | Ford-Cosworth V8 HBD7 Ford-Cosworth V8 HBA8                            | G            | Mika Häkkinen      |         |         |         |         |         |         |         |         |         |         |         |         |         | Abd.    | 3e      | Abd.    |         |         |         |         |         |         |         |         | 84              | 2e         |
| 1993 | Marlboro McLaren                             | McLaren MP4/8                                  | Ford-Cosworth V8 HBD7 Ford-Cosworth V8 HBA8                            | G            | Ayrton Senna       | 2e      | 1er     | 1er     | Abd.    | 2e      | 1er     | 18e     | 4e      | 5e      | 4e      | Abd.    | 4e      | Abd.    | Abd.    | 1er     | 1er     |         |         |         |         |         |         |         |         | 84              | 2e         |
| 1994 | Marlboro McLaren Peugeot                     | McLaren MP4/9                                  | Peugeot V10 A4 Peugeot V10 A6                                          | G            |                    | BRE     | PAC     | SMR     | MON     | ESP     | CAN     | FRA     | GBR     | ALL     | HON     | BEL     | ITA     | POR     | EUR     | JAP     | AUS     |         |         |         |         |         |         |         |         | 42              | 4e         |
| 1994 | Marlboro McLaren Peugeot                     | McLaren MP4/9                                  | Peugeot V10 A4 Peugeot V10 A6                                          | G            | Mika Häkkinen      | Abd.    | Abd.    | 3e      | Abd.    | Abd.    | Abd.    | Abd.    | 3e      | Abd.    |         | 2e      | 3e      | 3e      | 3e      | 7e      | Abd.    |         |         |         |         |         |         |         |         | 42              | 4e         |
| 1994 | Marlboro McLaren Peugeot                     | McLaren MP4/9                                  | Peugeot V10 A4 Peugeot V10 A6                                          | G            | Philippe Alliot    |         |         |         |         |         |         |         |         |         | Abd.    |         |         |         |         |         |         |         |         |         |         |         |         |         |         | 42              | 4e         |
| 1994 | Marlboro McLaren Peugeot                     | McLaren MP4/9                                  | Peugeot V10 A4 Peugeot V10 A6                                          | G            | Martin Brundle     | Abd.    | Abd.    | 8e      | 2e      | Abd.    | Abd.    | Abd.    | Abd.    | Abd.    | Abd.    | Abd.    | 5e      | 6e      | Abd.    | Abd.    | 3e      |         |         |         |         |         |         |         |         | 42              | 4e         |
| 1995 | Marlboro McLaren Mercedes                    | McLaren MP4/10 McLaren MP4/10B McLaren MP4/10C | Mercedes V10 FO 110                                                    | G            |                    | BRE     | ARG     | SMR     | ESP     | MON     | CAN     | FRA     | GBR     | ALL     | HON     | BEL     | ITA     | POR     | EUR     | PAC     | JAP     | AUS     |         |         |         |         |         |         |         | 30              | 4e         |
| 1995 | Marlboro McLaren Mercedes                    | McLaren MP4/10 McLaren MP4/10B McLaren MP4/10C | Mercedes V10 FO 110                                                    | G            | Mark Blundell      | 6e      | Abd.    |         |         | 5e      | Abd.    | 11e     | 5e      | Abd.    | Abd.    | 5e      | 4e      | 9e      | Abd.    | 9e      | 7e      | 4e      |         |         |         |         |         |         |         | 30              | 4e         |
| 1995 | Marlboro McLaren Mercedes                    | McLaren MP4/10 McLaren MP4/10B McLaren MP4/10C | Mercedes V10 FO 110                                                    | G            | Nigel Mansell      |         |         | 10e     | Abd.    |         |         |         |         |         |         |         |         |         |         |         |         |         |         |         |         |         |         |         |         | 30              | 4e         |
| 1995 | Marlboro McLaren Mercedes                    | McLaren MP4/10 McLaren MP4/10B McLaren MP4/10C | Mercedes V10 FO 110                                                    | G            | Mika Häkkinen      | 4e      | Abd.    | 5e      | Abd.    | Abd.    | Abd.    | 7e      | Abd.    | Abd.    | Abd.    | Abd.    | 2e      | Abd.    | 8e      |         | 2e      | Np.     |         |         |         |         |         |         |         | 30              | 4e         |
| 1995 | Marlboro McLaren Mercedes                    | McLaren MP4/10 McLaren MP4/10B McLaren MP4/10C | Mercedes V10 FO 110                                                    | G            | Jan Magnussen      |         |         |         |         |         |         |         |         |         |         |         |         |         |         | 10e     |         |         |         |         |         |         |         |         |         | 30              | 4e         |
| 1996 | Marlboro McLaren Mercedes                    | McLaren MP4/11 McLaren MP4/11B                 | Mercedes V10 FO 110/3                                                  | G            |                    | AUS     | BRE     | ARG     | EUR     | SMR     | MON     | ESP     | CAN     | FRA     | GBR     | ALL     | HON     | BEL     | ITA     | POR     | JAP     |         |         |         |         |         |         |         |         | 49              | 4e         |
| 1996 | Marlboro McLaren Mercedes                    | McLaren MP4/11 McLaren MP4/11B                 | Mercedes V10 FO 110/3                                                  | G            | Mika Häkkinen      | 5e      | 4e      | Abd.    | 8e      | 8e      | 6e      | 5e      | 5e      | 5e      | 3e      | Abd.    | 4e      | 3e      | 3e      | Abd.    | 3e      |         |         |         |         |         |         |         |         | 49              | 4e         |
| 1996 | Marlboro McLaren Mercedes                    | McLaren MP4/11 McLaren MP4/11B                 | Mercedes V10 FO 110/3                                                  | G            | David Coulthard    | Abd.    | Abd.    | 7e      | 3e      | Abd.    | 2e      | Abd.    | 4e      | 6e      | 5e      | 5e      | Abd.    | Abd.    | Abd.    | 13e     | 8e      |         |         |         |         |         |         |         |         | 49              | 4e         |
| 1997 | West McLaren Mercedes                        | McLaren MP4-12                                 | Mercedes V10 F0 110E Mercedes V10 FO 110F                              | G            |                    | AUS     | BRE     | ARG     | SMR     | MON     | ESP     | CAN     | FRA     | GBR     | ALL     | HON     | BEL     | ITA     | AUT     | LUX     | JAP     | EUR     |         |         |         |         |         |         |         | 63              | 4e         |
| 1997 | West McLaren Mercedes                        | McLaren MP4-12                                 | Mercedes V10 F0 110E Mercedes V10 FO 110F                              | G            | Mika Häkkinen      | 3e      | 4e      | 5e      | 6e      | Abd.    | 7e      | Abd.    | Abd.    | Abd.    | 3e      | Abd.    | Dsq.    | 9e      | Abd.    | Abd.    | 4e      | 1er     |         |         |         |         |         |         |         | 63              | 4e         |
| 1997 | West McLaren Mercedes                        | McLaren MP4-12                                 | Mercedes V10 F0 110E Mercedes V10 FO 110F                              | G            | David Coulthard    | 1er     | 10e     | Abd.    | Abd.    | Abd.    | 6e      | 7e      | 7e      | 4e      | Abd.    | Abd.    | Abd.    | 1er     | 2e      | Abd.    | 10e     | 2e      |         |         |         |         |         |         |         | 63              | 4e         |
| 1998 | West McLaren Mercedes                        | McLaren MP4-13                                 | Mercedes V10 FO 110G                                                   | B            |                    | AUS     | BRE     | ARG     | SMR     | ESP     | MON     | CAN     | FRA     | GBR     | AUT     | ALL     | HON     | BEL     | ITA     | LUX     | JAP     |         |         |         |         |         |         |         |         | 156             | Champion   |
| 1998 | West McLaren Mercedes                        | McLaren MP4-13                                 | Mercedes V10 FO 110G                                                   | B            | Mika Häkkinen      | 1er     | 1er     | 2e      | Abd.    | 1er     | 1er     | Abd.    | 3e      | 2e      | 1er     | 1er     | 6e      | Abd.    | 4e      | 1er     | 1er     |         |         |         |         |         |         |         |         | 156             | Champion   |
| 1998 | West McLaren Mercedes                        | McLaren MP4-13                                 | Mercedes V10 FO 110G                                                   | B            | David Coulthard    | 2e      | 2e      | 6e      | 1er     | 2e      | Abd.    | Abd.    | 6e      | Abd.    | 2e      | 2e      | 2e      | 7e      | Abd.    | 3e      | 3e      |         |         |         |         |         |         |         |         | 156             | Champion   |
| 1999 | West McLaren Mercedes                        | McLaren MP4-14                                 | Mercedes V10 FO 110H                                                   | B            |                    | AUS     | BRE     | SMR     | MON     | ESP     | CAN     | FRA     | GBR     | AUT     | ALL     | HON     | BEL     | ITA     | EUR     | MAL     | JAP     |         |         |         |         |         |         |         |         | 124             | 2e         |
| 1999 | West McLaren Mercedes                        | McLaren MP4-14                                 | Mercedes V10 FO 110H                                                   | B            | Mika Häkkinen      | Abd.    | 1er     | Abd.    | 3e      | 1er     | 1er     | 2e      | Abd.    | 3e      | Abd.    | 1er     | 2e      | Abd.    | 5e      | 3e      | 1er     |         |         |         |         |         |         |         |         | 124             | 2e         |
| 1999 | West McLaren Mercedes                        | McLaren MP4-14                                 | Mercedes V10 FO 110H                                                   | B            | David Coulthard    | Abd.    | Abd.    | 2e      | Abd.    | 2e      | 7e      | Abd.    | 1er     | 2e      | 5e      | 2e      | 1er     | 5e      | Abd.    | Abd.    | Abd.    |         |         |         |         |         |         |         |         | 124             | 2e         |
| 2000 | West McLaren Mercedes                        | McLaren MP4-15                                 | Mercedes V10 FO 110J                                                   | B            |                    | AUS     | BRE     | SMR     | GBR     | ESP     | EUR     | MON     | CAN     | FRA     | AUT     | ALL     | HON     | BEL     | ITA     | USA     | JAP     | MAL     |         |         |         |         |         |         |         | 152             | 2e         |
| 2000 | West McLaren Mercedes                        | McLaren MP4-15                                 | Mercedes V10 FO 110J                                                   | B            | Mika Häkkinen      | Abd.    | Abd.    | 2e      | 2e      | 1er     | 2e      | 6e      | 4e      | 2e      | 1er     | 2e      | 1er     | 1er     | 2e      | Abd.    | 2e      | 4e      |         |         |         |         |         |         |         | 152             | 2e         |
| 2000 | West McLaren Mercedes                        | McLaren MP4-15                                 | Mercedes V10 FO 110J                                                   | B            | David Coulthard    | Abd.    | Dsq.    | 3e      | 1er     | 2e      | 3e      | 1er     | 7e      | 1er     | 2e      | 3e      | 3e      | 4e      | Abd.    | 5e      | 3e      | 2e      |         |         |         |         |         |         |         | 152             | 2e         |
| 2001 | West McLaren Mercedes                        | McLaren MP4-16                                 | Mercedes V10 FO 110K                                                   | B            |                    | AUS     | MAL     | BRE     | SMR     | ESP     | AUT     | MON     | CAN     | EUR     | GBR     | FRA     | ALL     | HON     | BEL     | ITA     | USA     | JAP     |         |         |         |         |         |         |         | 102             | 2e         |
| 2001 | West McLaren Mercedes                        | McLaren MP4-16                                 | Mercedes V10 FO 110K                                                   | B            | Mika Häkkinen      | Abd.    | 6e      | Abd.    | 4e      | 9e      | Abd.    | Abd.    | 3e      | 6e      | 1er     | Np      | Abd.    | 5e      | 4e      | Abd.    | 1er     | 4e      |         |         |         |         |         |         |         | 102             | 2e         |
| 2001 | West McLaren Mercedes                        | McLaren MP4-16                                 | Mercedes V10 FO 110K                                                   | B            | David Coulthard    | 2e      | 3e      | 1er     | 2e      | 5e      | 1er     | 5e      | Abd.    | 3e      | 4e      | Abd.    | Abd.    | 3e      | 2e      | Abd.    | 3e      | 3e      |         |         |         |         |         |         |         | 102             | 2e         |
| 2002 | West McLaren Mercedes                        | McLaren MP4-17                                 | Mercedes V10 FO 110M                                                   | M            |                    | AUS     | MAL     | BRE     | SMR     | ESP     | AUT     | MON     | CAN     | EUR     | GBR     | FRA     | ALL     | HON     | BEL     | ITA     | USA     | JAP     |         |         |         |         |         |         |         | 65              | 3e         |
| 2002 | West McLaren Mercedes                        | McLaren MP4-17                                 | Mercedes V10 FO 110M                                                   | M            | David Coulthard    | Abd.    | Abd.    | 3e      | 6e      | 3e      | 6e      | 1er     | 2e      | Abd.    | 10e     | 3e      | 5e      | 5e      | 4e      | 7e      | 3e      | Abd.    |         |         |         |         |         |         |         | 65              | 3e         |
| 2002 | West McLaren Mercedes                        | McLaren MP4-17                                 | Mercedes V10 FO 110M                                                   | M            | Kimi Räikkönen     | 3e      | Abd.    | 12e     | Abd.    | Abd.    | Abd.    | Abd.    | 4e      | 3e      | Abd.    | 2e      | Abd.    | 4e      | Abd.    | Abd.    | Abd.    | 3e      |         |         |         |         |         |         |         | 65              | 3e         |
| 2003 | West McLaren Mercedes                        | McLaren MP4-17D                                | Mercedes V10 FO 110M Mercedes V10 FO 110P                              | M            |                    | AUS     | MAL     | BRE     | SMR     | ESP     | AUT     | MON     | CAN     | EUR     | FRA     | GBR     | ALL     | HON     | ITA     | USA     | JAP     |         |         |         |         |         |         |         |         | 142             | 3e         |
| 2003 | West McLaren Mercedes                        | McLaren MP4-17D                                | Mercedes V10 FO 110M Mercedes V10 FO 110P                              | M            | David Coulthard    | 1er     | Abd.    | 4e      | 5e      | Abd.    | 5e      | 7e      | Abd.    | 15e     | 5e      | 5e      | 2e      | 5e      | Abd.    | Abd.    | 3e      |         |         |         |         |         |         |         |         | 142             | 3e         |
| 2003 | West McLaren Mercedes                        | McLaren MP4-17D                                | Mercedes V10 FO 110M Mercedes V10 FO 110P                              | M            | Kimi Räikkönen     | 3e      | 1er     | 2e      | 2e      | Abd.    | 2e      | 2e      | 6e      | Abd.    | 4e      | 3e      | Abd.    | 2e      | 4e      | 2e      | 2e      |         |         |         |         |         |         |         |         | 142             | 3e         |
| 2004 | West McLaren Mercedes                        | McLaren MP4-19 McLaren MP4-19B                 | Mercedes V10 FO 110Q                                                   | M            |                    | AUS     | MAL     | BAH     | SMR     | ESP     | MON     | EUR     | CAN     | USA     | FRA     | GBR     | ALL     | HON     | BEL     | ITA     | CHI     | JAP     | BRE     |         |         |         |         |         |         | 69              | 5e         |
| 2004 | West McLaren Mercedes                        | McLaren MP4-19 McLaren MP4-19B                 | Mercedes V10 FO 110Q                                                   | M            | David Coulthard    | 8e      | 6e      | Abd.    | 12e     | 10e     | Abd.    | Abd.    | 6e      | 7e      | 6e      | 7e      | 4e      | 9e      | 7e      | 6e      | 9e      | Abd.    | 11e     |         |         |         |         |         |         | 69              | 5e         |
| 2004 | West McLaren Mercedes                        | McLaren MP4-19 McLaren MP4-19B                 | Mercedes V10 FO 110Q                                                   | M            | Kimi Räikkönen     | Abd.    | Abd.    | Abd.    | 8e      | 11e     | Abd.    | Abd.    | 5e      | 6e      | 7e      | 2e      | Abd.    | Abd.    | 1er     | Abd.    | 3e      | 6e      | 2e      |         |         |         |         |         |         | 69              | 5e         |
| 2005 | Team McLaren Mercedes                        | McLaren MP4-20                                 | Mercedes V10 FO 110R                                                   | M            |                    | AUS     | MAL     | BAH     | SMR     | ESP     | MON     | EUR     | CAN     | USA     | FRA     | GBR     | ALL     | HON     | TUR     | ITA     | BEL     | BRE     | JAP     | CHI     |         |         |         |         |         | 182             | 2e         |
| 2005 | Team McLaren Mercedes                        | McLaren MP4-20                                 | Mercedes V10 FO 110R                                                   | M            | Kimi Räikkönen     | 8e      | 9e      | 3e      | Abd.    | 1er     | 1er     | 11e     | 1re     | Np.     | 2e      | 3e      | Abd.    | 1er     | 1er     | 4e      | 1er     | 2e      | 1er     | 2e      |         |         |         |         |         | 182             | 2e         |
| 2005 | Team McLaren Mercedes                        | McLaren MP4-20                                 | Mercedes V10 FO 110R                                                   | M            | Juan Pablo Montoya | 6e      | 4e      |         |         | 7e      | 5e      | 7e      | Dsq.    | Np.     | Abd.    | 1er     | 2e      | Abd.    | 3e      | 1er     | 14e     | 1er     | Abd.    | Abd.    |         |         |         |         |         | 182             | 2e         |
| 2005 | Team McLaren Mercedes                        | McLaren MP4-20                                 | Mercedes V10 FO 110R                                                   | M            | Pedro de la Rosa   |         |         | 5e      |         |         |         |         |         |         |         |         |         |         |         |         |         |         |         |         |         |         |         |         |         | 182             | 2e         |
| 2005 | Team McLaren Mercedes                        | McLaren MP4-20                                 | Mercedes V10 FO 110R                                                   | M            | Alexander Wurz     |         |         |         | 3e      |         |         |         |         |         |         |         |         |         |         |         |         |         |         |         |         |         |         |         |         | 182             | 2e         |
| 2006 | Team McLaren Mercedes                        | McLaren MP4-21                                 | Mercedes V8 FO 108S                                                    | M            |                    | BAH     | MAL     | AUS     | SMR     | EUR     | ESP     | MON     | GBR     | CAN     | USA     | FRA     | ALL     | HON     | TUR     | ITA     | CHI     | JAP     | BRE     |         |         |         |         |         |         | 110             | 3e         |
| 2006 | Team McLaren Mercedes                        | McLaren MP4-21                                 | Mercedes V8 FO 108S                                                    | M            | Kimi Räikkönen     | 3e      | Abd.    | 2e      | 5e      | 4e      | 5e      | Abd.    | 3e      | 3e      | Abd.    | 5e      | 3e      | Abd.    | Abd.    | 2e      | Abd.    | 5e      | 5e      |         |         |         |         |         |         | 110             | 3e         |
| 2006 | Team McLaren Mercedes                        | McLaren MP4-21                                 | Mercedes V8 FO 108S                                                    | M            | Juan Pablo Montoya | 5e      | 4e      | Abd.    | 3e      | Abd.    | Abd.    | 2e      | 6e      | Abd.    | Abd.    |         |         |         |         |         |         |         |         |         |         |         |         |         |         | 110             | 3e         |
| 2006 | Team McLaren Mercedes                        | McLaren MP4-21                                 | Mercedes V8 FO 108S                                                    | M            | Pedro de la Rosa   |         |         |         |         |         |         |         |         |         |         | 7e      | Abd.    | 2e      | 5e      | Abd.    | 5e      | 11e     | 8e      |         |         |         |         |         |         | 110             | 3e         |
| 2007 | Vodafone McLaren Mercedes                    | McLaren MP4-22                                 | Mercedes V8 FO 108T                                                    | B            |                    | AUS     | MAL     | BAH     | ESP     | MON     | CAN     | USA     | FRA     | GBR     | EUR     | HON     | TUR     | ITA     | BEL     | JAP     | CHI     | BRE     |         |         |         |         |         |         |         | 0 (218)         | Exclue     |
| 2007 | Vodafone McLaren Mercedes                    | McLaren MP4-22                                 | Mercedes V8 FO 108T                                                    | B            | Fernando Alonso    | 2e      | 1er     | 5e      | 3e      | 1er     | 7e      | 2e      | 7e      | 2e      | 1er     | 4e      | 3e      | 1er     | 3e      | Abd.    | 2e      | 3e      |         |         |         |         |         |         |         | 0 (218)         | Exclue     |
| 2007 | Vodafone McLaren Mercedes                    | McLaren MP4-22                                 | Mercedes V8 FO 108T                                                    | B            | Lewis Hamilton     | 3e      | 2e      | 2e      | 2e      | 2e      | 1er     | 1er     | 3e      | 3e      | 9e      | 1er     | 5e      | 2e      | 4e      | 1er     | Abd.    | 7e      |         |         |         |         |         |         |         | 0 (218)         | Exclue     |
| 2008 | Vodafone McLaren Mercedes                    | McLaren MP4-23                                 | Mercedes V8 FO 108V                                                    | B            |                    | AUS     | MAL     | BAH     | ESP     | TUR     | MON     | CAN     | FRA     | GBR     | ALL     | HON     | EUR     | BEL     | ITA     | SIN     | JAP     | CHI     | BRE     |         |         |         |         |         |         | 151             | 2e         |
| 2008 | Vodafone McLaren Mercedes                    | McLaren MP4-23                                 | Mercedes V8 FO 108V                                                    | B            | Lewis Hamilton     | 1er     | 5e      | 13e     | 3e      | 2e      | 1er     | Abd.    | 10e     | 1er     | 1er     | 5e      | 2e      | 3e      | 7e      | 3e      | 12e     | 1er     | 5e      |         |         |         |         |         |         | 151             | 2e         |
| 2008 | Vodafone McLaren Mercedes                    | McLaren MP4-23                                 | Mercedes V8 FO 108V                                                    | B            | Heikki Kovalainen  | 5e      | 3e      | 5e      | Abd.    | 12e     | 8e      | 9e      | 4e      | 5e      | 5e      | 1er     | 4e      | 10e     | 2e      | 10e     | Abd.    | Abd.    | 7e      |         |         |         |         |         |         | 151             | 2e         |
| 2009 | Vodafone McLaren Mercedes                    | McLaren MP4-24                                 | Mercedes V8 FO 108W                                                    | B            |                    | AUS     | MAL†    | CHI     | BAH     | ESP     | MON     | TUR     | GBR     | ALL     | HON     | EUR     | BEL     | ITA     | SIN     | JAP     | BRE     | ABU     |         |         |         |         |         |         |         | 71              | 3e         |
| 2009 | Vodafone McLaren Mercedes                    | McLaren MP4-24                                 | Mercedes V8 FO 108W                                                    | B            | Lewis Hamilton     | Dsq.    | 7e      | 6e      | 4e      | 9e      | 12e     | 13e     | 16e     | 18e     | 1er     | 2e      | Abd.    | 12e     | 1er     | 3e      | 3e      | Abd.    |         |         |         |         |         |         |         | 71              | 3e         |
| 2009 | Vodafone McLaren Mercedes                    | McLaren MP4-24                                 | Mercedes V8 FO 108W                                                    | B            | Heikki Kovalainen  | Abd.    | Abd.    | 5e      | 12e     | Abd.    | Abd.    | 14e     | Abd.    | 8e      | 5e      | 4e      | 6e      | 6e      | 7e      | 11e     | 12e     | 11e     |         |         |         |         |         |         |         | 71              | 3e         |
| 2010 | Vodafone McLaren Mercedes                    | McLaren MP4-25                                 | Mercedes V8 FO 108X                                                    | B            |                    | BAH     | AUS     | MAL     | CHI     | ESP     | MON     | TUR     | CAN     | EUR     | GBR     | ALL     | HON     | BEL     | ITA     | SIN     | JAP     | COR     | BRE     | ABU     |         |         |         |         |         | 454             | 2e         |
| 2010 | Vodafone McLaren Mercedes                    | McLaren MP4-25                                 | Mercedes V8 FO 108X                                                    | B            | Jenson Button      | 7e      | 1er     | 8e      | 1er     | 5e      | Abd.    | 2e      | 2e      | 3e      | 4e      | 5e      | 8e      | Abd.    | 2e      | 4e      | 4e      | 12e     | 5e      | 3e      |         |         |         |         |         | 454             | 2e         |
| 2010 | Vodafone McLaren Mercedes                    | McLaren MP4-25                                 | Mercedes V8 FO 108X                                                    | B            | Lewis Hamilton     | 3e      | 6e      | 6e      | 2e      | 14e*    | 5e      | 1er     | 1er     | 2e      | 2e      | 4e      | Abd.    | 1er     | Abd.    | Abd.    | 5e      | 2e      | 4e      | 2e      |         |         |         |         |         | 454             | 2e         |
| 2011 | Vodafone McLaren Mercedes                    | McLaren MP4-26                                 | Mercedes V8 FO 108Y                                                    | P            |                    | AUS     | MAL     | CHI     | TUR     | ESP     | MON     | CAN     | EUR     | GBR     | ALL     | HON     | BEL     | ITA     | SIN     | JAP     | COR     | IND     | ABU     | BRE     |         |         |         |         |         | 497             | 2e         |
| 2011 | Vodafone McLaren Mercedes                    | McLaren MP4-26                                 | Mercedes V8 FO 108Y                                                    | P            | Jenson Button      | 6e      | 2e      | 4e      | 6e      | 3e      | 3e      | 1er     | 6e      | Abd.    | Abd.    | 1er     | 3e      | 2e      | 2e      | 1er     | 4e      | 2e      | 3e      | 3e      |         |         |         |         |         | 497             | 2e         |
| 2011 | Vodafone McLaren Mercedes                    | McLaren MP4-26                                 | Mercedes V8 FO 108Y                                                    | P            | Lewis Hamilton     | 2e      | 8e      | 1er     | 4e      | 2e      | 6e      | Abd.    | 4e      | 4e      | 1er     | 4e      | Abd.    | 4e      | 5e      | 5e      | 2e      | 7e      | 1er     | Abd.    |         |         |         |         |         | 497             | 2e         |
| 2012 | Vodafone McLaren Mercedes                    | McLaren MP4-27                                 | Mercedes V8 FO 108Z                                                    | P            |                    | AUS     | MAL     | CHI     | BAH     | ESP     | MON     | CAN     | EUR     | GBR     | ALL     | HON     | BEL     | ITA     | SIN     | JAP     | COR     | IND     | ABU     | USA     | BRE     |         |         |         |         | 378             | 3e         |
| 2012 | Vodafone McLaren Mercedes                    | McLaren MP4-27                                 | Mercedes V8 FO 108Z                                                    | P            | Jenson Button      | 1er     | 14e     | 2e      | 18e*    | 9e      | 16e*    | 16e     | 8e      | 10e     | 2e      | 6e      | 1er     | Abd.    | 2e      | 4e      | Abd.    | 5e      | 4e      | 5e      | 1er     |         |         |         |         | 378             | 3e         |
| 2012 | Vodafone McLaren Mercedes                    | McLaren MP4-27                                 | Mercedes V8 FO 108Z                                                    | P            | Lewis Hamilton     | 3e      | 3e      | 3e      | 8e      | 8e      | 5e      | 1er     | 19e*    | 8e      | Abd.    | 1er     | Abd.    | 1er     | Abd.    | 5e      | 10e     | 4e      | Abd.    | 1er     | Abd.    |         |         |         |         | 378             | 3e         |
| 2013 | Vodafone McLaren Mercedes                    | McLaren MP4-28                                 | Mercedes V8 FO 108F                                                    | P            |                    | AUS     | MAL     | CHI     | BAH     | ESP     | MON     | CAN     | GBR     | ALL     | HON     | BEL     | ITA     | SIN     | COR     | JAP     | IND     | ABU     | USA     | BRE     |         |         |         |         |         | 122             | 5e         |
| 2013 | Vodafone McLaren Mercedes                    | McLaren MP4-28                                 | Mercedes V8 FO 108F                                                    | P            | Jenson Button      | 9e      | 17e*    | 5e      | 10e     | 8e      | 6e      | 12e     | 13e     | 6e      | 7e      | 6e      | 10e     | 7e      | 8e      | 9e      | 14e     | 12e     | 10e     | 4e      |         |         |         |         |         | 122             | 5e         |
| 2013 | Vodafone McLaren Mercedes                    | McLaren MP4-28                                 | Mercedes V8 FO 108F                                                    | P            | Sergio Pérez       | 11e     | 9e      | 11e     | 6e      | 9e      | 16e*    | 11e     | 20e*    | 8e      | 9e      | 11e     | 12e     | 8e      | 10e     | 15e     | 5e      | 9e      | 7e      | 6e      |         |         |         |         |         | 122             | 5e         |
| 2014 | McLaren Mercedes                             | McLaren MP4-29                                 | Mercedes V6 turbo hybride PU106A                                       | P            |                    | AUS     | MAL     | BAH     | CHI     | ESP     | MON     | CAN     | AUT     | GBR     | ALL     | HON     | BEL     | ITA     | SIN     | JAP     | RUS     | USA     | BRE     | ABU     |         |         |         |         |         | 181             | 5e         |
| 2014 | McLaren Mercedes                             | McLaren MP4-29                                 | Mercedes V6 turbo hybride PU106A                                       | P            | Jenson Button      | 3e      | 6e      | 17e*    | 11e     | 11e     | 6e      | 4e      | 11e     | 4e      | 8e      | 10e     | 6e      | 8e      | Abd.    | 5e      | 4e      | 12e     | 4e      | 5e      |         |         |         |         |         | 181             | 5e         |
| 2014 | McLaren Mercedes                             | McLaren MP4-29                                 | Mercedes V6 turbo hybride PU106A                                       | P            | Kevin Magnussen    | 2e      | 9e      | Abd.    | 13e     | 12e     | 10e     | 9e      | 7e      | 7e      | 9e      | 12e     | 12e     | 10e     | 10e     | 14e     | 5e      | 8e      | 9e      | 11e     |         |         |         |         |         | 181             | 5e         |
| 2015 | McLaren Honda                                | McLaren MP4-30                                 | Honda V6 turbo hybrideRA615H                                           | P            |                    | AUS     | MAL     | CHI     | BAH     | ESP     | MON     | CAN     | AUT     | GBR     | HON     | BEL     | ITA     | SIN     | JAP     | RUS     | USA     | MEX     | BRE     | ABU     |         |         |         |         |         | 27              | 9e         |
| 2015 | McLaren Honda                                | McLaren MP4-30                                 | Honda V6 turbo hybrideRA615H                                           | P            | Jenson Button      | 11e     | Abd.    | 14e     | Np.     | 16e     | 8e      | Abd.    | Abd.    | Abd.    | 9e      | 14e     | 14e     | Abd.    | 16e     | 9e      | 6e      | 14e     | 14e     | 12e     |         |         |         |         |         | 27              | 9e         |
| 2015 | McLaren Honda                                | McLaren MP4-30                                 | Honda V6 turbo hybrideRA615H                                           | P            | Fernando Alonso    |         | Abd.    | 12e     | 11e     | Abd.    | Abd.    | Abd.    | Abd.    | 10e     | 5e      | 13e     | 18e*    | Abd.    | 11e     | 11e     | 11e     | Abd.    | 15e     | 17e     |         |         |         |         |         | 27              | 9e         |
| 2015 | McLaren Honda                                | McLaren MP4-30                                 | Honda V6 turbo hybrideRA615H                                           | P            | Kevin Magnussen    | Np.     |         |         |         |         |         |         |         |         |         |         |         |         |         |         |         |         |         |         |         |         |         |         |         | 27              | 9e         |
| 2016 | McLaren-Honda Formula 1 Team                 | McLaren MP4-31                                 | Honda V6 turbo hybride RA616H                                          | P            |                    | AUS     | BAH     | CHI     | RUS     | ESP     | MON     | CAN     | EUR     | AUT     | GBR     | HON     | ALL     | BEL     | ITA     | SIN     | MAL     | JAP     | USA     | MEX     | BRE     | ABU     |         |         |         | 76              | 6e         |
| 2016 | McLaren-Honda Formula 1 Team                 | McLaren MP4-31                                 | Honda V6 turbo hybride RA616H                                          | P            | Jenson Button      | 14e     | Abd.    | 13e     | 10e     | 9e      | 9e      | Abd.    | 11e     | 6e      | 12e     | Abd.    | 8e      | Abd.    | 12e     | Abd.    | 9e      | 18e     | 9e      | 12e     | 16e     | Abd.    |         |         |         | 76              | 6e         |
| 2016 | McLaren-Honda Formula 1 Team                 | McLaren MP4-31                                 | Honda V6 turbo hybride RA616H                                          | P            | Fernando Alonso    | Abd.    |         | 12e     | 6e      | Abd.    | 5e      | 11e     | Abd.    | 18e*    | 13e     | 7e      | 12e     | 7e      | 14e     | 7e      | 7e      | 16e     | 5e      | 13e     | 10e     | 10e     |         |         |         | 76              | 6e         |
| 2016 | McLaren-Honda Formula 1 Team                 | McLaren MP4-31                                 | Honda V6 turbo hybride RA616H                                          | P            | Stoffel Vandoorne  |         | 10e     |         |         |         |         |         |         |         |         |         |         |         |         |         |         |         |         |         |         |         |         |         |         | 76              | 6e         |
| 2017 | McLaren-Honda Formula 1 Team                 | McLaren MCL32                                  | Honda V6 turbo hybride RA617H                                          | P            |                    | AUS     | CHI     | BAH     | RUS     | ESP     | MON     | CAN     | AZE     | AUT     | GBR     | HON     | BEL     | ITA     | SIN     | MAL     | JAP     | USA     | MEX     | BRE     | ABU     |         |         |         |         | 30              | 9e         |
| 2017 | McLaren-Honda Formula 1 Team                 | McLaren MCL32                                  | Honda V6 turbo hybride RA617H                                          | P            | Fernando Alonso    | Abd.    | Abd.    | 14e*    | Np.     | 12e     |         | 16e*    | 9e      | Abd.    | Abd.    | 6e      | Abd.    | 17e*    | Abd.    | 11e     | 11e     | Abd.    | 10e     | 8e      | 9e      |         |         |         |         | 30              | 9e         |
| 2017 | McLaren-Honda Formula 1 Team                 | McLaren MCL32                                  | Honda V6 turbo hybride RA617H                                          | P            | Stoffel Vandoorne  | 13e     | Abd.    | Np.     | 14e     | Abd.    | Abd.    | 14e     | 12e     | 12e     | 11e     | 10e     | 15e     | Abd.    | 7e      | 7e      | 14e     | 12e     | 12e     | Abd.    | 12e     |         |         |         |         | 30              | 9e         |
| 2017 | McLaren-Honda Formula 1 Team                 | McLaren MCL32                                  | Honda V6 turbo hybride RA617H                                          | P            | Jenson Button      |         |         |         |         |         | Abd.    |         |         |         |         |         |         |         |         |         |         |         |         |         |         |         |         |         |         | 30              | 9e         |
| 2018 | McLaren Formula 1 Team                       | McLaren MCL33                                  | Renault V6 turbo hybride R.E.18                                        | P            |                    | AUS     | BAH     | CHI     | AZE     | ESP     | MON     | CAN     | FRA     | AUT     | GBR     | ALL     | HON     | BEL     | ITA     | SIN     | RUS     | JAP     | USA     | MEX     | BRE     | ABU     |         |         |         | 62              | 6e         |
| 2018 | McLaren Formula 1 Team                       | McLaren MCL33                                  | Renault V6 turbo hybride R.E.18                                        | P            | Fernando Alonso    | 5e      | 7e      | 7e      | 7e      | 8e      | Abd.    | Abd.    | 16e*    | 8e      | 8e      | 16e     | 8e      | Abd.    | Abd.    | 7e      | 14e     | 14e     | Abd.    | Abd.    | 17e     | 11e     |         |         |         | 62              | 6e         |
| 2018 | McLaren Formula 1 Team                       | McLaren MCL33                                  | Renault V6 turbo hybride R.E.18                                        | P            | Stoffel Vandoorne  | 9e      | 8e      | 13e     | 9e      | Abd.    | 14e     | 16e     | 12e     | 15e*    | 12e     | 13e     | Abd.    | 15e     | 12e     | 12e     | 16e     | 15e     | 11e     | 8e      | 15e     | 14e     |         |         |         | 62              | 6e         |
| 2019 | McLaren Formula 1 Team                       | McLaren MCL34                                  | Renault V6 turbo hybride E-Tech 19                                     | P            |                    | AUS     | BAH     | CHN     | AZE     | ESP     | MON     | CAN     | FRA     | AUT     | GBR     | ALL     | HON     | BEL     | ITA     | SIN     | RUS     | JPN     | MEX     | USA     | BRE     | ABU     |         |         |         | 145             | 4e         |
| 2019 | McLaren Formula 1 Team                       | McLaren MCL34                                  | Renault V6 turbo hybride E-Tech 19                                     | P            | Carlos Sainz Jr.   | Abd.    | 19e*    | 14e     | 7e      | 8e      | 6e      | 11e     | 6e      | 8e      | 6e      | 5e      | 5e      | Abd.    | Abd.    | 12e     | 6e      | 5e      | 13e     | 8e      | 3e      | 10e     |         |         |         | 145             | 4e         |
| 2019 | McLaren Formula 1 Team                       | McLaren MCL34                                  | Renault V6 turbo hybride E-Tech 19                                     | P            | Lando Norris       | 12e     | 6e      | 18e*    | 8e      | Abd.    | 11e     | Abd.    | 9e      | 6e      | 11e     | Abd.    | 9e      | 11e*    | 10e     | 7e      | 8e      | 11e     | Abd.    | 7e      | 8e      | 8e      |         |         |         | 145             | 4e         |
| 2020 | McLaren Formula 1 Team                       | McLaren MCL35                                  | Renault V6 turbo hybride E-Tech 20                                     | P            |                    | AUT     | STY     | HON     | GBR     | 70e     | ESP     | BEL     | ITA     | TOS     | RUS     | EIF     | POR     | EMI     | TUR     | BAH     | SAK     | ABU     |         |         |         |         |         |         |         | 134             | 3e         |
| 2020 | McLaren Formula 1 Team                       | McLaren MCL35                                  | Renault V6 turbo hybride E-Tech 20                                     | P            | Carlos Sainz Jr.   | 5e      | 9e      | 9e      | 13e     | 13e     | 6e      | Np.     | 2e      | Abd.    | Abd.    | 5e      | 6e      | 7e      | 5e      | 5e      | 4e      | 6e      |         |         |         |         |         |         |         | 134             | 3e         |
| 2020 | McLaren Formula 1 Team                       | McLaren MCL35                                  | Renault V6 turbo hybride E-Tech 20                                     | P            | Lando Norris       | 3e      | 5e      | 13e     | 5e      | 9e      | 10e     | 7e      | 4e      | 6e      | 15e     | Abd.    | 13e     | 8e      | 8e      | 4e      | 10e     | 5e      |         |         |         |         |         |         |         | 134             | 3e         |
| 2021 | McLaren Formula 1 Team                       | McLaren MCL35M                                 | Mercedes V6 turbo hybride M12 E Performance                            | P            |                    | BAH     | EMI     | POR     | ESP     | MON     | AZE     | FRA     | STY     | AUT     | GBR     | HON     | BEL     | P-B     | ITA     | RUS     | TUR     | USA     | MEX     | BRE     | QAT     | SAU     | ABU     |         |         | 275             | 4e         |
| 2021 | McLaren Formula 1 Team                       | McLaren MCL35M                                 | Mercedes V6 turbo hybride M12 E Performance                            | P            | Lando Norris       | 4e      | 3e      | 5e      | 8e      | 3e      | 5e      | 5e      | 5e      | 3e      | 4e      | Abd.    | 14e     | 10e     | 2e      | 7e      | 7e      | 8e      | 10e     | 10e     | 9e      | 10e     | 7e      |         |         | 275             | 4e         |
| 2021 | McLaren Formula 1 Team                       | McLaren MCL35M                                 | Mercedes V6 turbo hybride M12 E Performance                            | P            | Daniel Ricciardo   | 7e      | 6e      | 9e      | 6e      | 12e     | 9e      | 6e      | 13e     | 7e      | 5e      | 11e     | 4e      | 11e     | 1er     | 4e      | 13e     | 5e      | 12e     | Abd.    | 12e     | 5e      | 12e     |         |         | 275             | 4e         |
| 2022 | McLaren Formula 1 Team                       | McLaren MCL36                                  | Mercedes V6 turbo hybride M13 E Performance                            | P            |                    | BAH     | SAU     | AUS     | EMI     | MIA     | ESP     | MON     | AZE     | CAN     | AUT     | GBR     | FRA     | HON     | BEL     | P-B     | ITA     | SIN     | JPN     | USA     | MEX     | BRE     | ABU     |         |         | 159             | 5e         |
| 2022 | McLaren Formula 1 Team                       | McLaren MCL36                                  | Mercedes V6 turbo hybride M13 E Performance                            | P            | Lando Norris       | 14e     | 7e      | 5e      | 3e      | Abd.    | 8e      | 6e      | 9e      | 15e     | 6e      | 7e      | 7e      | 7e      | 12e     | 7e      | 7e      | 4e      | 10e     | 6e      | 9e      | Abd.    | 6e      |         |         | 159             | 5e         |
| 2022 | McLaren Formula 1 Team                       | McLaren MCL36                                  | Mercedes V6 turbo hybride M13 E Performance                            | P            | Daniel Ricciardo   | 15e     | Abd.    | 6e      | 18e     | 13e     | 12e     | 13e     | 8e      | 11e     | 13e     | 9e      | 9e      | 15e     | 15e     | 17e     | Abd.    | 5e      | 11e     | 16e     | 7e      | Abd.    | 9e      |         |         | 159             | 5e         |
| 2023 | McLaren Formula 1 Team                       | McLaren MCL60                                  | Mercedes V6 turbo hybride M14 E Performance                            | P            |                    | BAH     | SAU     | AUS     | AZE     | MIA     | MON     | ESP     | CAN     | AUT     | GBR     | HON     | BEL     | P-B     | ITA     | SIN     | JPN     | QAT     | USA     | MEX     | BRE     | LVG     | ABU     |         |         | 302             | 4e         |
| 2023 | McLaren Formula 1 Team                       | McLaren MCL60                                  | Mercedes V6 turbo hybride M14 E Performance                            | P            | Lando Norris       | 17e     | 17e     | 6e      | 9e      | 17e     | 9e      | 17e     | 13e     | 4e      | 2e      | 2e      | 7e      | 7e      | 8e      | 2e      | 2e      | 3e      | 2e      | 5e      | 2e      | Abd.    | 5e      |         |         | 302             | 4e         |
| 2023 | McLaren Formula 1 Team                       | McLaren MCL60                                  | Mercedes V6 turbo hybride M14 E Performance                            | P            | Oscar Piastri      | Abd.    | 15e     | 8e      | 11e     | 19e     | 10e     | 13e     | 11e     | 16e     | 4e      | 5e      | Abd.    | 9e      | 12e     | 7e      | 3e      | 2e      | Abd.    | 8e      | 14e     | 10e     | 6e      |         |         | 302             | 4e         |
| 2024 | McLaren Formula 1 Team                       | McLaren MCL38                                  | Mercedes V6 turbo hybride M15 E Performance                            | P            |                    | BAH     | SAU     | AUS     | JAP     | CHN     | MIA     | EMI     | MON     | CAN     | ESP     | AUT     | GBR     | HON     | BEL     | P-B     | ITA     | AZE     | SIN     | USA     | MEX     | SAO     | LVE     | QAT     | ABU     | 666             | Champion   |
| 2024 | McLaren Formula 1 Team                       | McLaren MCL38                                  | Mercedes V6 turbo hybride M15 E Performance                            | P            | Lando Norris       | 6e      | 8e      | 3e      | 5e      | 2e      | 1er     | 2e      | 4e      | 2e      | 2e      | Abd.    | 3e      | 2e      | 5e      | 1er     | 3e      | 4e      | 1er     | 4e      | 2e      | 6e      | 6e      | 10e     | 1er     | 666             | Champion   |
| 2024 | McLaren Formula 1 Team                       | McLaren MCL38                                  | Mercedes V6 turbo hybride M15 E Performance                            | P            | Oscar Piastri      | 8e      | 4e      | 4e      | 8e      | 8e      | 13e     | 4e      | 2e      | 5e      | 7e      | 2e      | 4e      | 1er     | 2e      | 4e      | 2e      | 1er     | 3e      | 5e      | 8e      | 8e      | 7e      | 3e      | 10e     | 666             | Champion   |
| 2025 | McLaren Formula 1 Team                       | McLaren MCL39                                  | Mercedes V6 turbo hybride M16 E Performance                            | P            |                    | AUS     | CHN     | JAP     | BAH     | ARA     | MIA     | EMI     | MON     | ESP     | CAN     | AUT     | GBR     | BEL     | HON     | P-B     | ITA     | AZE     | SIN     | USA     | MEX     | BRE     | LVE     | QAT     | ABU     | 559             | 1er        |
| 2025 | McLaren Formula 1 Team                       | McLaren MCL39                                  | Mercedes V6 turbo hybride M16 E Performance                            | P            | Lando Norris       | 1er     | 2e      | 2e      | 3e      |         |         |         |         |         |         |         |         |         |         |         |         |         |         |         |         |         |         |         |         | 559             | 1er        |
| 2025 | McLaren Formula 1 Team                       | McLaren MCL39                                  | Mercedes V6 turbo hybride M16 E Performance                            | P            | Oscar Piastri      | 9e      | 1er     | 3e      | 1er     |         |         |         |         |         |         |         |         |         |         |         |         |         |         |         |         |         |         |         |         | 559             | 1er        |
| - † : La moitié des points a été distribuée parce que la course a été réduite de moins de 75 % de la distance de la course. - **: En raison des conditions météorologiques, le Grand Prix de Monaco a été interrompu après 31 tours sur les 77 prévus, ainsi seul la moitié des points a été attribué. |                                              |                                                |                                                                        |              |                    |         |         |         |         |         |         |         |         |         |         |         |         |         |         |         |         |         |         |         |         |         |         |         |         |                 |            |
| Légende : ici |                                              |                                                |                                                                        |              |                    |         |         |         |         |         |         |         |         |         |         |         |         |         |         |         |         |         |         |         |         |         |         |         |         |                 |            |

| Saison | Écurie                         | Châssis                 | Moteur        | Pneus     | Pilotes                     | Grands Prix disputés |
| ------ | ------------------------------ | ----------------------- | ------------- | --------- | --------------------------- | -------------------- |
| 1968   | Joakim Bonnier Racing Team     | McLaren M5A             | BRM           | Goodyear  | Joakim Bonnier              | 7                    |
| 1968   | Anglo American Racers          | McLaren M7A             | Ford-Cosworth | Goodyear  | Dan Gurney                  | 3                    |
| 1969   | Team Lawson                    | McLaren M7A             | Ford-Cosworth | Dunlop    | Basil van Rooyen            | 1                    |
| 1969   | Antiques Automobiles           | McLaren M7B             | Ford-Cosworth | Goodyear  | Vic Elford                  | 4                    |
| 1970   | Team Surtees                   | McLaren M7A             | Ford-Cosworth | Firestone | John Surtees                | 4                    |
| 1970   | Écurie Bonnier                 | McLaren M7C             | Ford-Cosworth | Goodyear  | Joakim Bonnier              | 2                    |
| 1971   | Écurie Bonnier                 | McLaren M7C             | Ford-Cosworth | Goodyear  | Joakim Bonnier Helmut Marko | 5                    |
| 1971   | Penske-White Racing            | McLaren M19A            | Ford-Cosworth | Goodyear  | Mark Donohue David Hobbs    | 2                    |
| 1974   | Scribante Lucky Strike Team    | McLaren M23             | Ford-Cosworth | Goodyear  | Dave Charlton               | 1                    |
| 1975   | Lucky Strike Team              | McLaren M23             | Ford-Cosworth | Goodyear  | Dave Charlton               | 1                    |
| 1977   | Iberia Airlines                | McLaren M23             | Ford-Cosworth | Goodyear  | Emilio de Villota           | 7                    |
| 1977   | Chesterfield Racing            | McLaren M23             | Ford-Cosworth | Goodyear  | Brett Lunger                | 10                   |
| 1978   | Liggett Group/B&S Fabrications | McLaren M23 McLaren M26 | Ford-Cosworth | Goodyear  | Brett Lunger                | 14                   |
| 1978   | Centro Asegurador F1           | McLaren M23             | Ford-Cosworth | Goodyear  | Emilio de Villota           | 1                    |
| 1978   | Melchester Racing              | McLaren M23             | Ford-Cosworth | Goodyear  | Tony Trimmer                | 1                    |
| 1978   | BS Fabrications                | McLaren M23             | Ford-Cosworth | Goodyear  | Nelson Piquet               | 3                    |

## Résultats enchampionnat américain de course automobile
| Saison           | Écurie                 | Châssis        | Moteur               | Pneus     | Pilotes                                                                               | Courses disputées |
| ---------------- | ---------------------- | -------------- | -------------------- | --------- | ------------------------------------------------------------------------------------- | ----------------- |
| Championnat USAC |                        |                |                      |           |                                                                                       |                   |
| 1970             | McLaren Cars           | McLaren M15    | Offenhauser 159 I4 t | Goodyear  | Bruce McLaren Denny Hulme Chris Amon Peter Revson Carl Williams                       | 2                 |
| 1971             | McLaren Cars           | McLaren M16A   | Offenhauser 159 I4 t | Goodyear  | Denny Hulme Gordon Johncock Peter Revson                                              | 3                 |
| 1972             | McLaren Cars           | McLaren M16A/B | Offenhauser 159 I4 t | Goodyear  | Gordon Johncock Peter Revson                                                          | 6                 |
| 1973             | McLaren Cars           | McLaren M16C   | Offenhauser 159 I4 t | Goodyear  | Johnny Rutherford Peter Revson                                                        | 14                |
| 1974             | McLaren Cars           | McLaren M16C/D | Offenhauser 159 I4 t | Goodyear  | Johnny Rutherford David Hobbs                                                         | 13                |
| 1975             | McLaren Cars           | McLaren M16E   | Offenhauser 159 I4 t | Goodyear  | Johnny Rutherford                                                                     | 12                |
| 1976             | McLaren Cars           | McLaren M16E   | Offenhauser 159 I4 t | Goodyear  | Johnny Rutherford                                                                     | 13                |
| 1977             | McLaren Cars           | McLaren M24    | Cosworth DFX V8 t    | Goodyear  | Johnny Rutherford                                                                     | 14                |
| 1978             | McLaren Cars           | McLaren M24B   | Cosworth DFX V8 t    | Goodyear  | Johnny Rutherford                                                                     | 18                |
| Championnat CART |                        |                |                      |           |                                                                                       |                   |
| 1979             | Team McLaren           | McLaren M24B   | Cosworth DFX V8 t    | Goodyear  | Johnny Rutherford                                                                     | 14                |
| IndyCar Series   |                        |                |                      |           |                                                                                       |                   |
| 2017             | McLaren-Honda-Andretti | Dallara DW12   | Honda HI17TT V6 t    | Firestone | Fernando Alonso                                                                       | 1                 |
| 2019             | McLaren Racing         | Dallara DW12   | Chevrolet V6 t       | Firestone | Fernando Alonso                                                                       | 1                 |
| 2020             | Arrow McLaren SP       | Dallara IR18   | Chevrolet V6 t       | Firestone | Patricio O'Ward Oliver Askew Hélio Castroneves Fernando Alonso                        | 14                |
| 2021             | Arrow McLaren SP       | Dallara IR18   | Chevrolet V6 t       | Firestone | Patricio O'Ward Felix Rosenqvist Juan Pablo Montoya                                   | 6                 |
| 2022             | Arrow McLaren SP       | Dallara IR18   | Chevrolet V6 t       | Firestone | Patricio O'Ward Felix Rosenqvist Juan Pablo Montoya                                   | 17                |
| 2023             | Arrow McLaren SP       | Dallara IR18   | Chevrolet V6 t       | Firestone | Patricio O'Ward Felix Rosenqvist Alexander Rossi Tony Kanaan                          | 17                |
| 2024             | Arrow McLaren SP       | Dallara IR18   | Chevrolet V6 t       | Firestone | Patricio O'Ward Callum Ilott Nolan Siegel Théo Pourchaire Alexander Rossi Kyle Larson | 17                |

## Logo

(1963-1966)
(2017-2021)
Depuis 2021